# Fiktív helynevek Magyarországon
A köznapi nyelvben született fantázia településnevek vagy létező helységek, falvak, városok közkeletű tréfás, szatirikus elnevezései, melyek egy része sértő az ott lakók számára.

## Csoportosításuk kialakulás szerint

### Egyedi esetek: Kukutyin, Piripócs
Az ilyen fiktív (vagy fiktívnek ható, illetve fiktívként használt) településnevek közt a leggyakrabban előfordulók minden bizonnyal Kukutyin és Piripócs. Ezek használatának külön története van.
- Kukutyin

A településnév leginkább egy népi szólásban szokott felbukkanni: „Elmehetsz Kukutyinba zabot hegyezni!” (A kifejezéssel leggyakrabban hiábavaló tevékenységre, vagy hasznos munkára alkalmatlan személyre szoktak utalni.) A szólásban szereplő helynév kitalált településnév látszatát kelti, de valójában létező helyre, sőt megtörtént eseményre utal. A Csongrád megyei Ferencszálláshoz és Deszkhez tartozó Kukutyin puszta határa ugyanis az 1880-as évek idejében gyakran zabbal volt bevetve, de egy alkalommal, az éppen akkor áradó Maros kiöntése miatt lehetetlennek látszott az aratásra érett zab betakarítása. A leleményes helyiek azonban nem akarták, hogy veszendőbe menjen a termés, ezért csónakokba ültek és úgy vágták le a zab hegyét, az értékes kalászokat – ez volt tehát a kukutyini zabhegyezés.
Az eseményt Ferencszállás címere és a népnyelv máig is őrzi.
A csendőr és a csendőrlányok című Louis de Funès film magyar fordításában is előfordul az alábbi mondat 1 óra 21 perc 31 másodpercnél: „Menjen, hozzon nekem három zsák hegyezett zabot Kukutyinból!”
- Piripócs

A Pallas nagy lexikona szerint képzelt helység, az elmaradottság, kisszerűség megtestesítése, ezzel szemben a név csak látszólag fiktív: Piripócs valószínűleg Piripócstelepet, a Fejér megyei Daruszentmiklós részét jelenti.
- Csajágaröcsöge

A név vasúti eredetű: Csajág település egyik régi, már megszűnt vasúti megállóhelye a Csajágröcsöge 14. sz. őrház nevet viselte az 1914-es menetrend szerint. További tisztázást igényel még, hogy hogyan született ebből a helységnévből (vagy más elnevezések felhasználásával) az ugyancsak széles körben elterjedt Mucsaröcsöge fiktív településnév.

### Névadójuk puszta humor
A humor forrása gyakran a faluval, vidékkel összefüggésbe hozott sztereotípiák, mint az állattartás, testiség, kevésbé fokozott szellemi élet.
Ezen nevek közé sorolható a jól ismert Bivalybasznád és Jászkarafaszajenő (ihletője valószínűleg a Pest megye délkeleti részén található Jászkarajenő), valamint a ritkábban használt Tápióbivalyhónalja, a már nevében is az eldugottságra asszociáló Simagöröngyös, Alsószentkegyetlen vagy Guglinsekeresd (ihletője vélhetően Zalaegerszeg Nekeresd városrésze) vagy a megfoghatatlan jelentésű – talán részben hangutánzó – Mucsaröcsöge (vagy Mucsajröcsöge). Ez utóbbi fiktív településnév feltehetően a Győr-Moson-Sopron megyei Röjtökmuzsaj község nevének kifacsarásával keletkezett. Újabb keletű ilyenfajta településnév az Iszapszentgilisztás, amely vélhetően az Iszkaszentgyörgy névből származik. Szabó Gál András, alias Villám Géza is használt az 1990-es évekbeli telefontréfáiban fiktív településneveket, pl. Pusztalapajszecsőd.
Sajátos elemét képezi e csoportnak Bivalybasznád, amelynek a magyar nyelvű interneten saját weboldala is van. Az oldal kialakítása és kidolgozottsága eléggé hasonlít egy átlagos települési honlaphoz, de a közhelyek halmozásából, az alkalmazott személynevekből és más jelekből viszonylag könnyű rájönni, hogy paródiaoldalról van szó. Az oldalon várostérkép is található, amely feltűnő hasonlóságot mutat Sopron térképével, a helyi látnivalók ismertetésénél ugyanakkor a honlap a Kerka folyása mellé lokalizálja a harmincezres lélekszámú, nemzetközi repülőtérrel is rendelkező települést. A fiktív térkép Bivalybasznád város nyugati szomszédjaként (Sopron térképét alapul véve nagyjából Ágfalva valódi helyén) említi Piripócs községet. (Bivalybasznád szerepel az Irigy Hónaljmirigy show 8. típusú találkozások című epizódjában, de z betűvel, Bivalybaznád, BAZ megye formában.)
Vélhetőleg puszta humor szülte a Humbákfalva településnevet is, amely egy fiktív internetes (facebookos) mém, Tibi atya (vagyis egy kitalált alkoholista pap) képzelet szülte szolgálati helye. A Humbák szó kitalált családnév, amely hangalakjával valószínűleg a mértéktelen alkoholfogyasztásból eredő letompultságra utalhat. [Humbákfalva egyik szomszédja Venyigelacháza, melynek nevét szintén a humor szülhette, a létező Kiskunlacháza településnévből és a szőlőtermesztésre (ezáltal pedig a gyakori borfogyasztásra) utaló venyige szóból hibridizálva.]
Bödőcs Tibor humorista a 2020-as M1-híradó paródiájaként készült műsorában említi meg Alsótiszabánatos, Boros Imre 2023-as elemzésében Biharbürgözd nevét.
A Hírcsárda egyik, a magyar királyság visszaállítására tett törekvéseket szatirikusan tárgyaló cikke említi a szintén nem létező Bakonytetves települést, amelynek kőművese, Sudár Kálmán is hozzászólt a témakörhöz, trónkövetelőként fellépve.

### Névadójuk a környező települések halmaza
Gyakran található sok hasonló névkezdetű település közel egymáshoz, amennyiben mindegyiküket ugyanarról a közelben húzódó hegységről (pl.: Pilis), folyóvízről (pl.: Rákos-patak, Tápió) nevezték el. A sok hasonló nevű település útvesztőjében a környéken nem ismerősöknek könnyű eltévednie, emiatt alakultak ki a zavarból való menekülőútként a jellemzően …borzalmas, …borzasztó, …rettenetes végződésű gyűjtőnevek, mint például Rákosborzasztó, Pilisborzasztó vagy Tápiórettenetes.
- Rákosborzasztó

Rákosborzasztó, avagy Rákosrettenet Budapest egy kitalált településrésze, amely a taxis szlengben a belvároshoz viszonyítva borzasztó messze lévő peremkerületi helyszínt jelent. Régen, amikor egy ilyen városrészbe kellett utast szállítania egy budapesti taxinak, akkor az biztos bevételcsökkenést jelentett számukra és a burkolatlan, rossz földutak miatt a tengelytörés sem volt ritka. Rákosborzasztónak nincs pontos helyhez kötődő denotátuma, csak azt tudjuk róla, hogy Budapest belvárosától távoli kerület, lakótelep.
Rákosborzasztó jellemzően a 17. kerület Rákosmente településrészeit foglalja magába: Rákoskeresztúr, Rákosliget, Rákoscsaba, Rákoskert, Rákoshegy.
- Pilisborzasztó

A Pilis hegységet, mint a röghegységeket általában, hepehupás kitüremkedések és völgyek gazdagítják. Lankáin számos település húzódik, melyek közül nem egy nevében érhető tetten a hegység névadó volta: Pilisborosjenő, Piliscsaba, Piliscsév, Pilisjászfalu, Pilismarót, Pilisszántó, Pilisszentiván, Pilisszentkereszt, Pilisszentlászló, Pilisvörösvár mind a Pilisben található települések. Mivel a hegységben örömmel kiránduló, de inkább sík terephez szokott városi-pesti népség könnyen elveszik ezen települések domborzati-földrajzi útvesztőjében, előszeretettel hivatkozik a térség tetszőleges településére a Pilisborzasztó megjelöléssel.
- Nahátszentpéter

Ide tartozhat emellett, hogy bár nem egy helyen, sokkal inkább az egész országban szétszórtan találkozhatunk a szent szót tartalmazó – …szentmárton, …szentpéter, …szentmiklós – településnevekkel, így állandó rácsodálkozásra ad okot egy újabb felfedezése valamely eldugott helyen. Ez adhatott okot a Nahátszentpéter kifejezés megszületésére. A név kialakulását külön is iniciálhatta a létező Hegyhátszentpéter településnév.

### Névadójuk egy közeli hely vagy a régió nevéből jövő áthallás
Ilyenek például Pilissörösjenő, vagy Salakszentmotoros.
- Pilissörösjenő

Ahogyan – a szintén nem létező – Pilisborzasztó is, Pilissörösjenő annak köszönheti a létét, hogy a környéken tájékozatlan – azaz átlagos – ember nehezen ismeri ki magát a Pilis hepehupáinak rengeteg Pilis… kezdetű településének útvesztőjében. Emellett Pilissörösjenő létrejöttében nyilvánvalóan szerepet játszott az igazságérzet, tudniillik míg Pilisborosjenő nevében irigylésre méltóan megtalálható elidegeníthetetlen alkoholos italunk, a bor neve, addig a sörök kedvelői nem részesültek ilyen kitüntető figyelemben.
- Pusztakotkodács

Pusztakócs nevéből származtatható, amelyet leginkább az Ohat-Pusztakócs vasútállomás (innen ágazik ki a Debrecen–Füzesabony-vasútvonalból az Ohat-Pusztakócs–Görögszállás-vasútvonal) révén ismerhetnek. A név ebből kifolyólag egyrészt összefügghet a vasúti közlekedéssel (használatos „alsó” utótaggal is), másrészt a falusi életről alkotott sztereotípiákkal (állattartás). Vasutasok használják Pusztaszabolcs állomásra is.
- Marhahalom

Az ihletője a Csongrád-Csanád megyei Mórahalom nevű város. Az alföldi állattartás (szarvasmarha), de még inkább a pejoratív (sértő), helyi lakosokra alkalmazott változata (ti. marha) is szóba jön a szóösszetétel eredetében. Tükrözi a nagyváros (Szeged) és vidéke (feltörekvő kisváros) ellentétes viszonyát, érdekkülönbségeit. Sok halom (birtokos alakban halma) nevű település van az Alföldön: Árpádhalom, Ásotthalom, Mórahalom, Jászjákóhalma, Jánoshalma stb., melyek neve rendszerint kunhalmokra utal.
- Salakszentmotoros

Szalkszentmártonra – a közeli cross-motorosok miatt – akasztották rá a becenevet: Salakszentmotoros. Nevét egyébként eldugott, jelentéktelen helyek általános megnevezésére is használják.
- Jászkarafaszajenő

Az ihletője valószínűleg a létező Jászkarajenő település.
- Baranyaberenye, Zalarottyantó

Gyakran már egy adott régió vagy megye is kikerülhet az ország fő vérkeringéséből, így létrejönnek nagy területet lefedő fiktív településnevek is. Példa a dallamosan alliteráló Baranyaberenye (Baranya megye) (amelyet a Mézga család nevű rajzfilmsorozatban is megemlítenek), vagy az ismét a testiségre utaló Zalarottyantó (Zala megye).

### Névadójuk a vasúti közlekedés
A MÁV számos sebes- és gyorsvonata a zónázó személyvonatokhoz hasonlóan a fővárostól eltávolodva már nem csak a fontosabb csomópontokon, hanem valamennyi megállóhelyen megáll. Az utazóközönség túlnyomó – inkább a gyors továbbhaladásban érdekelt – része az ebből adódó frusztrációt humorral is feloldhatja, így jönnek létre további fiktív településnevek.
A fiktív településnevek ezen eredetének egyértelmű bizonyítéka, hogy a kisebb utasforgalmú vasúti megállóhelyek megnevezésében jellemzően előfordul az alsó, felső megnevezés. Ezek pedig megjelennek – a humor egyik eszközeként már eleve hosszú – fiktív településnevek további toldalékaiként: például Mészárospusztaszemölcs alsó – vagy pedig mint a jelentéktelenség/eldugottság önálló megtestesítőiként önállóan is alkothatnak aforizmát: például Alsókismellék, Felsőzsebalja, Külső alsó. Hasonlóan utal az eldugottságra a "Bokoraljapusztaszéle" elnevezés is.

### Regionális használatban
Egyes környékek megalkották a saját történettel rendelkező szinonimájukat a jelentéktelen helyek megnevezésére. Ilyen például Miskolc környékén az egyébként létező Csincsetanya településnév, amelytől, mint jelentéktelenséget sugalló kifejezéstől még a rendszerváltás előtt maga az érintett (1994-ig Mezőkereszteshez tartozó) község is sietett megszabadulni.

## Fiktív települések filmekben, irodalomban

### A–Á
- Acélváros

Duna-parti város, Koltai Róbert Csocsó, avagy éljen május elseje! című filmje játszódik itt; a helynév az 1950-es években Sztálinvárosnak hívott Dunaújvárost jelképezi. (Koltai itt nőtt fel, a Sztálin név jelentése pedig acél(ember). Az Acélváros ugyanakkor gyakran volt Miskolc beceneve is az 1980-as években (lásd a P. Mobil Miskolc című slágerét). A film jeleneteit Dunaújvárosban és a felújítás előtti pilisvörösvári vasútállomáson vették fel. Dunaújvárost gyakran emlegetik Acélvárosként, sőt az 1960-as évek elején, amikor Sztálinváros átnevezéséről volt szó, akkor az "Acélváros" név is felmerült lehetőségként.
- Akaszka

Kitalált falu Szatmár vármegyében, Móricz Zsigmond A fáklya című regényében. Csak említés szintjén szerepel.
- Almafalu (németül Apfelsdorf)

Őrvidéki település a Kisváros című tévésorozat Szurdi András által írt regényváltozatában. A történet szerint ez a határ túloldalán lévő első település Ausztriában. A sorozatban itt mindig Rohoncot (Rechnitz) említik, tehát Almafalu feltehetőleg megegyezhet Rohonccal.
- Almamellék

Zsombolyai János Kihajolni veszélyes! című filmjének forgatókönyv szerinti helyszíne. A felvételeket valóban a Baranya megyei Almamellék vasútállomásán forgatták [a településnév mindössze kétszer hangzik el, de az állomáson kiírva többször is látható], ám a történet szerint az állomás az Ausztriát Budapesttel összekötő fővonalak egyike mentén fekszik, a Grátzer Tangó nevű nemzetközi gyorsvonat is érinti, illetve az áthaladó vasútvonal mindkét szomszédos állomásától 10 kilométernél nagyobb távolságra helyezkedik el – utóbbiak egyike sem volt igaz sosem a valódi almamelléki állomásra.
- Almáslonka

Fiktív település Szilágyi István Hollóidő című regényében.
- Alsóbács

Érintőlegesen említett település Xantus János Hülyeség nem akadály című filmjében.
- Alsóböszörmény

Kitalált település Zágon István és Nóti Károly Hyppolit, a lakáj című színdarabjában.
- Alsódagoba

Az Irigy Hónaljmirigy show A  csillagok háborognak című epizódjának (Star Wars-paródiájának) városi jogállású fiktív helyszíne; a településnév kiírva is látható a műsor ban 37 perc 54 másodpercnél.
- Alsó-Kukucs

Fiktív település Csukás István Csicsóka és a moszkitók című ifjúsági regényének helyszíne. Ugyanitt játszódik a szintén Csukás István egyik forgatókönyvéből született Berosált a rezesbanda című ifjúsági film is; utóbbi jeleneteit részben Vácott, részben Pilisszentlászló területén forgatták.
- Alsóküsmöd

Lázár Ervin Állatmese című művében szereplő település.
- Alsóliszka

Bán Frigyes Felmegyek a miniszterhez című filmjében hallhatjuk ennek a községnek a nevét.
- Alsólengyel

A Barátok közt című tévésorozatban hangzott el a neve; az egyik karakter, Hoffer József egy alkalommal erre a településre költözött, hogy ezáltal az őt alakító Körtvélyessy Zsolt színművész feltűnésmentesen kiszállhasson a sorozatból.
- Alsómurci

Falu, az Irigy Hónaljmirigy show Must vagy soha című epizódjának színhelye.
- Alsó-Ordód

Korompai Márton Állj meg! Itt a vonat! című vasútbiztonsági kisfilmjében említett négy állomás egyike; a történet szerint az innen induló vonatok Hámor és Babod megállóhelyek érintésével Dég állomásra tartottak, amikor az előbbi megállóhelyen összeütköztek. A jeleneteket Acsa-Erdőkürt vasútállomáson forgatták.
- Alsópajka

A mi kis falunk című sorozatban érintőlegesen említett település.
- Alsórókás

Dobray György A Mi Ügyünk, avagy az utolsó hazai maffia hiteles története című filmjében találkozhatunk vele; vasúti rendezőpályaudvarral rendelkező Tolna megyei település, Paks környékén. Bár a fekvése a filmben nincs lokalizálva, de említik, hogy a Paksra közlekedő, elrablásra szánt vonat Dunaföldvár felé közelít, ezenkívül megemlítik Bölcske nevét is. A név feltehetőleg Alsórákos eltorzításából jöhetett létre. A jeleneteket Pátka külterületén, a megszűnt Bicske–Székesfehérvár-vasútvonalnak és a mai 811-es főút forgalomból ma már ugyancsak kivett pátkai szakaszának kereszteződése környékén vették fel.
- Alsószeg

A mi kis falunk sorozatban találkozhatunk vele. A történet szerint a pajkaszegi pap ide akarja áthelyeztetni magát, amikor úgy néz ki, hogy megszűnhet a plébániája. Egy másik epizódban egy Pajkaszegre tévedt kerékpáros turista keresi ezt a települést.
- Alsószentlélek

A Somnakaj című színdarab és az azonos címmel 2021-ben bemutatott film történetének színhelye.
- Alsótatárdi

Mikszáth Kálmán A Noszty fiú esete Tóth Marival című regényében említett település, mely a Felvidéken fekszik. Nevét valószínűleg a hajdan ott élt tatár népesség után kapta.
- Alsótiszabánatos

Bödőcs Tibor a 2020-as M1-híradó paródiájaként készült műsorában említi meg ennek a településnek a nevét.
- Alsótörökverő

A Le a cipővel! című ifjúsági film fő helyszíne, a Duna mellett fekvő, kompátkelőhellyel rendelkező település. Feltehetőleg Budapesttől délre, a folyó jobb parti oldalán található, mert a fővárosból errefelé tartó távolsági autóbuszok a XI. kerületi Bukarest utcában található egykori buszpályaudvarról indultak. A jeleneteket részint a Csepel-szigetet kísérő egyik kisebb sziget környékén, részint pedig Surányhoz tartozó területeken vették fel.
- Alsóvámos

Nemere László Kántor című sorozatának Havas történet című epizódjában találkozhatunk vele. Község az osztrák határ mellett, Szombathely térségében. Elhelyezkedése miatt nem lehet azonos azzal az ugyanilyen nevű egykori községgel, amelyet 1950-ben Győrszabadival Vámosszabadi néven egyesítettek.
- Alsózavaros

Az Irigy Hónaljmirigy show Volt egyszer egy Paszulyfalva című epizódjában szereplő, csak érintőlegesen említett helység, amely a szintén fiktív Tarhospaszulyfalvától 7 kilométeres távolságra fekszik.
- Anda

Fiktív falu Észak-Magyarországon, az Ipoly mentén, Háy János Dzsigerdilen című regényében.
- Angyalos

Cseres Tibor Fekete rózsa című regényében szereplő észak-dunántúli falu. Nem azonos a romániai Angyalossal. A falutól 6 kilométerre fekszik a szintén fiktív Királyszállás, továbbá a közelben található Sárpuszta is.
- Apolc

Kitalált falu Kántor Zsuzsa Apolci csacsi és más mesék című mesekötetében.
- Avaros

Kitalált város, Adamik Zsolt és Hanga Réka Bibedombi szörnyhatározó című könyvében. A város felett magaslik a szintén kitalált Bibedomb.
- Ágvár

Fiktív kisváros Kállai R. Gábor A nótárius és a nyolc pisztolygolyó című ifjúsági regényének színhelye. Az Észak-Dunántúlon található, a Buda-Szombathely és a Veszprém-Győr útvonal metszéspontjában, nyugatról a Kisalföld, délről pedig a Bakony határolja. A névhasonlóság ellenére nem azonos Ságvár községgel, és bizonyára Sárvárral sem, mely ugyan e térségben fekszik, de jóval nyugatabbra a Veszprém-Győr útvonaltól.
- Árkod

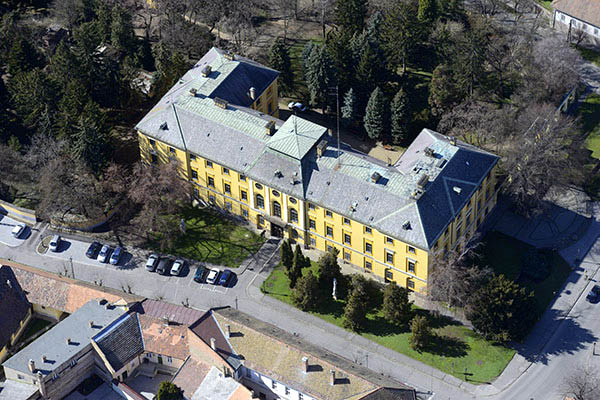
Az Abigél című regény filmváltozatában az árkodi Matula Leánynevelő Intézet külseje a valóságban a váci püspöki palota

Szabó Magda Abigél című regényében a cselekmény színtere. "Árkod, hetvenkétezer lakos, Kelet-Magyarország legősibb iskolavárosa. A lakosság kilencvenhét és fél százaléka protestáns, ipara most van fejlődőben. Céhjei a középkorban világszerte ismeretesek voltak, egyeteme skót, németalföldi, skandináv és német egyetemek testvérintézete. Híres felsőkereskedelmi iskolája, református fiúgimnáziuma és a Matula püspökről elnevezett leánynevelő intézet, amely Magyarország első olyan intézménye volt, ahol hivatásos nevelők rendszeres nőképzést folytattak." Feltehetőleg Debrecen és Hódmezővásárhely helyszíneinek „összegyúrásával” jött létre; a könyvből készült film forgatási helyszínei között szerepelt a budapesti Kálvin téri református templom, a váci püspöki palota és a vasútállomás, a vácrátóti arborétum, illetve a Kossuth Zsuzsa Egészségügyi Szakközépiskola is. Nem azonos a valóban létező szerbiai Árkod településsel.
- Árnyékos

Fiktív település Tamkó Sirató Károly Vándor móka című gyermekversében.
- Árpádharagos

Fiktív délkelet-magyarországi kisváros, Szilasi László Szentek hárfája és Kései házasság című regényének helyszíne. A helyszín – Árpádharagos – azonos Békéscsabaval.
- Átokpuszta

Fiktív település Szűts László A kormányzó úr medvéi című regényében, mely Derenk falu (a könyvben csak D.) 1940 körüli kiürítésének történetét dolgozza fel; ide költöztetik a szegényebb sorú d.-ieket.

### B
- Babod

Korompai Márton Állj meg! Itt a vonat! című vasútbiztonsági kisfilmjében érintőlegesen említett, vasúti megállóhellyel rendelkező település. Nem azonos Somogybabod településsel.
- Bacsó

Nagy Lajos Kiskunhalom című regényében szereplő település Bács-Kiskun megyében. Nem azonos az ukrajnai Bacsó településsel.
- Bácsszentmária

Böhm György és Korcsmáros György Szép nyári nap című musicaljének bácskai helyszíne.
- Badakony

Móricz Zsigmond Forró mezők című regényében említett Szabolcs-Szatmár-Bereg vármegyei, nyírségi település.
- Baglyas

A tizedes meg a többiek című filmben hallhatjuk ezt a nevet. Valóban létezik ilyen nevű település, teljes neve hivatalosan Baglyasalja, a köznyelvben csak Baglyas, Salgótarján egyik városrésze.
- Bagolyneszmény

A Kisváros című televíziós sorozat Sivatagi rózsa című epizódjában találkozhatunk vele. Község Magyarország délnyugati részén.
- Bagos

Fiktív település Szilágyi István Hollóidő című regényében. A település a szintén fiktív Revek kisvárostól délre fekszik, tehát valószínűleg Dél-Magyarországon, a települést a szintén fiktív Karós út köti össze Revekkel. Nem azonos Csengerbagos, Szilágybagos és Hajdúbagos településekkel.
- Bágy

Mikszáth Kálmán elbeszéléseiben szereplő, felvidéki falu.
- Bágyaszalók

Az Új Színház Keleti PU. című színdarabjában, és a belőle készült tévéfilmben említik ezt a települést.
- Bajsa

Pest megyei település a Budapest–Békéscsaba-vasútvonalon, Nemere László Hívójel című filmjében. A történet szerint innét kértek engedélyt a balesetet szenvedett vonat továbbhaladására. A név feltehetőleg Bajcsa vagy Balsa nevéből eredhet. A film az 1968-as mendei vasúti baleset alapján készült, amikor is a baleset előtt a forgalmi szolgálattevő Sülysáptól kért engedélyt, tehát Bajsa feltehetőleg megegyezhet Sülysáppal.
- Bájok

Falu, Szilágyi István Messze túl a láthatáron című regényének helyszíne, a szintén fiktív Tipród vármegyében fekszik
- Bakhát

Moldova György Szálljon a dal! című kisregényében említett település, mely a szintén fiktív Csongor megyében van.
- Bakod

A mi kis falunk című sorozatban érintőlegesen említett település. Nem azonos a Dunapatajhoz tartozó Bakodpusztával, sem pedig Bokoddal.
- Bakonybánya

Veszprém térségében lévő bányásztelepülés a Kántor című tévésorozat Havas történet című epizódjában. A történet szerint az itteni bánya főpénztárosa rabolja el a bányászok fizetését. A jeleneteket Ajka-Csingervölgyben, a ma már bezárt és elbontott Jókai-bányában vették fel.
- Bakonypárizs

Fiktív helynév Czakó Gábor író Eufémia című regényében. Nevének előtagja alapján feltehető, hogy a Bakony hegységben található; a regényben az egyik fiktív szereplő, Adyutcai Bandi indul el az ottani vadonba, miután osztálya kiközösítette. A helynév az említett személynévvel együtt egyértelmű utalás Ady Endre költészetére, ezen belül is leginkább a Páris, az én Bakonyom című versére.
- Bakonyszék

Berkesi András A 13. ügynök című regényében érintőlegesen említett, fiktív település, minden bizonnyal Veszprém megye területén.
- Bakonyszéphely

Mág Bertalan Halál a síneken című regényében találkozhatunk vele. Feltehetőleg megegyezhet Veszprémmel, mert a városnak színháza is van, ezenkívül említik, hogy a várost Budapest felől is a 8-as úton lehet megközelíteni, ráadásul aki Pest felől jön, az keresztezi Várpalotát is, ezenkívül a városból Jánosháza is a 8-as úton közelíthető meg. Továbbá említik, hogy a város mellett van a Kab-hegy, illetve, hogy a Balaton is a közelben van. Említést kap még Ajka, Szentgál és Tapolca is, mint a környéken lévő települések.
- Bakonyterebes

A Telepódium című szórakoztató tévéműsor Spanyolul tudni kell című részének színhelye.
- Baktatófalva

Mocsár Gábor Ki vágta fejbe Hudák elvtársat? című szatirikus regényének, és a belőle készült tévéfilmnek a helyszíne.
- Balatonátokháza

A Família Kft. című sorozat Vili, a szépfiú című részében találkozhatunk vele. A történet szerint Alföldi Kázmérnak itt van büféje.
- Balatonbarázda

Temesi Ferenc 49/49 című regényében szereplő település.
- Balatonberek

Kitalált település, állami gazdasága a Rádiókabaré egy 1986-os adásában került érintőlegesen említésre.
- Balatonbogárd

Bárány Tamás Szélcsend című regénye nagy részben itt játszódik.
- Balatonbogdány

Rónay György Esti gyors című regényének egyik helyszíne, falu a Balaton déli partján, Somogy megyében, Balatonföldvár közelében. A települést Balatonszárszóról mintázta a szerző, ahol 1941-től haláláig minden nyarát töltötte. A regény alapján készült Utószezon című film e településen játszódó jeleneteit a balatonaligai vasútállomáson forgatták. A szerzőnek Az év legmelegebb napja című elbeszélése teljes egészében itt játszódik.
- Balatonborzadály

A Gálvölgyi Show epizódjainak egyik színhelye volt.
- Balatonbögyörő

A fővárostól autópályán másfél óra alatt elérhető település Zoltán Diána Terézapu beájulna, avagy Állítsátok meg a szőke nőket! című paródiaregényében; a főhős egy munkahelyi továbbképzésének helyszíne.
- Balatoncsillag

Nemere István A fantasztikus nagynéni című regényének – és a történet folytatásainak – egyik helyszíne. (A filmben Balatonidrányként szerepel).
- Balatonemőd

Berkesi András A 13. ügynök című regényében találkozhatunk vele. Községi rangú település, bár tíz emeletes szállodája is van; minden bizonnyal a Balaton északi partján fekszik, mert a történet kezdetét jelentő gyilkosság ügyében a Veszprém megyei rendőrség indította meg a nyomozást. A regényben egyébként létező települések is megjelennek (pl. Balatonfüred, Balatonszemes, Veszprém, Siófok), s a történetvezetés alapján gyanús, hogy az emődi bűnügyi helyszíneket talán a csopaki tópart jellegzetességei ihlethették.
- Balatonidrány

Katkics Ilona A fantasztikus nagynéni című filmjének egyik fontos helyszíne, a név először a film második részében hangzik el (ebben a változatban 1 óra 0 perc 23 másodpercnél). A film itt zajló jeleneteinek többségét a soproni Taródi-várban, egy részüket pedig Dunakeszin vették fel.
- Balatonkopács

Oláh Gábor A múmia közbeszól című filmjében találkozhatunk vele. A jeleneteket Balatonkenesén vették fel.
- Balatonkörtvélyes

Fábián Janka Emma-trilógiájában szereplő fiktív, Balaton-felvidéki település. Az írónő Keszthelyről, Tihanyról és Balatonfüredről mintázta. A regényből kiderül, hogy közel van Balatonfüredhez, mert a főszereplő utal rá, hogy akár bejárhatna Füredre gimnáziumba, ha nem a helyi iskolába járna.
- Balatonnádas

Berkesi András Akik nyáron is fáznak című regényében szerepel.
- Balatonmackóalsó

Fábry Sándor kitalációja az egyik kabarétréfájában.
- Balatonmeggyes

Fiktív község a Balaton-felvidéken, a Doktor Balaton című sorozat fő helyszíne. A külső helyszíneket a szentendrei skanzenban vették fel.
- Balatonszemezd

A Gyalogbéka című ifjúsági sorozat másik fiktív helyszíne. A név valószínűleg Balatonszemes és Balatonszepezd egyesítésével jött létre.
- Balatonszentgál

Vasútállomással rendelkező, kitalált település Tihanytól nyugatra, a Balaton északi partján, Gaál Albert Hosszú szökés című filmjében. A településnév a filmben nemcsak elhangzik, de kiírva is látszik az állomásépület homlokzatán. Vasúti kapcsolatban áll a szintén fiktív Bánkházával, s a közelben fekhet a filmben névvel említett Balatonsénye is. A film itteni jeleneteit valószínűleg Örvényesen vették fel.
- Balatonszered

Az Egyiptomi történet című filmben találkozhatunk vele.
- Balatonszépe

A Szabó család című rádiós hangjáték-sorozatban rendszeresen találkozhattunk vele, mint Szabóék balatoni nyaralójának helységével.
- Balatonszöszmösz

A Mézga Aladár különös kalandjai című rajzfilmsorozat Superbellum című epizódjának egyik helyszíne. A történet szerint itt, a Sügér sétányon található Máris szomszéd nyaralója.
- Balatonszuttyó

Rényi Tamás Krebsz, az isten című filmjében találkozhatunk ezzel a településnévvel, amely a főszereplő és társai által felállított óriásplakáton olvasható a film 24-25. percében, az alábbiak szerint: „Fortuna Szépségverseny Balatonszuttyó”.
- Balatonteknős

Móricz Zsigmond Hivatali szerelem című novellájában szereplő település.
- Balatontelki

A Dániel című televíziós sorozat Csupa öröm az élet! című epizódjában találkozhatunk e kitalált település nevével.
- Balága

Kitalált falu Tóth Gyula Gábor Az elveszett boszorkány című művében, mely falu a szintén kitalált Nyolcfalva területen helyezkedik el.
- Baláta

Fiktív település Tamkó Sirató Károly Vándor móka című gyermekversében.
- Ballószeg

Fiktív község Magyarország délnyugati részén; a Kisváros című televíziós sorozat Gázkitörés és a Halálos emlék I. című epizódjaiban találkozhatunk vele. A név minden bizonnyal a Bács-Kiskun megyei Ballószögből ered, aminek vasútállomását régen Ballószegnek hívták. A jeleneteket a Zala megyei Sárhidán forgatták.
- Balmaz

Baranya megyei, elnéptelenedett és ezért – a történet szerint – a településjegyzékből törlésre kerülő falu Gaál István Holt vidék című filmjében. Csak említés szintjén szerepel. Nem azonos Balmazújvárossal.
- Baltonya

Kőszegi Imre Szívet cserélni című regényében említett település: a történetben egy idős németországi cselédként dolgozó mellékszereplőről derül ki, hogy 1944 előtt ezen a településen élt, nem biztos, hogy jobb módban, de magasabb „sarzsiban”. A név feltehetőleg Battonya nevéből eredhet.
- Báling

Mikszáth Kálmán A Noszty fiú esete Tóth Marival című regényében szereplő felvidéki település, mely a szintén fiktív Bontó vármegyében fekszik.
- Bálintakna

Örkény István Glória című kisregényében szereplő község.
- Bánegres

Moldova György Hitler Magyarországon című szatirikus regényében szereplő település, a csehszlovák határ közelében, viszonylag félreeső vidéken. Mintegy 200 kilométerre fekszik Budapesttől, de vonaton csak hét óra alatt lehet eljutni oda. Az itt működő Magyar Művégtag Művekről ismert, a falu határát is egy különös emlékmű jelzi, melyen a gyárban készült százezredik műláb látható, terméskő emelvényen, az esővíztől való védelem érdekében vörös lakkfestékkel lefestve. A Makkosborostyán–Jenőtábor-vasútvonal mellett fekszik, saját vasútállomása is van, továbbá gimnázium és rendőrkapitányság is található itt.
- Bányanémeti

Horváth Dezső Akolpuszta című novellájában szereplő falu.
- Baranyaberenye

Az Üzenet a jövőből – A Mézga család különös kalandjai című rajzfilmsorozat, Memumo című epizódjában említett település, nevének előtagja alapján valószínűleg Baranya megyében található.
- Bárányfok

Forgatókönyve szerint részben ezen Gemenc környéki község területén játszódik Szász Attila Apró mesék című játékfilmje. Fiktív településnek tekinthető, mert bár a Bárányfok létező helynév, ráadásul a Gemenci-erdő térségében, de nem önálló települést, csak egy csekély népességű külterületi lakott helyet fed. Az itteni jeleneteket többek között Páty külterületén és a fóti tavaknál vették fel.
- Barátfalva

Kitalált falu, Borsod-Abaúj-Zemplén megyében, Jókai Mór: A barátfalvi lévita című elbeszélésében. A falut Tardonáról mintázta a szerző. Nem azonos a burgenlandi Barátfalva várossal.
- Barinkay-birtok

Ifj. Johann Strauss A cigánybáró című daljátékának egyik helyszíne. A birtok a 18. századi Magyarországon, a Délvidéken fekszik, egy kastély és a hozzá tartozó házakból áll. A birtok Jókai Mór azonos című kisregényében szereplő, szintén fiktív Botsinkán alapul; megjelenik a regény feldolgozásával készült, Szaffi című rajzfilmben is.
- Bárkány

Mikszáth Kálmán A Noszty fiú esete Tóth Marival című regényében szereplő felvidéki település, mely a szintén fiktív Bontó vármegyében fekszik.
- Barlangvár

Nagy Lajos több írásművének, köztük A tanítvány című regényének fő helyszíne. A települést, mely a dél-dunántúli térségben helyezkedik el, a szerző leginkább Suhopolje faluról mintázta, mivel ott korrepetálta jogból 1904-ben Jankovich-Bésán Endrét, s az ott szerzett tapasztalatai alapján írta később a regényt.
```
„Csúnya falu volt, de a környékében lehetett gyönyörködni. Lapályon terült el, három oldalról dombok koszorúzták. Az út egyik oldalán árok vonul, annak partján ritkás sorban fák következtek, akácok, szilfák és nyárfák. (…) A házak nagy udvaraikkal, csűreikkel jókora távolságokban sorakoztak. Magának a megyei útnak egy szakasza, jobbról-balról a házakkal, ez volt a falu, (…) „
```

- Bátakér

Kepes András Tövispuszta című regénye szerint Tövispuszta közelében lévő település.
- Bátylaka

Kitalált település Fehér Béla Médiamalom című glosszájában, szomszédos Regővel.
- Báva

Tersánszky Józsi Jenő Kakuk Marci című regényének egyik helyszíne.
- Bázabutykos

A Maksavízió című műsorban találkozhatunk vele. A név feltehetőleg a Zala megyei Bázakerettye nevéből ered.
- Bázagyököre

Az Irigy Hónaljmirigy show Pityu TV című epizódjában szereplő falu.
- Becstelep

Rohonyi Gábor Konyec – Az utolsó csekk a pohárban című filmjében találkozhatunk vele; a Keres Emil által megformált főszereplő itt követi el első postarablását.
- Berekháza

Kováts Miklós Szemed a pályán! című vasútbiztonsági kisfilmjében találkozhatunk ennek a településnek a vasútállomásával. A jeleneteket Szarvaskő vasúti megállóhelyén forgatták.
- Bertót

Thurzó Gábor A szent című regényében felbukkanó fiktív dunántúli település, kénbányája a szintén kitalált, a regény szerint a Balatonba ömlő Iszka patak völgyében húzódó vasúti szárnyvonal végállomása. Nem azonos a valóban létező, a mai országhatárokon túli (felvidéki) Bertót községgel.
- Bertyánháza

Mikszáth Kálmán Gavallérok című kisregényében szereplő Sáros vármegyei falu.
- Besnyő

Fiktív település Szűts László A kormányzó úr medvéi című regényében, mely Derenk falu (a könyvben csak D.) 1940-1942 körüli kiürítésének történetét dolgozza fel. A névválasztást bizonyára Ládbesenyő ihlette, ahová valóban telepítettek derenki lakosokat.
- Betononfüred

A Greenpeace Magyarország Egyesület kisfilmjében említett lehetséges új neve a Fertő-tó magyarországi részének. Valószínűleg Balatonfüred nevéből ered az elnevezés.
- Békésberzence

Bacsó Péter Ereszd el a szakállamat! című filmjének egyik helyszíne.
- Békésház(a)

Kőszegi Imre Szívet cserélni című regényében érintőlegesen említett település, csak egy mozifilm vetítését megelőző filmhíradóban szerepel egy bejátszás az ottani termelőszövetkezet sikereiről. Mivel a könyvben csak melléknévi alakja szerepel, a pontos neve az alapján nem állapítható meg.
- Bércesfehérvár

Kitalált település, az Echo TV Szigorúan ellenőrzött mondatok című műsorában említik. A felvételt viszont nem adták le a televízióban. Nevét valószínűleg Székesfehérvár után kapta.
- Bihalgebbed

Tersánszky Józsi Jenő Kakuk Marci című regényének, és a belőle készült filmnek az egyik helyszíne. A film jeleneteit Hollókőn vették fel.
- Biharos

Magyar József Illatos út a semmibe című filmjének fő helyszíne.
- Birhó

Kitalált falu, Tóth Gyula Gábor Az elveszett boszorkány című művében, mely falu a szintén kitalált Nyolcfalva területen helyezkedik el.
- Bitta

Fiktív falu Dobozy Imre Kedd, szerda, csütörtök című kisregényében. A faluban főleg rácok élnek és a szintén fiktív Gáld kisváros szomszédságában található.
- Bodagmacok

Kitalált település Kozár Gábor A siker titka című novellájában; elhelyezkedéséről az írásban csak annyi derül ki, hogy az ország teljesen más részén fekszik, mint a szerző műveiben visszatérő, szintén fiktív Sárosbütykös.
- Bodajk

Nagyközség és járási székhely, Berkesi András Barátok című regényének az egyik fő helyszíne. Bizonyosnak tűnik, hogy nem azonos a létező, Fejér megyei Bodajkkal, mert a regénybeli település közvetlen közúti kapcsolatban áll Barccsal, vasúti összeköttetésben Szigetvárral és Budapesttel, és közel fekszik a Dráva folyóhoz. Lokalitása alapján talán legvalószínűbben Szentlőrinc lehet az a település, amely mintául szolgálhatott az író számára.
- Bodok

Mikszáth Kálmán A jó palócok című elbeszéléskötetének helyszíne. A palócok lakta felvidéki falut Szklabonyáról, szülőfalujáról mintázta a szerző. A falu a szintén fiktív Bágy-patak mentén fekszik.
- Bodzaszőlős

A Bátrak földje című fikciós történelmi televíziós sorozatban szereplő helyszín. Rögtön a nyitó epizódban elhangzik a neve: egy (hamis) tanúvallomás azzal igyekezett védeni a sorozat nyitójelenetében történt rokocai hídrobbantás elkövetőjét, hogy a férfi aznap Bodzaszőlősön volt. Mivel a zsandárok ezt elfogadták alibinek, a két település aránylag távol fekhet egymástól. Későbbi epizódok közlései szintén megerősítik, hogy a két város távol fekszik egymástól, utóbbiakból az is kiderül, hogy Bodzaszőlősön a cselekmény idején kolerajárvány tombol. A név születésében feltehetőleg szerepe volt a létező Bodaszőlő helynévnek is.
- Bogyola

Felvidéki település, Mikszáth Kálmán A fekete kakas című elbeszélésében.
- Bojtárszeglet

Az Angyalbőrben című televíziós sorozat Elveszett szakasz című epizódjában találkozhatunk e fiktív település nevével.
- Boldogháza

Alföldi település Gyurkovics Tibor Szolgálat című regényében és a belőle készült Boldogháza című darabban. Nem azonos Jászboldogházával.
- Bolita

Település Csongrád megyében, Szabó Magda Abigél című regényében. Itt született Makó Anna, Gina új személye.
- Bondavár

Jókai Mór Fekete gyémántok című regényének fő helyszíne, itt található az uradalom és a kőszénbánya is. A regény 1918-as filmváltozatát a Salgótarjáni Bányaműveknél és azok tárnáiban forgatták, 300 méter mélyen a föld alatt. Az 1976-ban bemutatott filmfeldolgozást jeleneteit a Kazárhoz tartozó székvölgypusztai bányában, valamint a keszthelyi Helikon kastélymúzeumban vették fel. 
- Bondoros

Békés megyei település Hintsch György Hét tonna dollár című filmjében. A név Kondorosnak a filmesek által elváltoztatott neve, amit az is igazol, hogy a film alapjául szolgáló azonos című Csurka István által írt regényben a települést Kondorosként említik. A jeleneteket is Kondoroson vették fel.
- Bontóvár

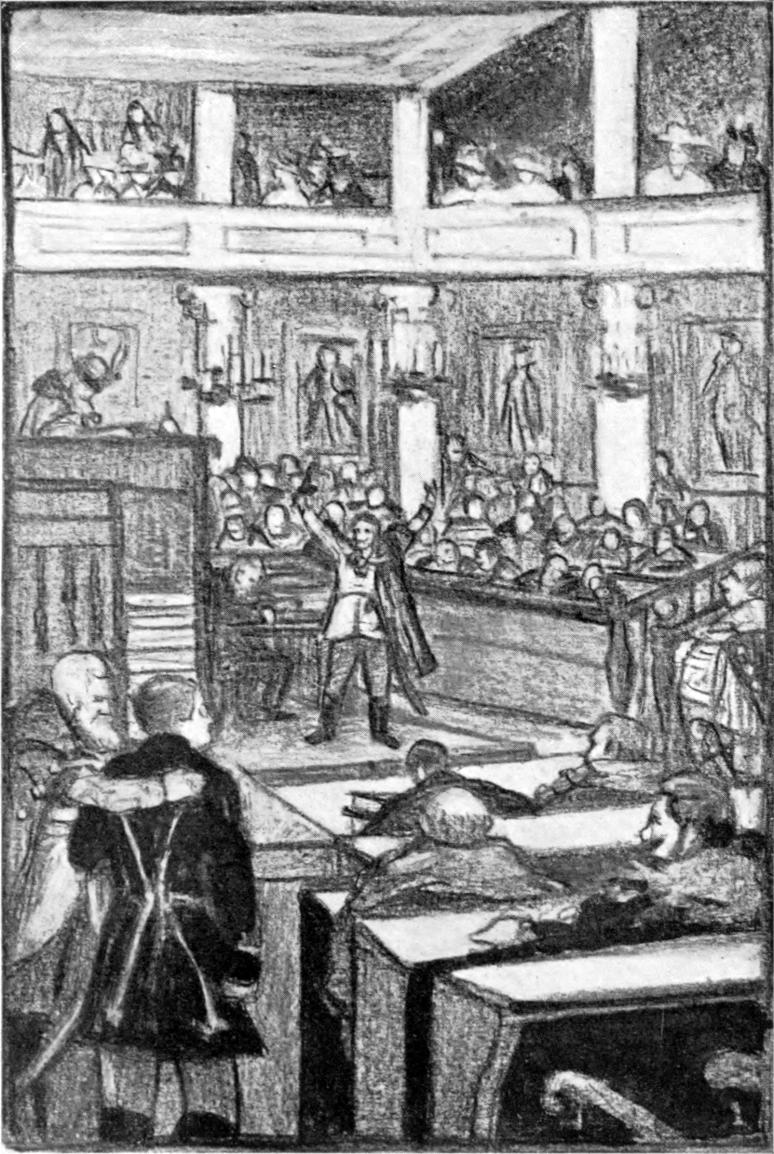
A Bontó vármegye székhelyében, Bontóváron tartott megyegyűlés ábrázolása. Keményffy Jenő grafikája.

Felvidéki nagyváros, Mikszáth Kálmán A Noszty fiú esete Tóth Marival című regényének egyik helyszíne, a szintén fiktív Bontó vármegye székhelye.
- Borka

Fiktív település Szilágyi István Hollóidő című regényében, a település a szintén fiktív Harmos folyó közelében fekszik.
- Bornóc

Mikszáth Kálmán Különös házasság című regényének egyik fő helyszíne, falu a Zemplénben. Az 1951-es filmadaptáció ezen településen játszódó jeleneteit az egri érseki palotában, a pedagógia főiskolában és a székesegyházban forgatták.
- Borsány

Kitalált magyarországi település, járási székhely Vitézy László Békeidő című filmjében. Irányítószáma a filmben 7410, ami Somogy megyei elhelyezkedést sugall (a valóságban ilyen magyar irányítószám nincsen, de a 7400 Kaposvár, a 7500 pedig Nagyatád irányítószáma). Tsz-elnöke igen kedvező feltételek mellett hirdet álláshoz és lakhelyhez jutási lehetőséget sokgyerekes családok számára, s mivel a hirdetésre a helyiektől eltérő kultúrkörben szocializálódott családok is jelentkeznek, kezdeményezése feszültséget szít a községben. Feküdjék bárhol is, nyilvánvaló, hogy megyéje határszéle közelében található, mert a téeszhez vezető bekötőút a szomszéd megye vezetésének hozzájárulásával [sem] valósulhatott meg.
- Borsosréde

Az Angyalbőrben című televíziós sorozat Elveszett szakasz című epizódjában érintőlegesen említett település.
- Borsvár

Bíró Lajos A borsvári mandátum című elbeszélésének helyszíne, vidéki kisváros.
- Borúk

A Kántor című tévésorozat Ellopott vonat című epizódjában ennek a fiktív helységnél található a banditák által lakott vízimalom. A jeleneteket a bakonyi Cuha-szurdokban (külső malmos jelenetek), illetve a tatai Cifra-malomban (belső malmos jelenetek) vették fel.
- Borzafürdő

Parti Nagy Lajos műveiben szereplő hegyvidéki üdülőhely, mely a szintén fiktív Ursulafürdő és Pávabánya mellett fekszik.
- Borzas-Sárgapatak

Bányásztelepülés Tersánszky Józsi Jenő Kakuk Marci című regényében, és a belőle készült filmben.
- Botor

Tersánszky Józsi Jenő Kakuk Marci című regényének egyik helyszíne.
- Botsinka

Jókai Mór A cigánybáró című kisregényében, a 18. századi Magyarországon, a Temesi Bánságban szereplő elnéptelenedett birtok, mely egy faluból és egy várból áll. Megjelenik a regény feldolgozásával készült, Szaffi című rajzfilmben is
- Bozos

Község Észak-Magyarországon a Zemplénben, Mikszáth Kálmán Különös házasság című regényének egyik színhelye.
- Bölényes

Wass Albert Kard és kasza című regényének egyik fő helyszíne, az erdélyi Mezőségben található Vasasszentgothárd „álneve”.
- Budamadaras

Érintőlegesen említett, fiktív település Berkesi András Az öt kódex titka című bűnügyi regényében.
- Budapest 24. kerülete

A Barátok közt televíziós sorozat helyszíne. A külső felvételeket a kispesti Wekerletelepen vették fel. Budapesten valójában csak 23 kerület található.
- Budapest 25. kerülete

Szalkai Sándor Kojak Budapesten című filmjében találkozhatunk ezzel a helynévvel, feltehetőleg dél-budai kerület, bár konkrétan nincs lokalizálva, de említik, hogy a Boráros tértől a 87c jelzésű (szintén fiktív) autóbusszal kell 12 megállót utazni, a 87-es buszcsaládhoz meg dél-budai viszonylatok tartoznak. A jelenetek nagy részét amúgy Zuglóban vették fel. Szintén szerepel XXV. kerület a Jófiúk című, 2019-ben indult krimivígjáték-sorozatban is; ott Kristófváros néven is említik.
- Budapest 26. kerülete

Fehér Béla Utcakeresztelő a XXVI. kerületben című egyperces novellájában szereplő kerület.
- Budapest 33. kerülete

Zsurzs Éva Körözés egy csütörtök körül című tévéfilmjének fő helyszíne.
- Butykos

A Rádiókabaré egyik műsorában említett település.
- Büdöskút

Gábor Sára: Kutyaportéka – kisvárosi kórkép című színdarabjának helyszíne. A kisváros nevét a közeli kútba egykor beledöglött ló után keletkezett bűz után kapta. (Büdöskútpuszta egyébként egy létező vasúti megállóhely a Sajóecseg–Hídvégardó-vasútvonalon.)
- Bükkapáti

A Linda című tévésorozat Aranyháromszög című epizódjában találkozhatunk ezzel a településnévvel.
- Bükkösszántó

A Gálvölgyi show – avagy játszd újra János! című műsor egyik epizódjában említett falu.
- Bükkszentpál

Kitalált település a Brazilok című filmben, futballcsapata vendégként játszik a főszereplők otthonában.
- Bürgözd

Parti Nagy Lajos műveiben szereplő falu.

### C–CS
- Cenc

Fiktív falu Fejér megyében, Németh László Iszony című regényének egyik helyszíne.
- Csabadul

Szabó Magda Az ajtó című regényében szereplő település (ld. még Nádori-Csabadul).
- Csalános

Fiktív hegyvidéki település Örkény István Visszhang című egyperces novellájában.
- Csákóberény

Kitalált település, az itt működő Vitéz Pánczél Ida Helyőrségi Művelődési Központ a Markos–Nádas–Boncz-trió Ki mit tud? 1997 című paródiaműsorának helyszíne. A név nyilván Csákberény elnevezéséből született meg, a csákó előtag pedig utal a közönséget alkotó kiskatonák viseletére.
- Csákvár

Gyurkó László Aranyborjú című regényéből készült filmben szerepel egy ilyen nevű vasútállomás. Nem azonos a Fejér vármegyében található Csákvárral.
- Császártelek

Kitalált helynév a Gyertek el a névnapomra című filmdrámában, munkaterápiás intézet működik itt. Az itteni jeleneteket a Pomázhoz tartozó Kiskovácsiban vették fel.
- Csát

Község a vidéki Magyarországon, itt zajlottak az 1980-90-es évek Rádiókabaréinak Falugyűlés című, rendszeresen visszatérő, Ihos József által írott epizódjai. Vasútállomása is létesült, de ott nem áll meg a vonat, csak lassít.
- Csátfalu

Kosáryné Réz Lola Különös ismertetőjele: nincs című, 1941-ben megjelent regényében felbukkanó helynév, a főszereplő cselédlány szülőfaluja. A történet szerint a falu nevétől hangos a sajtó, mert arzénnel gyilkoltak meg ott egy idős házaspárt; feltehetőleg megfelel a bő egy évtizeddel korábban felfedezett tiszazugi gyilkosságsorozat központi helyszínének, Nagyrévnek.
- Cseket

Fiktív település Szilágyi István Hollóidő című regényében. A település a szintén fiktív Revek várostól mintegy 3-4 órára fekszik, valószínűleg Dél-Magyarországon.
- Csember

Az RTL Klub Gólkirályság című sorozatának fő helyszíne, nagyközség. A sorozat jeleneteit nagyrészt Gyömrőn forgatták.
- Cserefa

Vitézy László Vörös föld című filmjében szereplő település, mely a történetből adódóan Iharkút községnek felel meg a valóságban. A névadást egyrészt a létező Cserénfa község neve, illetve a csertölgy népi elnevezése ihlethette, másrészt arra is utalhatott, hogy a filmbéli helyszín területhasznosítási módja, felsőbb döntés alapján lakott helyről bányaterületre cserélődik.
- Cserenyés

Fiktív település Tamkó Sirató Károly Vándor móka című gyermekversében.
- Cserhaláp

Érintőlegesen említett település Palotai Boris Áldott az ilyen fiú című novellájában (megjelent az írónő Bejöhetsz hozzám panaszkodni című kötetében). Az elnevezés bizonyára Cserháthaláp és Cserhalom neveinek elegyítésével született meg.
- Cserjeszél

Kitalált település Fehér Béla Ismét nem múlt el futballmeccs véres verekedés nélkül című novellájában.
- Csillagkút

A Jóban Rosszban című televíziós sorozat helyszíne. A külső felvételeket Nagykovácsiban vették fel.
- Csingerpatona

Bacsó Péter Ereszd el a szakállamat! című filmjének egyik helyszíne. A név minden bizonnyal két létező Veszprém megyei település, Csingervölgy és Lovászpatona neveinek összevonásával született meg.
- Csirkéd

Érintőlegesen említett, fiktív település Végh Antal A boldogtalan ember című novellájában, amely kötetben a Forgatás című könyvében jelent meg. A Szamos közelében fekszik, egyik szomszédja a szintén fiktív Szamosháza.
- Csongorpordány

Moldova György Szálljon a dal! című kisregényének egyik helyszíne, mely a szintén fiktív Csongor megyében van.
- Csontvár

A Megy a gőzös című filmben találkozhatunk ezzel a településnévvel. Feltehetőleg a film forgatási helyszínéül szolgáló Csongrád nevéből vagy a csontváz-ból eredhet.
- Csoponya

A Gálvölgyi show – avagy játszd újra János! című műsor egyik epizódjában említett település.
- Csorrantós

Tersánszky Józsi Jenő Kakuk Marci című regényének egyik helyszíne.
- Csóványos

Zsombolyai János Kihajolni veszélyes! című filmjében érintőlegesen említett település.
- Csököd

Kitalált falu Örkény István A Hunnia Csöködön című novellájában.
- Csöszmöd

Köves József A csöszmödi borszálló című szatirikus regényének helyszíne.
- Csőpép

Parti Nagy Lajos novelláiban szereplő község. A falu Tiszaújváros mellett fekszik a Kis- és Nagy Tongyó vidékén, az Ewiggrau fennsík nyugati oldalán, Puppentál mellett.
- Csudapest

A Liza, a rókatündér című magyar romantikus filmvígjátékban a jelenetek túlnyomó részének színhelye. Az itt játszódó felvételeket általában jól felismerhető budapesti helyszíneken (Erzsébet tér, Andrássy út, SOTE központi tömb) vették fel.
- Csudákfalva (románul Ciudac)

Wass Albert Farkasverem című regényének fő (fiktív) helyszíne az erdélyi Mezőségen, Halasd (Câmpina) mellett.
- Csuklód

Fiktív település Tamkó Sirató Károly Vándor móka című gyermekversében.
- Csutkaváralja

A rögöcsei csoda című színműben, és a belőle készült tévéfilmben említik.

### D
- Dabad

Szabó Magda A Danaida című regényében szereplő település.
- Dalos-zug

Fiktív település Tamkó Sirató Károly Vándor móka című gyermekversében.
- Darasznya

Fehér Béla Szilvakék paradicsom cím alatt megjelent glosszasorozatának, illetve a Tengeralattjáró Révfülöpön című novelláskötete több novellájának egyik jellegzetes, visszatérő helyszíne. Első okleveles említése idején a neve még Paláncs volt. Címerében Kun László lándzsája szerepel, hiszen Szent Joakimról elnevezett templomát a király gyógyulásának emlékére, az általa lándzsadobással kijelölt helyen állították. Egyes szájhagyományok szerint itt született Ian Fleming, mások szerint valójában a szomszédos Locsmándon. Templomát Szent Ubaldo nevére szentelték.
- Darnapuszta

A Bors című tévésorozat Vesztegzár a határon című epizódjában találkozhatunk ennek a településnek a vasútállomásával.
- Daruszeg

Kitalált falu, Rideg Sándor Daruszegi vasárnapok című regényének helyszíne.
- Dengely

A Dunakanyarban található, várrommal rendelkező település a Linda című tévésorozat Hazajáró lélek című epizódjában. A jeleneteket Visegrádon vették fel.
- Derek

Fiktív település Szilágyi István Hollóidő című regényében.
- Derékfalva

Falu, Gergely Miklós és Korcsmáros Pál A mi falunk lesz az első című diafilmjében.
- Déczháza

Móricz Zsigmond A pincekurátor című novellájának helyszíne, észak-magyarországi falu.
- Délsomlyó

A Magyar Televízió Híradójának 1964 szilveszterén levetített paródiájában szereplő falu.
- Diákváros

A 2023 májusi középszintü magyar nyelv- és irodalom érettségi feladatsor gyakorlati szövegalkotás részében szereplő település.
- Dicshalom

A Mondolat kiadási helyeként megjelölt település. A név Széphalom település nevének paródiája.
- Diósvámhatár

Falu, Király Anikó Semmi pánik!, Ne nézz vissza! és Jó a vége! című regényeinek helyszíne.
- Dobor

Várral rendelkező település Szilágyi István Hollóidő című regényében.
- Dombos

Sarbu Aladár Töredék, Tűnődő, illetve Tájkép tóval című regényeiben szereplő település, amely a regények leírásai alapján az esztergomi vasútvonal által érintett nagyobb települések valamelyike, talán maga Esztergom, esetleg Óbuda lehetett.
- Döbrög

Fazekas Mihály Lúdas Matyi című elbeszélő költeményében szereplő kisváros és birtok, amelyről a földesúr, Döbrögi is a nevét kapta; a kisváros nevezetes a nagy vásárairól, a birtoknak pedig részét képezi egy nagy erdő is. A költemény 1949-es filmadaptációjának döbrögi jeleneteit több helyszínen forgatták: a vásári jeleneteket Dömsödön, a Döbrögi kastélyában játszódó részeket a dabasi Halász Móricz-kúriában, a többi városi jelenetet szintén Dabason, az erdei részeket pedig Gödöllőn vették fel.
A II. katonai felmérés térképén Döbrög puszta egyébként létező helynévként szerepelt, Nagyatádtól 3,2 kilométerre nyugatra eső területet jelölt.
- Dömölk

Szabó Magda Abigél című regényében, és a belőle készült filmváltozatban találkozhatunk vele. A név feltehetőleg Celldömölkből ered.
- Drenk

Mikszáth Kálmán A Noszty fiú esete Tóth Marival című regényének egyik helyszíne, mely a Felvidéken fekszik. Jelentős tatár közösség lakja.
- Dunabeleki

Kitalált település az Irigy Hónaljmirigy show Passzív című hírműsor-paródiájában.
- Dunakalász

Érintőlegesen említett település Szamos Rudolf Kántor a nagyvárosban című bűnügyi regényében. Létező budapesti (budai) helyszíneken bemutatott bűncselekmény-együtteshez kapcsolódóan említik: az itteni szivattyútelepen dolgozik a legendás nyomozókutya segítségével felderített ügy elkövetőihez köthető csoport egyik tagja. A névadást – már csak a megnevezett helyszínekhez való közelsége okán is – minden bizonnyal a Duna partján fekvő Budakalász neve ihlette.
- Dunakavicsi

Falu, az Irigy Hónaljmirigy show Másfél millió hosszúlépés Magyarországon című epizódjának egyik helyszíne.
- Dunapüspöki

Koltai Róbert Csocsó, avagy éljen május elseje! című filmjében találkozhatunk egy ilyen településnévvel; ez a film fiktív helyszínének, a Duna partján fekvő Acélvárosnak a rendszerváltás utáni neve. A jeleneteket Dunaújvárosban forgatták.
- Duna-Rátót

Papp Dániel A rátótiak című kisregényében szereplő délvidéki kisváros, melynek neve utal a közismert, szintén fiktív Rátót községre. A kritikusok szerint a kisvárost Zombor ihlette.
- Dunasajó

A Magyar Televízió Híradójának 1964 szilveszterén levetített paródiájában szereplő falu.
- Dunaszemes

Fiktív Duna-parti falu Bács-Kiskun megyében Nagy Lajos műveiben. Először a Kiskunhalom című ál-szociografikus regényében bukkant fel, mint a szomszéd falu, majd a Három boltoskisasszony című regény helyszíneként szerepelt. A községet szülőfalujáról, Apostagról mintázta a szerző. A regényből készült, 1993-ban bemutatott tévéfilmet is Apostagon forgatták.
- Dunaszentmárton

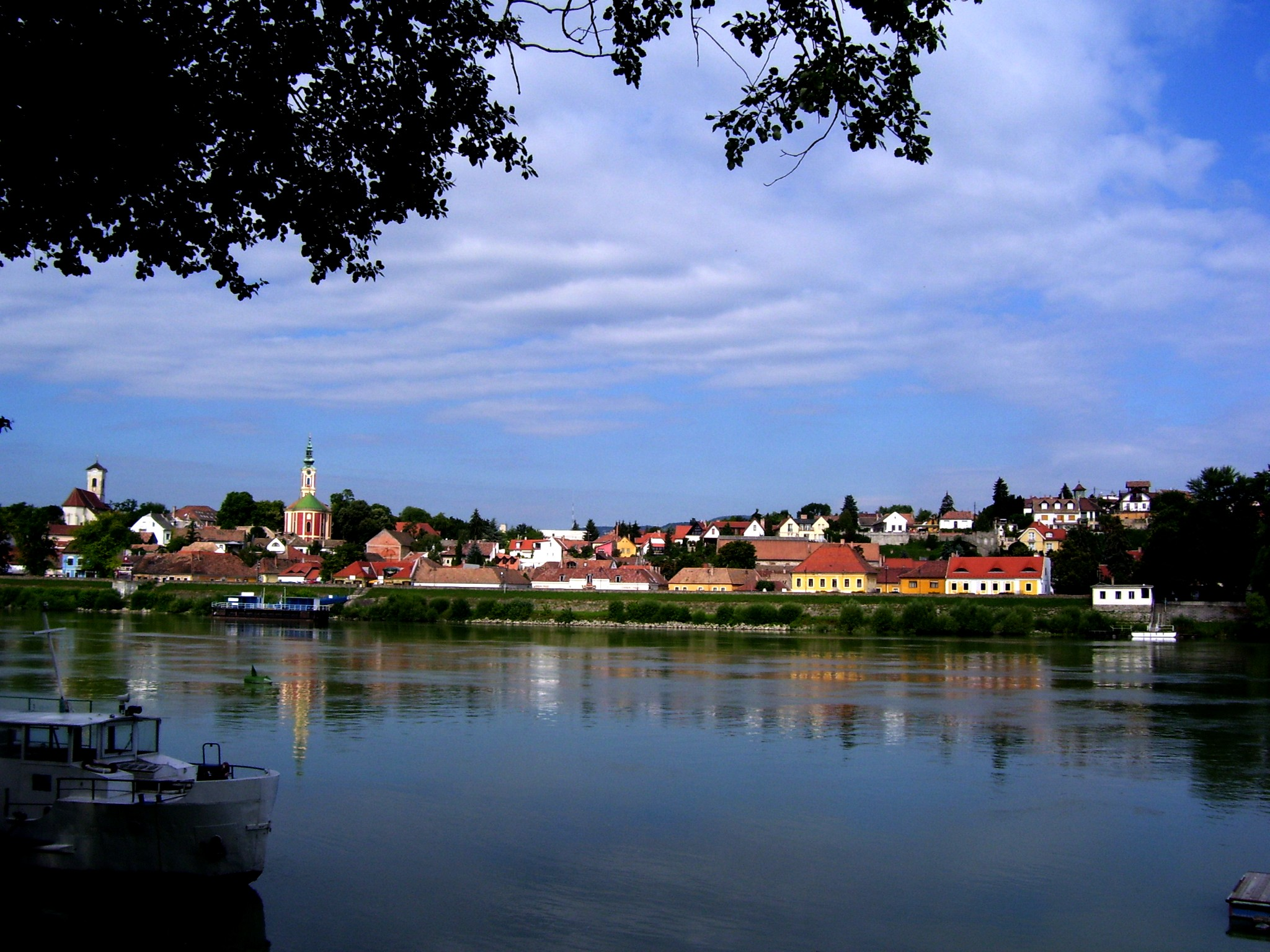
Dunaszéphely folyóparti területe, a valóságban Szentendre partja.

Hintsch György Kártyavár című filmjének egyik helyszíne.
- Dunaszéphely

Festői kisváros a Duna partján, a Pepe című televíziós sorozat helyszíne. Kollár Gábor háza a valóságban Budapesten található, a kisvárosban játszódó többi jelenetet a szentendrei skanzenban forgatták.
- Dürhővölgy

A Napirajz című humoros webképregényben felbukkanó fiktív helynév, az ott feltárt előember-lelőhely tette ismertté. Közelebbről nincs lokalizálva.

### E–É
- Ecsellő

Fiktív mezőváros, Urbán Ernő Uborkafa című színdarabjának helyszíne. Nem azonos a romániai Ecsellővel.
- Egerlovászi

Fiktív település Krasznahorkai László Zsömle odavan című regényében.
- Elvirapuszta

Fiktív település Dobozy Imre A tizedes meg a többiek című kisregényében, valószínűleg Fejér megyében.
- Előrév

Fiktív település Tamkó Sirató Károly Vándor móka című gyermekversében.
- Erdőszeg

Kitalált település, a Gyertek el a névnapomra című filmdráma egyik fő helyszíne, mely sebesültet szállító mentőautóval háromnegyed órára van Pesttől. A film jeleneteinek nagy részét a Dunakanyar településein vették fel; a fő motívumnak számító mulatozás és az azt lezáró bűncselekmény forgatási helyszíne a Visegrád-Szentgyörgypuszta felett húzódó Áprily-völgy egyik villája volt.
- Erdőudvardi

Kitalált település, az Echo TV Szigorúan ellenőrzött mondatok című műsorában említik. A felvételt viszont nem adták le a televízióban.
- Erdővár

Érintőlegesen említett település Wiedermann Károly: A holtak visszajárnak című filmjében.
- Espánta

Kitalált falu, Tóth Gyula Gábor Az elveszett boszorkány című művében, mely falu a szintén kitalált Nyolcfalva területen helyezkedik el.
- Éberlak

Fiktív település Tamkó Sirató Károly Vándor móka című gyermekversében.
- Égetthalom

Kovács Dominik és Kovács Viktor Lesz még minden című regényének helyszíne, mely falu a szintén fiktív Nádor vármegyében fekszik.

### F
- Fábiánfalva

Kitalált Szatmár vármegyei falu, Móricz Zsigmond A fáklya című regényének fő színhelye. Egyesek szerint a szerző Fábiánházáról mintázta a falut.
- Fácánpuszta

A tizedes meg a többiek című filmben találkozhatunk vele. Fejér vármegyei település, ahol kastély is található, ide küldik el a főszereplők az "ő" kastélyukat lefoglaló katonákat.
- Fácányos

A Dongó örs kalandjai című televíziós sorozat Falun nyaralunk című epizódjának helyszíne, a jeleneteket Besenyszögön forgatták.
- Farkasliget

A TV2 Hazatalálsz című televíziós sorozatának fő helyszíne. Fiktív, 15 ezres lélekszámú kisváros Budapesttől száz kilométerre, a Duna holtága mellett, Paks közelében. A sorozat alkotói a Békés vármegyei Szarvast vették alapul (holott az sokkal távolabb van Budapesttől), viszont a jeleneteket főként Törökbálinton, Szigetszentmiklóson és Pusztazámoron forgatták. Farkasliget vasútállomását feltehetőleg Nagytétény-Diósd "játszotta", a hangosbemondóból gyakran lehetett hallani a Déli pályaudvar, illetve Dunaújváros nevét.
- Farnád

Németh László Gyász című regényében említett Fejér vármegyei falu. Nem azonos a szlovákiai Farnad községgel.
- Fartőrákosbendő

A Mézga Aladár különös kalandjai rajzfilmsorozat Musicanta című epizódjában Mézga Géza említi: „Erre azt mondja a góré: 'Nézze, Mézga kartárs, önnek hivatali kötelessége, hogy leutazzon a fartőrákosbendői pótraktár-telephelyünkre aktákat pókhálózni.”
- Fehérvár

Vidéki kisváros Simó Sándor Franciska vasárnapjai című filmjében. Nem összetévesztendő Székesfehérvárral.
- Feketekút

Kocsis Ágnes Pál Adrienn című filmjében szereplő, kitalált falu. A faluban játszódó jeleneteket 6 valós faluban és egy erdőben forgatták. Nem azonos a szlovákiai Feketekút (Šambron) községgel.
- Feketetelek

Település Moldova György A beszélő disznó című szatirikus kisregényében.
- Feketeváros

Alföldi város a Tisza partján Grecsó Krisztián műveiben. A név egyrészt utalás Mikszáth Kálmán A fekete város című regényére, másrészt tisztelgés az író előtt. A várost Csongrádról mintázta a szerző. Nem azonos az Őrvidéken található Feketevárossal. 
- Felső-Akác

Vidéki falu Fejes Endre Rozsdatemető című regényében.
- Felsőfalu

Vidéki falu, Háy János Rák Jóska, dán királyfi című színdarabjának helyszíne. Nem azonos a szlovákiai Felsőfaluval.
- Felsőgádor

Szathmári Sándor Hiába című utópikus regényének egyik helyszíne.
- Felsőhát

Kitalált Vas megyei település Tolnai Kálmán A Mohikán-galeri című bűnügyi dokumentumregényében, melynek egyik érintőlegesen említett helyszíne.
- Felsőpiskolc

Örkény István Tóték című kisregényében és drámájában említett Észak-Magyarországi település.
- Felsőregmec (szlovákul Horno Regmecké)

A Bors című tévésorozat Borban a szabadság című epizódjában találkozhatunk vele. Csehszlovákiához csatolt település. Az elhelyezkedése miatt nem lehet azonos a valóságban létező és szintén a szlovák határon található Felsőregmec településsel, mert az Sátoraljaújhely térségében lévő magyarországi település, ez viszont Vác környékén található. Érdekesség, hogy 1920-ban Felsőregmec tiszta szlovák falu volt, egy másik érdekesség, hogy a filmben a ,,Regmec" szó Regéc községnek a filmesek által eltorzított neve.
- Felsőszeg

A mi kis falunk című sorozatban érintőlegesen említett település.
- Felsőtatárdi

Mikszáth Kálmán A Noszty fiú esete Tóth Marival című regényében említett település a Felvidéken. Nevét bizonyára a hajdan ott élt tatár népcsoport után nyerte el.
- Felsőtó

Érintőlegesen említett, kitalált helynév a Gyertek el a névnapomra című filmdrámában, korrupcióval átszőtt halászati szövetkezete van.
- Felsőtörökverő

A Le a cipővel! című ifjúsági filmben érintőlegesen említett helyszín.
- Fenekes

Fiktív település Tamkó Sirató Károly Vándor móka című gyermekversében.
- Fenyőér

Bányateleppel rendelkező, kitalált település vagy településrész, „ott, ahol a legsűrűbb a Bakony erdeje”. Szamos Rudolf Kántor a nagyvárosban című bűnügyi regényében szerepel, a legendás nyomozókutya segítségével felderített bűnügyek egyikének helyszíneként említve. A név születése összefüggésben lehet a környéken lévő Fenyőfő településsel.
- Fényesagócs

Fiktív település Szilágyi István Hollóidő című regényében.
- Féregnádasd

Kitalált, 230 fős lélekszámmal bíró település, az Echo TV Szigorúan ellenőrzött mondatok című műsorában említik. A felvételt viszont nem adták le a televízióban.
- Fokos

Kitalált település, az Echo TV Szigorúan ellenőrzött mondatok című műsorában említik. A felvételt viszont nem adták le a televízióban.
- Füstrét

Budapest földszintes külvárosa, Gergely Márta A füstréti Madonna című regényében. Nevét a mozdonyok füstjéről kapta.

### G–GY
- Gabaly

Fiktív bányászfalu Thury Zoltán: A gabalyi kis káplár című elbeszélésében.
- Gabos

Alföldi város, érintőlegesen említett helyszín Kristóf Attila A menyét éjszakája című regényében.
- Gádoros

Babits Mihály Halálfiai című regényének egyik helyszíne; az író szülővárosának Szekszárdnak felel meg. Nem azonos a Békés megyei Gádoros településsel.
- Galgarét

Dobray György A Mi Ügyünk, avagy az utolsó hazai maffia hiteles története című filmjében érintőlegesen említett település.
- Gallyasfa

Szénbányászatból élő község valahol Magyarországon, Sarbu Aladár Töredék, Tűnődő, illetve Tájkép tóval című regényeiben. A szerző és családja a regények születése előtt Pilisszentivánon élt, s a művek megannyi tájleírása, névhasználata is azt támasztja alá, hogy a könyvbéli falut az író e településről mintázta. Említésre kerül még a regényekben Porkövesd település, amely a fenti analógiák alapján Pilisvörösvárral azonosítható, valamint Dombos is, amely a regények leírásai alapján az esztergomi vasútvonal által érintett nagyobb települések valamelyike, talán maga Esztergom, esetleg Óbuda lehetett.
- Galyabérc

Az Angyalbőrben című tévésorozat Military-tours című epizódjában kerül említésre. A név feltehetőleg a Galya-tető és a Kajla-bérc nevéből jött létre.
- Gáld

Fiktív kisváros, Dobozy Imre Kedd, szerda, csütörtök című kisregényének helyszíne.
- Garacz

Garaczi László Egy lemur vallomásai című regényfolyamában az elbeszélő által elképzelt település, mely a narrátorral azonosítható szerző nevéből ered.
- Gát

Vidéki helység Móricz Zsigmond A galamb papné című regényében és Vitézy László abból készült, azonos című játékfilmjében. A regényben említést nyernek Barinka és Váradja községek is, mint feltehetőleg környékbeli települések.
- Gátalja

Alföldi község vagy községrész, folyóparti tanyavilága kulcsfontosságú helyszín Kristóf Attila A menyét éjszakája című regényében.
- Gecsőpuszta

Kitalált település A sípoló macskakő című magyar filmszatírában, a cselekmény egy itteni nyári táborban játszódik.
- Gerely

Kitalált település Felvidéken, Kassa közelében, Mikszáth Kálmán A dzsentri fészek című elbeszélésében.
- Gerlafüred

Település Tomka Ágoston A nagyság varázsa című regényében.
- Gernyefalva, Gernyeváros

Tömörkény István műveiben felbukkanó, kitalált települések; előbbi a helyszíne a Fölolvasás a gernyefalvi kaszinóban című elbeszélésnek, utóbbi megjelenik A batár és a Bukás című novellákban is. Mikszáth Kálmán A túlvilági utas novellájában is megemlíti Gernyefalvát.
- Glogova

Mikszáth Kálmán Szent Péter esernyője című regényében szereplő falu egy fiktív település. Messze, messze innen sehol sincs még jóravaló országút sem, nemhogy vasút lenne. (...) Ötszáz esztendő kell ahhoz, hogy Glogova ott legyen, ahol a civilizált vonalba eső falvak vannak. A talaj agyagos, terméketlen és makacs. (...) Szegénység, nyomor van itt és mégis valami báj, valami édes poézis. A csúnya viskókat megszépítik a hatalmas sziklák, amelyek rájok néznek. Szinte nem illenék e szép sziklákat elrontani cikornyás kastélyokkal, melyeknek tornyai eltakarnák őket.
Mikor Nagy Miklós kutatni kezdett a Beszterce ostroma című regény valóságtartalma után, az alkotói szabadságot teljesen figyelmen kívül hagyva, a következő ironikus választ kapta Mikszáth 1896. február 2-án kelt levelében: „…Még bizony rámondjátok egyszer például a »Szent Péter esernyőjé«-re, hogy »aljas« koholmány, mert a Wibra György ügyvéd neve egyetlen ügyvédi kamara lajstromában sem fordul elő – Glogova pedig nincs bent a helységek névtárában.” Mikszáth eme művében igyekezett a mese és a valóság határmezsgyéjén maradni, így a valós helyszínek mellé nem létezőket is beépített a történetbe (esetünkben Glogova).
A regény első 1917-es filmadaptációjának e faluban játszódó jeleneteit Szászfenesen és Sztánán forgatták. Az 1958-ban bemutatott filmváltozatban a szlovákiai, Korponai járásban fekvő Zsibritó községben vették fel a glogovai jeleneteket.
- Gortva

Mikszáth Kálmán Gavallérok című kisregényében szereplő, Sáros vármegyei falu.
- Gózon

Mikszáth Kálmán A jó palócok című elbeszéléskötetében szereplő felvidéki falu, mely a szintén fiktív Bágy patak völgyében fekszik.
- Göcsejszeg

Fiktív Zala megyei település Végh Antal A forgatás című novellájában (megjelent az író Forgatás című kötetében); a fővárostól a legkedvezőbb megközelítési útvonala a történet szerint a Balatontól északra vezet. Egykori nagy kastélyában kis falusi iskola és tanítói szolgálati lakás kapott helyet, az épület többi része lassan az enyészetévé válik.
- Gömörháza

A Szerencsi, fel! című rajzfilm-sorozat helyszíne.
- Göndöcs

Keleti Márton Fel a fejjel! című filmjének egyik helyszíne.
- Görényháza

A Mézga család és a számítógép című rajzfilmsorozat A kezdet című epizódjában említett település.
- Gőzalsóvár

Érintőlegesen említett, kitalált település Végh Antal A Rákosi-kupa című novellájában, futballcsapata a Gőzalsóvári Vasutas.
- Gulácspuszta

A Pasik! című sorozat Ikrek című epizódjában érintőlegesen említett település.
- Gyánód

Mohácsi János és Mohácsi István rendezéseiben felbukkanó kisváros.
- Gyelénes

Kitalált falu, Rakó József, Zórád Ernő és Szemere Antal Párducok és galambok harca című diafilmjének helyszíne. Nem azonos Gelénes községgel.
- Gyetva

A Gálvölgyi Show című műsor egyik epizódjában említett falu, mely a szintén fiktív Karacsin és Nahátszentpéter mellett fekszik. Nem azonos a szlovákiai Gyetva (Detva) várossal.
- Gyopáros

Fiktív település Tamkó Sirató Károly Vándor móka című gyermekversében. Nem azonos Gyopárosfürdővel, az Orosházához tartozó üdülőhellyel.
- Gyulaháza

Fiktív város Gádor Béla Vidéki Othello című kisregényében, és Zsurzs Éva filmrendező e mű alapján készített, 1967-ben bemutatott, Othello Gyulaházán című filmvígjátékában. A filmet a Kecskeméti Katona József Nemzeti Színházban és a Mafilm műtermeiben forgatták. Nem azonos a Szabolcs-Szatmár-Bereg megyei Gyulaháza községgel.
- Gyűrű

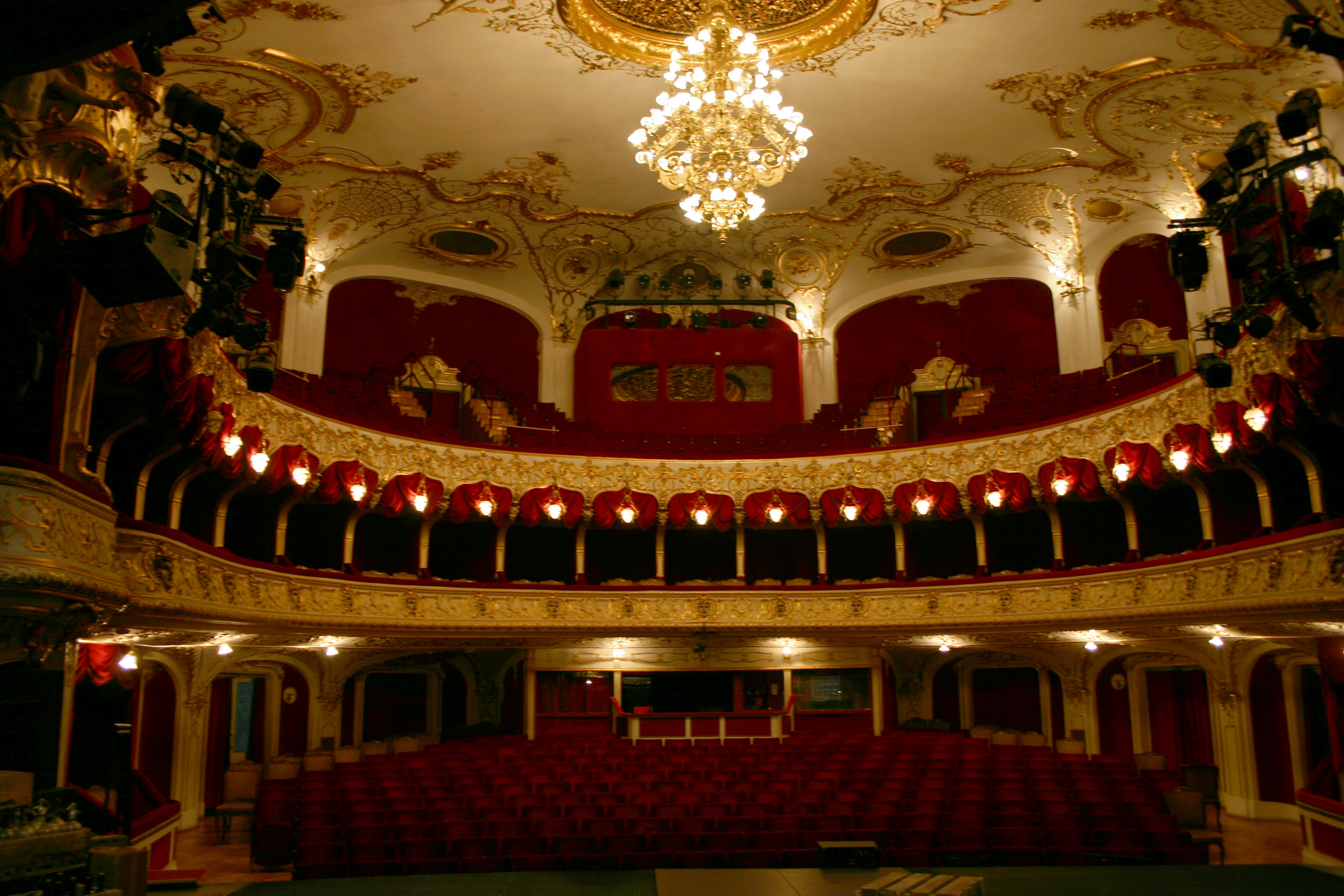
A gyulaházi Megyeri Károly Színház belső tere a valóságban a Kecskeméti Katona József Nemzeti Színház nézőtere.

Gyurkó László Faustus doktor boldogságos pokoljárása című regényének egyik helyszíne. Város a Duna partján, egykori megyeszékhely.

### H
- Hagymafok

Esterházy Péter Ujjgyak (2) című cikkében szereplő település.
- Hajdúnagybalogháza

Érintőlegesen említett település Kígyós Sándor Különös vadászat című filmjében. 
- Hajdúszentlászló

Hajdú.Bihar vármegyei falu, Patik László The kocsma című regényének fő helyszíne.
- Halasd (románul Câmpina)

Wass Albert Farkasverem című regényének egyik, fiktív helyszíne az erdélyi Mezőségen, Csudákfalva (Ciudac) mellett. (Nem azonos sem a létező, felvidéki Halasd, sem a szintén létező munténiai, Prahova megyei Câmpina településekkel.)
- Halmaz

Máriássy Félix Fügefalevél című filmjének fő helyszíne. Az itteni vasútállomásról Budapestre induló sebesvonat (a hangosbemondó közlése szerint) csak Nagymaros és Vecsés állomásokon áll meg. A jeleneteket Cegléden forgatták.
- Hámor

Korompai Márton: Állj meg! Itt a vonat! című vasútbiztonsági kisfilmjében ennek a fiktív településnek a vasúti megállóhelyén történik baleset. Az itt játszódó jeleneteket Galgagyörk vasúti megállóhelyén vették fel.
- Hangafok

Fejér Tamás Princ, a katona című sorozatának Estétől reggelig című epizódjában találkozhatunk vele. Község a Bükk-vidék területén, Eger térségében. A jeleneteket Szilvásváradon vették fel.
- Hangosvölgy

Fiktív település Tamkó Sirató Károly Vándor móka című gyermekversében.
- Harpacskószajudár

Nagy Lajos Falusi ember Pesten című novellájában szereplő kis falu, „kedves helyecske... itt, az Alföldön, a Duna mentén”.
- Hátsópuszta

Az Alza webáruház egyik reklámfilmjében szereplő település.
- Hegyalja

Érintőlegesen említett település a Kántor című tévésorozat Ellopott vonat című epizódjában.
- Hejőkacat

A Napirajz című internetes képregény- és karikatúra-oldalon felbukkanó fiktív helynevek között szerepel.
- Hejőpacsmag

A Gálvölgyi show – avagy játszd újra János! című műsor egyik epizódjában említett település.
- Herceghartyán

A Gálvölgyi Show című műsor egyik epizódjában említett település.
- Hercegudvar

Gyurkó László Faustus doktor boldogságos pokoljárása című regényében említett település. A Gyűrűt veszélyeztető árvíz miatt feláldozott három falu egyike.
- Herkópáter

A Barátok közt egyik helyszíne; Berényi András halála után kiderült, hogy itt vett házat a Mátyás király téren egykor működő nevelőintézet vezetőjének, a Pécsi Ildikó által alakított Kórónak. Az elnevezés feltehetőleg a „tudja a herkópáter” és más formákban fennmaradt szólásból származtatható, melynek eredete több évszázadra nyúlik vissza; egyes feltevések szerint egy egykor létezett XVII. századi pap, más vélekedések szerint az Atyaúristennek a magyar nyelvben eltorzult, német nevét (Herr Gott Vater) őrzi. Ezen a néven a XIX. században legalább két élclap is létezett.
- Hertyán

Mikszáth Kálmán A Noszty fiú esete Tóth Marival című regényében szereplő felvidéki település, mely a szintén fiktív Bontó vármegyében fekszik.
- Heverdel

Fiktív település Tamkó Sirató Károly Vándor móka című gyermekversében.
- Hétrongyos

Fiktív település Tamkó Sirató Károly Vándor móka című gyermekversében.
- Híresincs

Falu, Hárs László: Tíz mese arról a híres Híresincsről című meseciklusának helyszíne.
- Hódmezővásárhelykutasipuszta

Az 1920-as években Hugo Andreas Hartung (Netzschkau/Vogtland 1902. szeptember 17. – München, 1972. május 2.) későbbi német író (a Hódmezővásárhely közelében lévő) Székkutason (akkor még Kutaspuszta) vendégeskedett. Az itt eltöltött idő élményeiből született az Ich denke oft an Piroschka (Gyakran gondolok Piroskára) című regénye (1954), amelyet 1955-ben filmként is feldolgoztak. A film első jelenetében szereplő ölnyi hosszúságú állomásnév: Hódmezővásárhely-Kutasipuszta. A név születése összefüggésben lehet a Szeged–Kötegyán-vasútvonal egykori Kutasi puszta nevű megállójával, ami Hódmezővásárhely és Székkutas határában volt található. A jeleneteket a Vajdaságban lévő Felsőhegy vasútállomásán forgatták.
- Hollós

Mág Bertalan Zsákutca című regényének és a belőle készült Megtörtént bűnügyek című tévésorozatnak A kiskirály című epizódjában találkozhatunk vele. Rába-parti község Vas megyében. Az elnevezés születése összefügghet a létező, és ténylegesen a környéken található Nemesrempehollós településsel, amit az is bizonyíthat, hogy Hollós községnek a közvetlen szomszédságában egy Rempe nevű település található. (A település 1937-ben Nemeshollós és Rempehollós nevű települések egyesítésével jött létre). A jelenetek egy részét a Pest megyei Kóspallagon vették fel. Egy másik érdekesség, hogy Nemesrempehollós környékén található egy Egyházashollós nevű település is, amit Hollós néven említenek először az oklevelek.
- Homoki

Szabó Magda Fanni hagyományai című színdarabjában említett település.
- Homoknyékvárad

Kitalált település Végh Antal A Rákosi-kupa című novellájában. A települést az írás szerint két napos vonatúttal lehetett elérni Budapestről, legendás futballcsapata a Nyékvárad ÚCSTK (Újonnan földhöz jutottak, Családok Testedző Köre).
- Homonna

A Kisváros című televíziós sorozat Mit akart mondani? című epizódjában találkozhatunk vele. Nem azonos a Felvidéken található Homonnával.
- Honos

Szőke András Hasutasok című filmjének fő helyszíne. A név feltehetőleg a vasúti járműveken található „Honállomás” és „Honos KTH” feliratokból ered. A jeleneteket Taliándörögdön és a tapolcai vasútállomáson forgatták.
- Horád

Alföldi község, a határában elterülő folyóparti tanyavilág Kristóf Attila A menyét éjszakája című regényének egyik fő színhelye; termelőszövetkezetének futballcsapata a járási bajnokságban játszott.
- Hortobágyakasztó

A Kisváros című televíziós sorozat Fönícia Takarék című epizódjában találkozhatunk vele.
- Hosszúhegy

A Balaton közelében fekvő, kitalált település Dobozy Imre A pince című novellájában.
- Humbákfalva

A Tibi atya internetes mémsorozat főszereplőinek lakóhelye.

### I
- Ibusár

Fiktív vidéki település Parti Nagy Lajos Ibusár című színdarabjában és novelláiban. A település nevét egy IBUSZ plakát ihlette, melyen az utazások árai voltak feltüntetve, innen a név: IBUSZ-ár, Ibusár.
- Igercs

Szabó Magda Fanni hagyományai című színdarabjában említett település.
- Illéshegyalja

Palásthy György Retúr című filmjében találkozhatunk ennek a településnek a vasútállomásával. A jeleneteket Angyalföld vasútállomásán forgatták.
- Ilosva

Felvidéki kisváros, Móricz Zsigmond Az isten háta mögött című regényének színhelye. Nem összetévesztendő az ukrajnai Ilosva (Іршава) várossal.
- Imremajor

Fiktív település Szűts László A kormányzó úr medvéi című regényében, mely Derenk falu (a könyvben csak D.) 1940 körüli kiürítésének történetét dolgozza fel. A névválasztást bizonyára az Emődhöz tartozó Istvánmajor ihlette, ahova valóban telepítettek derenki lakosokat. Nem azonos Balatonfenyves Imremajor nevű település részével.
- Ipolymellék

A Gálvölgyi show – avagy játszd újra János! című műsor egyik epizódjában említett település.
- Irgács

A Portugál című film, illetve az azonos című színdarab fiktív helyszíne. A 300 lelkes település elvileg a Dunántúlon lehet – bár elhelyezkedése a filmben nincs lokalizálva –, mert a főszereplő fővárosi esszéíró, Bece Portugáliába kívánt eljutni, amikor „elakadt” ebben a faluban. A jeleneteket Viden és Nagyalásonyban forgatták.
- Irtály

Fiktív falu Dobozy Imre Kedd, szerda, csütörtök című kisregényében.
- Istenadta

Jelentős arányú sváb lakossággal bíró, fiktív település Rozványi Dávid Éjszaka egy halott asszony ágyában című történelmi regényében, „északabbra (…), mint a Budapest védelmét szolgáló Attila-vonal felső vége”, de a Duna-parti fekvése miatt [a második világháború idején] „a természetes védelmi vonalon”. Talán megfelelhet Dunabogdánynak vagy Visegrádnak, bár a szerző vélhetően több hasonló adottságú település 20. századi történeteiből merített műve írásakor.
- Istvánd

Balaton-parti város Nádasdy László Fény a redőny mögött című filmjében. A jelenetek egy részét Keszthelyen vették fel. Nem tévesztendő össze a Felvidéken található Istvánddal.
- Istvánvárad

Kitalált település Nemere István A fantasztikus nagynéni című regényének filmváltozatában, a főszereplő család lakóhelye (kiírva először a 9. perc 26. másodpercében szerepel). Az itt játszódó jeleneteket Vácott vették fel.
- Iszapszentjános

Érintőlegesen említett település Hajdufy Miklós Kéz kezet mos című, Herczeg Ferenc azonos című írásából készült tévéjátékában.
- Iszapvár

Település Moldova György Istók, a vizek királya című novellájában.
- Ivaros

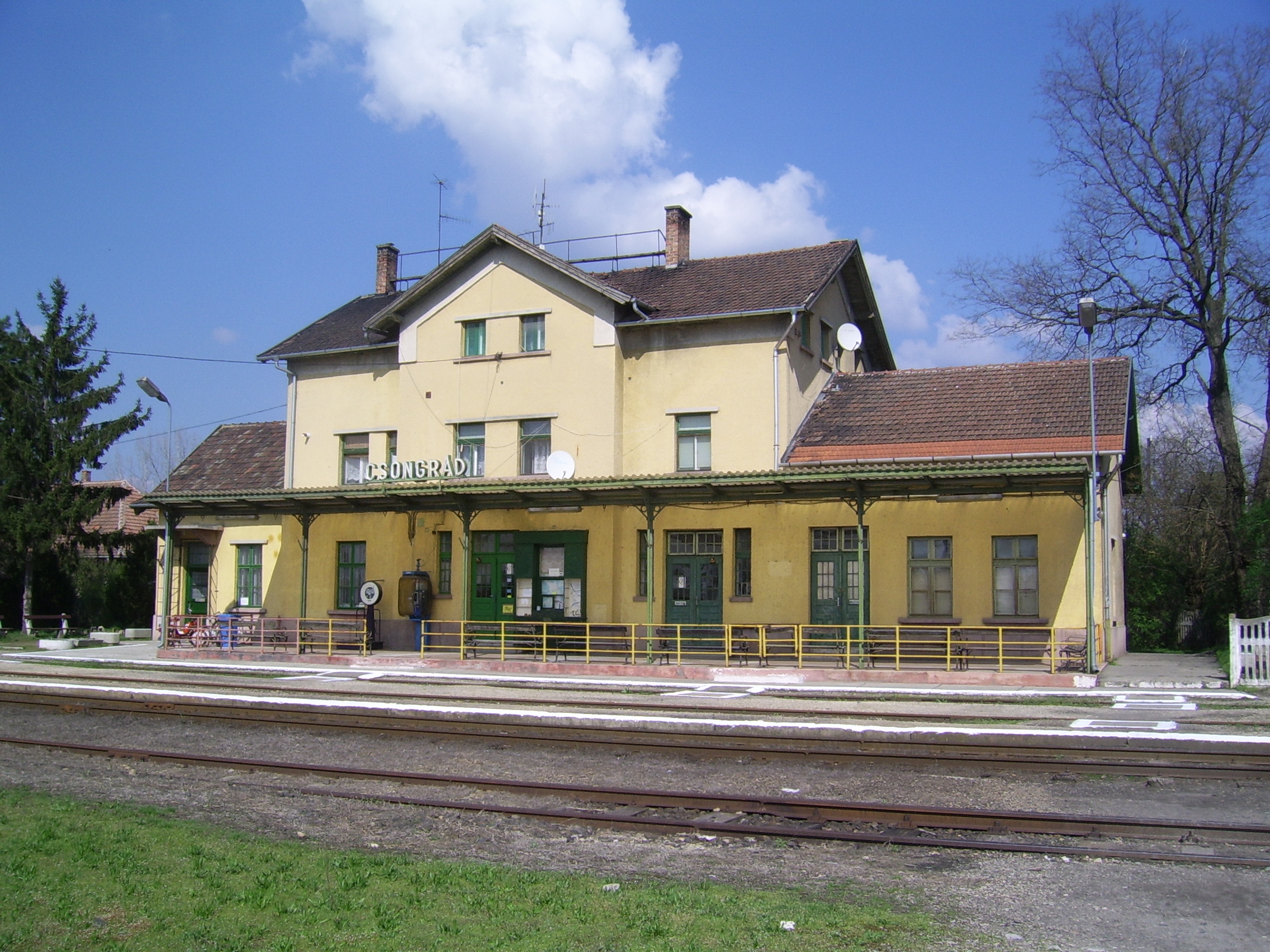
Ivaros vasútállomása valójában Csongrád vasútállomása

Az Indul a bakterház folytatásaként aposztrofált Megy a gőzös című film Ivaros vasútállomásán játszódik. Ivaros a film szerint egy magyarországi kisváros, ahol a két világháború közötti vidéki társadalom jellegzetes képviselői bukkannak fel. A filmet Csongrádon forgatták.
- Ivánmindszent

A Megy a gőzös című filmben hallhatjuk ezt a nevet. A név feltehetőleg a forgatási helyszín Csongrád környékén található Mindszentből ered.
- Izsép

Falu, Szabó Magda Fanni hagyományai című színdarabjának egyik helyszíne. Nem összetévesztendő a horvátországi Izsép (Topolje) faluval.

### J
- Jajdon

Erdélyi, hegyvidéki kisváros a századfordulói Magyarországon, Szilágyi István Kő hull apadó kútba című regényének helyszíne. A kisváros neve utalás az ott lakók mindennapi életének komorságára, zordonságára. Jajdont Zilahról mintázta a szerző.
- Jakháza

Bányásztelepülés Magyarország délnyugati részén. A Kisváros című televíziós sorozat Előléptetés című epizódjában találkozhatunk vele.
- Jankavölgy

Szilvási Lajos Egymás szemében című regényének egyik helyszíne. Ennek a falunak az építőtáborában tölti a nyarat a regény főhőse.
- Jászkunpalota

A persely, avagy egy görbe nap Budapesten című tévéjátékban a főszereplők ebből a fiktív kisvárosból származnak.
- Jászlak

Kitalált település Berkesi András Hűség című politikai-történelmi regényében, elhelyezkedése nincs lokalizálva.
- Jenőtábor

Egy vasúti mellékvonal egyik végállomása valahol Magyarország északi részében, a csehszlovák határtól nem messze, Moldova György Hitler Magyarországon című szatirikus regényében.
- Jósfa

Érintőlegesen említett település a Kisváros című tévésorozat Tolvaj húga című epizódjában.
- Jutaújvár

A középkorban elpusztult település Fehér Béla Miriam Rosenblum és a Kozma-kvintett című regényében. A település Esztergom közelében feküdt.

### K
- Kakasszik

Kitalált falu E. Kovács Kálmán A kakassziki kovács című kisregényében.
- Kákony

Falu Somogy vármegyében; Gárdonyi Géza A lámpás című regényének fő helyszíne.
- Kalászpuszta

A mi kis falunk című sorozat Meglepetés című epizódjában itt kell a papnak egy temetési szertartást megtartania.
- Kalotafő

Fiktív falu a kalotaszegi hegyek között, az 1943-ban bemutatott Kalotaszegi madonna című film egyik helyszíne. A filmet Borszéken forgatták. 
- Kámváspuszta

Kitalált helynév Tolnai Kálmán A Mohikán-galeri című bűnügyi dokumentumregényében, melyben büntetés-végrehajtási intézet található itt.
- Kangyal

A Barátok közt sorozatban hangzott el a neve, a Varga Izabella által alakított Balogh Nóra egy időre oda költözött.
- Karabátor

Fiktív település Szilágyi István Hollóidő című regényében.
- Karacsin

A Gálvölgyi Show című műsor egyik epizódjában említett falu. A szintén fiktív Gyetva és Nahátszentpéter mellett fekszik.
- Karancsfalva

Nógrád megyei település a Karancs–Medvesben. Gyertyán Ervin Karancsfalvi szökevények című regényében, és a belőle készült filmben találkozhatunk vele. Nem tévesztendő össze a Partiumban lévő a Karáncsfalvával.
- Kárászi

A Drága örökösök című televíziós sorozat másik vidéki helyszíne, Ökörapáti szomszédságában levő város. A jeleneteket Budakeszin vették fel.
- Karcagkürtös

A Gálvölgyi Show 33. epizódjában említett falu.
- Karcagtoma

A Gálvölgyi Show 33. epizódjában említett település.
- Kardoshíd

Korompai Márton Állj meg! Itt a vonat! című vasútbiztonsági kisfilmjében tesznek említést róla. A történet szerint a balesetet szenvedett motorvonatnak itt lett volna a végállomása.
- Karikásgyüd

Szabó Magda Pilátus c. regényének egyik helyszíne.
- Kaszád

Mikszáth Kálmán A Noszty fiú esete Tóth Marival című regényében szereplő felvidéki település, mely a szintén fiktív Bontó vármegyében fekszik.
- Kecerakonca

Az Üzenet a jövőből – A Mézga család különös kalandjai című rajzfilmsorozat Autó-tortúra című epizódjának egyik helyszíne, Mézgáék vidéki rokonai itt laktak. Pestről a Balaton térségének érintésével lehet eljutni a községbe (a Mézga család odaúton magát a tavat is átszelte).
- Kecskésharkány

A Szeress most! című sorozat 31. részében elhangzó említés szerint itt él a Tatai Piroska nevű szereplő családja.
- Kékberek

Alföldi falu vagy falurész egy meg nem nevezett folyó mentén, tanyavilága Kristóf Attila A menyét éjszakája című regényének egyik lényeges színhelye.
- Kékújhely

Település Mamcserov Frigyes Csak egy telefon című zenés filmjében, a szintén fiktív Kék megyében, a jelenetek többsége itt játszódik. Van matematikai gimnáziuma, ahova azonban a hatályos rendelet értelmében csak Kék megyei lakosok vehetők fel, más megyeiek – mint a főhős – még annak ellenére sem, hogy Zöld megyében például nincs is gimnázium. Az igazgatónő azonban korántsem akkora erkölcsi „lángoszlop”, mint amekkorának mutatja magát, így demonstrálva, hogy minden rendelet annyit ér, amennyit betartanak belőle.
- Kemecsend

Szabó Magda Fanni hagyományai című színdarabájban említett település.
- Kenyerestelek

Falu, Szilágyi István Messze túl a láthatáron című regényének helyszíne, a szintén fiktív Tipród vármegyében fekszik.
- Kerazsán

Felvidéki település, Mikszáth Kálmán A fekete kakas című elbeszélésében.
- Kerekesfüzítő

Kitalált település, az Echo TV Szigorúan ellenőrzött mondatok című műsorában említik. A felvételt viszont nem adták le a televízióban.
- Kerepeshuta

Miklauzic Bence Hőskeresők című filmjének fiktív helyszíne; a forgatókönyv szerint borsodi falu, ahol a megélhetést a rendszerváltás előtt a közeli vasgyár biztosította. Elhangzik a filmben a Nagyhuta településnév is, mint a szomszéd falu neve, ez utóbbi azonban létező településnév. A film jeleneteit Pátyon és Tökön forgatták.
- Keresztesfalva

Gárdonyi Géza Egri csillagok című regényének egyik helyszíne, innen származik Bornemissza Gergely és Cecey Éva.
Az a kis falu, ahova a két gyermek való, a Mecsek egy völgyében rejtőzködik. Valami harminc vályogház meg egy nagy kőház mindössze. Az ablakok olajos vászonból vannak minden házon. Az úri házon is. De máskülönben olyan házak, mint a mostaniak. A kis falut sűrű fák lombozzák körül, s a lakók azt gondolják, hogy a török sohase talál oda. Hogy is találna? Az út meredek, szekérnyom nincs. Torony sincs. Az emberek élnek, halnak a kis rejtekfaluban, mint az erdei bogarak.
- Keresztszeg

Thurzó Gábor A szent című regényében felbukkanó kitalált, vélhetően dunántúli település. Semmi nem utal arra, hogy azonos lenne a 19. században ilyen néven is emlegetett, Bihar vármegyei Körösszeg településsel.
- Kerékfalva

Falu, Gergely József és Korcsmáros Pál A mi falunk lesz az első című diafilmjében.
- Kerkahidas

Moldova György A félelem kapuja című regényében szereplő falu, mely a szintén fiktív Mezőszegtől 100 kilométerre fekszik.
- Keser

Szabó Magda Fanni hagyományai című színdarabjában említett település.
- Kesernyés

Pálfi György Hukkle című filmjének helyszíne, a filmet Ozorán forgatták, ahol a helybeliek a települést sokszor a kitalált néven nevezik.
- Keserű

Érintőlegesen említett település valahol Budapesttől nem messze, Rozványi Dávid Éjszaka egy halott asszony ágyában című regényében.
- Kétháza

A Csere Rudi című, Fejér Tamás által rendezett, 1988-ban bemutatott ifjúsági film egyik helyszíne.
- Kincsapáti

Falu a Vértesben a Cofidis Hihetetlen, de igaz! című reklámfilmjében.
- Királyszállás

Cseres Tibor Fekete rózsa című regényében szereplő észak-dunántúli nagyközség, melytől 6 kilométerre fekszik a szintén fiktív Angyalos, továbbá a közelben található Sárpuszta is.
- Kisbánya

Fejér Tamás Princ, a katona című sorozatának Estétől reggelig című epizódjában találkozhatunk vele. Község a Bükk-vidék területén, Eger térségében. Nem tévesztendő össze a romániai Kisbányával.
- Kisharta

Baranya megyei dombvidéki falu Örkény István Glória című 1956-os kisregényében. Nem azonos a Bács-Kiskun megyei Harta községgel.
- Kishida

Gárdonyi Géza Egri csillagok című regényének egyik helyszíne, a Balaton mellett fekvő falu, melyet elpusztítottak a törökök.
- Kishíja

Beliczai Balázs egy 2009-es Showder Klubos előadásában – egy RTL Híradó-riportparódiában – szerepelt fiktív helynévként.
- Kiskara

Fiktív alföldi falu, Móricz Zsigmond Sárarany című regényének fő helyszíne, szomszédságában található a szintén fiktív Vezekény. „A falu csinos kis alföldi magyar falu. Alig száz házból áll. Rendesen kiszabott hosszú telkek; a kert mindenütt gyümölcsös, és a falu közepén a pompásan megépült fatorony valóságos kis erőd kellő közepéről nyúlik ég felé, mint egy dárda. A hegyében kakas berzenkedik s ez messze hirdeti, hogy itt református, tehát színmagyar nép lakik. A gróf Karai-család névadó birtoka ez a falu.”
- Kiskorpás

Kitalált település Örkény István Hírek és álhírek című egyperces novellájában. Nem azonos a valóságban is létező Kiskorpád községgel. 
- Kiskunbékás

Palásthy György Hazai pálya című filmjének fő helyszíne; kisváros Bács-Kiskun megye közepén. A jeleneteket Kunszentmiklóson vették fel.
„Kiskunbékás városa az északi szélesség 47. és a keleti hosszúság 20. foka által határolt területen fekszik. Közelebbről nézve ez a terület az északi féltekén, még közelebb Európában, és egészen közelről Magyarországon van. Kiskunbékás lakossága 15 327 lélek körülbelül. A város ötszáz éves történetének egyik legragyogóbb eseménye 1708-ban esett, amikor is II. Rákóczi Ferenc fejedelemtől pallosjogot kapott. Kiskunbékás centruma a kút. Körülötte terül el a város. (…) A városban rendőrkapitányság is működik, amely biztosítja a közrendet és a közlekedés zavartalanságát. A nagyvilág, ha akar, vasúton és autóbuszon érintkezhet a várossal, a város pedig a megyei lap egyik oldalát használja fel, hogy tudósítsa a világot híreiről egy héten kétszer.” – részlet a film nyitómonológjából.
- Kiskunfertő

A Gálvölgyi show – avagy játszd újra János! című műsor egyik epizódjában említett település.
- Kiskunhalom

"Nagy Lajos remekműve, a Kiskunhalom egy dunai falu – Apostag – 1930-as évekbeli társadalmát örökíti meg. Az egész könyv egyetlen vaskos tévedés: a címe. A Kiskunság, az más világ. Nem jobb, nem rosszabb, de más. Apostagra legfeljebb a Dunahalom név illett volna." (Varga Domokos Vizek könyve című könyvéből, 132. o.)
- Kisküllő

Bánki Viktor 1943-ban bemutatott Shakespeare-adaptációja, a Makacs Kata című filmvígjáték egyik színhelye. 
- Kisladovány

Fehér Béla Két felhívás – Gyere haza, Frici és Meghívásos pályázat című humoreszkjeinek kitalált színhelye. Utóbbi szerint a települést a szintén fiktív Lesharaszttal a 404-es főút köti össze.
- Kislak

Eötvös József: A falu jegyzője című regényében szereplő falu, mely a szintén fiktív Taksony vármegyében fekszik.
- Kispércs

Kitalált település Zágon István és Nóti Károly Hyppolit, a lakáj című színdarabjában.
- Kispirics

Pusztai Zsolt Ufoman című filmjének fő helyszíne; község Szabolcs-Szatmár-Bereg megyében. A jelenetek nagy részét Ibrányban forgatták. A falunév bizonyára a létező Kispiricse (a nyírségi Piricse településrésze) nevével azonos, de része lehetett a népdalbeli név kialakulásában a Veszprém megyei Kispirit község nevének is.
- Kisrozsdás

Jellemzően bortermelésből élő, kitalált település, A nagyrozsdási eset című, 1952-ben játszódó, 1957-ben forgatott, de csak 1984-ben bemutatott magyar filmszatírában. Határában jó bor is terem – borellenőr érkezésekor természetesen azzal kínálják –, de a borászatban tárolt, illetve más településeken (például Nagyrozsdáson) kisrozsdási minőségi borként árult tételek jelentős hányada „egérízű, zsákízű, hordóízű”.
- Kisteszér

A Frici, a vállalkozó szellem című sorozatban említik. Nem tévesztendő össze Teszérrel.
- Kisvatya

Rideg Sándor: A kisvatyai harangozó nyilatkozata című novellájában szereplő település.
- Klopacska

Felvidéki kis bányászvároska, az első világháború előtti Magyarországon Móricz Zsigmond A kis vereshajú című kisregényének színhelye. A városkát Mecenzéfről mintázta az író. A város a szintén fiktív Szkopacs és Sugó patakoknál fekszik.
- Kocsonyád

Fiktív település Tamkó Sirató Károly Vándor móka című gyermekversében.
- Komoród

Az Egy óra múlva itt vagyok… című tévésorozat Hajsza című epizódjában találkozhatunk vele. A név feltehetőleg Komoró nevéből ered.
- Koplalló

Fiktív település Tamkó Sirató Károly Vándor móka című gyermekversében.
- Koppányháza

Elnéptelenedett, majd az ősi magyar életformák szerint újraépített, újrarendezett, hegyek által közrezárt község Csanád vármegyében Moldova György Koppányháza című novellájában.
- Korog

A mi kis falunk című sorozatban érintőlegesen említett település. Nem azonos Szamoskóróddal, amelyet Korog néven említenek először az oklevelek.
- Korpád

Falu, majd idővel városi rangot kapott helyszín, Moldova György Egy város emlékkönyvébe című novellájában. Nem azonos Kiskorpád községgel.
- Korpáspuszta

Érintőlegesen említett, kitalált település Végh Antal A Rákosi-kupa című novellájában.
- Korporád

A Gálvölgyi show – avagy játszd újra János! című műsor egyik epizódjában említett település.
- Kóty

Szándékosan kitalált néven említett falu Móra Ferenc azonos című novellájában, a Szegedet körülvevő kiterjedt pusztavilágban. A mű az író Göröngykeresés című kötetében jelent meg.
- Kökörcsin

Kitalált település, A kiskosár kalandjai című bábfilmsorozat fő helyszíne.
- Ködörkút

Cserépy László Orient Express című, 1943-ban bemutatott romantikus filmjében a főhősnő e kitalált település földbirtokosának a lánya.
- Kőhegy

Korompai Márton Azt hittem… című vasútbiztonsági kisfilmjében említik.
- Kőrifalu

Helynév Fekete István Keőry Borbála című novellájában, a fiktív Keőry család ősi birtoka.
- Kővár

A 2020 májusi középszintü magyar nyelv- és irodalom érettségi feladatsor gyakorlati szövegalkotás részében szereplő település. Nem azonos a Budapesthez tartozó Kővárral.
- Krahács

Kitalált falunév a Rádiókabaré Nyomják Krahácsot... kabaréjelenetében.
- Krapec

Mikszáth Kálmán A Noszty fiú esete Tóth Marival című regényében szereplő falu, mely a Felvidéken fekszik, a Vág folyó közelében.
- Kripóc

Fiktívnek tűnő felvidéki, a Garam vízgyűjtő területén fekvő település Móra Ferenc A nagyeszű kripóciak című novellájában (megjelent az író Göröngykeresés című kötetében).
- Kristófváros

Budapest fiktív városrésze, a Jófiúk című krimivígjáték-sorozat fő helyszíne. Említik úgy is, mint Budapest XXV. kerületét.
- Kunbajom

Dobray György A Mi Ügyünk, avagy az utolsó hazai maffia hiteles története című filmjében érintőlegesen említett település. Az elnevezés Kunbaja neve és a -bajom utótagú településnevek (például Biharnagybajom) elegyítéséből jöhetett létre.
- Kunszentandrás

Nagy Lajos Kiskunhalom című regényében szereplő, Bács-Kiskun megyei falu.
- Kuntanya

A Gálvölgyi show – avagy játszd újra János! című műsor egyik epizódjában említett település.
- Kuntábor

Nagy Lajos Kiskunhalom című regényében szereplő, Bács-Kiskun megyei falu.
- Kunvadas

Závada Pál Egy piaci nap című regényének fő színhelye. Alföldi falu Jász-Nagykun-Szolnok megyében, Karcag közelében. Valószínűleg Kunmadarasnak felel meg a falu, mivel a valóságban itt zajlottak le azok a pogromok, melyek a regény alapjául szolgáltak.
- Kurjantó

Egy kiskunsági település írói fantázia szülte álneve Temesi Ferenc Amszterdam, stb. című regényében, amely – az életrajzi ihletésű műveket alkotó író helynévadási szokásait figyelembe véve – nagy valószínűséggel létező települést fed, ahol – a mű szerint – a XIX. században Petőfi Sándor családja is lakott. Az 1970-es években még vasúton is elérhető volt az akkor 2500 lelkes település, Fülöpszállás külterületén.
- Kuruchalom

Kitalált település, az Echo TV Szigorúan ellenőrzött mondatok című műsorában említik. A felvételt viszont nem adták le a televízióban.
- Kutyanyak

Fiktív település Móra Ferenc Hannibál föltámasztása című regényében.
- Kúthely

Fiktív falu az Őrségben, Tóth Gábor Ákos Forrásvidék című regénysorozatában.

### L
- Lados

Baranya megyei, elnéptelenedett és ezért – a történet szerint – a településjegyzékből törlésre is kerülő falu Gaál István Holt vidék című filmjében. Csak említés szintjén szerepel.
- Lajosgerecse

Az Angyalbőrben című televíziós sorozat Elveszett szakasz című epizódjában találkozhatunk vele. A történet szerint innét szöknek meg azok a fegyencek, akik később a főszereplő szakasz egyenruháit lopják el egy filmforgatáson, ahol a szakasz tagjai fegyenceket alakítanak.
- Laposladány

Kitalált alföldi kisváros, Szép Ernő Patika című színdarabjának színhelye.
- Lassú-rét

Fiktív település Tamkó Sirató Károly Vándor móka című gyermekversében.
- Lásztova

Mikszáth Kálmán Gavallérok című kisregényében szereplő Sáros vármegyei falu.
- Lazsány

Mikszáth Kálmán Gavallérok című kisregényében szereplő Sáros vármegyei falu.
- Lánc

Szabó Magda Fanni hagyományai című színdarabjában említett település.
- Lápos

Fiktív falu a Független Színház Falunap című előadásában.
- Légrád

Fejér megyei település Rohonyi Gábor Konyec – Az utolsó csekk a pohárban című filmjében; a Keres Emil által megformált főszereplő második, benzinkúti rablásának helyszíne. A jeleneteket Pétfürdőn vették fel. Nem tévesztendő össze a horvátországi Légráddal.
- Lengyelbugac

A Gálvölgyi show – avagy játszd újra János! című műsor egyik epizódjában említett település.
- Lenkeháza

A Drága örökösök című televíziós sorozatban említett, kitalált település; Ökörapáti vetélytárs faluja az asszonyfuttatáson.
- Lepénd

Gárdonyi Géza műveiben szereplő falu.
- Lesharaszt

Kitalált település Fehér Béla Töredékek Berettyó Gyula szellemi műhelyéből, Ismét nem múlt el futballmeccs véres verekedés nélkül és Meghívásos pályázat című humoreszkjeiben. Utóbbi szerint a települést a szintén fiktív Kisladovánnyal a 404-es főút köti össze. Az első okleveles források még Paláncs, illetve Pecek névvel említik a helyet.
- Letényfalva

Érintőlegesen szóba kerülő település Berkesi András Húszévesek című bűnügyi regényében; a történet szerint egy olyan esperes szolgálati helye vagy lakhelye, aki szemtanúja (esetleg, a homályos megfogalmazás alapján akár részese is) lehetett egy 1944-es kivégzésnek.
- Léta

Szolnok megyei település a Holt-Tisza partján, Örkény István Macskajáték című kisregényében, illetve színdarabjában. 
- Licsipancs

Hamvas Béla Karnevál című regényében egy kitalált gyilkosság kitalált helyszíne.
- Liget

Település Szűts László A kormányzó úr medvéi című regényében, mely Derenk falu (a könyvben csak D.) 1940-1942 körüli kiürítésének történetét dolgozza fel. A könyvben Liget a D.-hez legközelebbi nagyobb, vasúti kapcsolattal is rendelkező település; bizonyára megfelel Szögligetnek, állomása pedig ez utóbbi község déli határszéle közelében elhelyezkedő Jósvafő-Aggtelek megállóhelynek.
- Liszka

Kitalált felvidéki falu, Lesznai Anna Kezdetben volt a kert című nagyregényének helyszíne. A falut Körtvélyesről mintázta a szerző.
- Locsmánd

Fehér Béla Szilvakék paradicsom cím alatt megjelent glosszasorozatának, illetve a Tengeralattjáró Révfülöpön című novelláskötete több novellájának egyik jellegzetes, visszatérő helyszíne; Darasznyával szomszédos település, a szintén fiktív Cser megyében. Közép-Európa egyik leggazdagabb madárparadicsoma, több madárfaj csak itt fordul elő egész Európában. Korábban Makk Hatos nevet viselő italmérését, Filotás Ádám helyi lakos tevékenysége előtt tisztelegve, az ő beceneve után Amper Falatozó névre keresztelték át. Testvérvárosa Riccione, legnagyobb ünnepe a szüreti fesztivál. Minden bizonnyal nincs köze a ténylegesen létező, burgenlandi Locsmánd községhez.
- Lohina

Felvidéki falu, Mikszáth Kálmán A lohinai fű című elbeszélésének helyszíne.
- Lombos

Elzárt, izolált falu, Pálfalvi Nándor Csoda Lomboson című regényében, és a belőle készült Bán Frigyes által rendezett Büdösvíz című filmben. Nem azonos a Kárpátalján található Lombossal.
- Lovaspuszta

Parti Nagy Lajos Sárbogárdi Jolán: A test angyala című művében szereplő település.
- Lovas-szirt

Fiktív település Tamkó Sirató Károly Vándor móka című gyermekversében.
- Lóvár

Baktai Ferenc kabarészámaiban szereplő város, mely a szintén fiktív Krahács megye székhelye (bár Posványos is székhelyként szokott szerepelni).
- Lóvásárhely

A Gálvölgyi Show című műsor egyik epizódjában említett település.

### M
- Macskapéc

Csoóri Sándor Macskapiac című versében szereplő fiktív helynév. A név előtagja kézenfekvően adódik a vers macskás tematikájából, utótagját vélhetően a létező Felpéc vagy Kajárpéc neve ihlette.
- Macsolád

Fiktív település Tamkó Sirató Károly Vándor móka című gyermekversében.
- Magasgyörgye

Település Tomka Ágoston A nagyság varázsa című regényében.
- Magyarnafta

Frissen feltárt kőolajvagyonra alapított iparváros az 1980-as évek vidéki Magyarországán, Várkonyi Gábor A tönk meg a széle című tévéjátékában; felsőbb döntéssel hozták létre, két egymással rivalizáló, vergődő kisvárost egybeolvasztva.
- Magyarszállás

Rákosi Viktor: Polgárháború című kisregényében szereplő város, mely a szintén fiktív Zoltán vármegyében fekszik.
- Magyarszurdok

Alapvető anyagi nehézségekkel küzdő kisváros az 1980-as évek Magyarországán, Várkonyi Gábor A tönk meg a széle című tévéjátékban, amelyet az a veszély fenyeget, hogy beolvasztják a szomszédos Tatárszegbe – hacsak nem történik valami addig. A jeleneteket Dunaföldváron vették fel.
- Magyarújvár

Bán Frigyes Felmegyek a miniszterhez című filmjének egyik helyszíne. A történet szerint a fő helyszín, Rendes nevű községnek a közelében lévő nagyobb város, aminek gépgyára is van. A filmben néha csak "Újvár"-ként mondják. A név minden bizonnyal Mosonmagyaróvár nevéből ered.
- Magyarvárad

Erdélyi Mihály Vedd le a kalapod a honvéd előtt! című nagyoperettjének egyik helyszínéül szolgáló falu.
- Mahornyák

Mikszáth Kálmán A Noszty fiú esete Tóth Marival című regényében említett település, mely a Felvidéken fekszik, jelentős tatár közösség lakja.
- Majornok

Fiktív, palócok lakta, felvidéki falu Mikszáth Kálmán műveiben, amit az író valószínűleg a felesége, Mauks Ilona szülőfalujáról, Mohoráról mintázott. A szintén fiktív Bágy patak mentén fekszik. "Majornok igen unalmas kis falu volt, egészen az isten háta mögött elrejtve a nemes vármegye egyik legigénytelenebb szögletében."
- Makátsfalva

Kitalált település Zágon István és Nóti Károly Hyppolit, a lakáj című színdarabjában.
- Makk

Az Irigy Hónaljmirigy show Másfél millió hosszúlépés Magyarországon című epizódjának egyik helyszíne. A község az ország délkeleti részén, a román határ mellett fekszik.
- Makkosborostyán

Egy vasúti mellékvonal egyik végállomása valahol Magyarországon, Moldova György Hitler Magyarországon című szatirikus regényében.
- Makkosfüzítő

A Barátok köztből ismert helyszín, a történet szerint innen származik Kertész Vilmos jelenlegi felesége, Fekete Bözsi mama.
- Makkosszállás

Rendőrkapitánysággal és önkéntes tűzoltósággal is rendelkező település közvetlenül a magyar-ukrán államhatár mentén, az RTL Klub Keresztanyu című, 2020 őszén induló napi sorozatának fiktív helyszíne. A jeleneteket díszletfaluban forgatták, amit a Drága örökösök című sorozat ugyancsak fiktív helyszínét, Ökörapátit megjelenítő díszlet-település nagyszabású átépítésével alakítottak ki.
- Makucska

Falu Zala megyében, Szabó Dezső Feltámadás Makucskán című szatirikus elbeszélésének helyszíne. A szerző későbbi Bölcső Makucskán című elbeszélésében, mint baranyai falu szerepel.
- Malomalja

Móricz Zsigmond Sárarany című regényében említett alföldi település.
- Malonta

Kitalált falu, Tóth Gyula Gábor Az elveszett boszorkány című művében, mely falu a szintén kitalált Nyolcfalva területen helyezkedik el.
- Maracska

Dobray György A Mi Ügyünk, avagy az utolsó hazai maffia hiteles története című filmjében találkozhatunk vele. Tolna megyei település Paks környékén. Bár a település a filmben nincs lokalizálva, de említik, hogy a Paksra közlekedő elrablásra szánt vonat Dunaföldvár felé közelít, ezenkívül megemlítik Bölcske nevét is. A név feltehetőleg Baracskából vagy a Dunaújváros melletti Baracs községből ered.
- Marosvár

Bíró Lajos műveiben szereplő vidéki kisváros.
- Marovány

Község a Felvidéken, Mikszáth Kálmán A szökevények című elbeszélésében.
- Málnás-Újváros

Tersánszky Józsi Jenő Kakuk Marci című regényének egyik helyszíne.
- Mándor

Fiktív település Dobozy Imre Kedd, szerda, csütörtök című kisregényében. A település a szintén fiktív Gáld és Bitta közelében fekszik.
- Máriaostoros

A Gálvölgyi show – avagy játszd újra János! című műsor egyik epizódjában említett település.
- Máriaszepezd

Érintőlegesen említett település Várkonyi Gábor A tönk meg a széle című tévéjátékában.
- Mátrabütykös

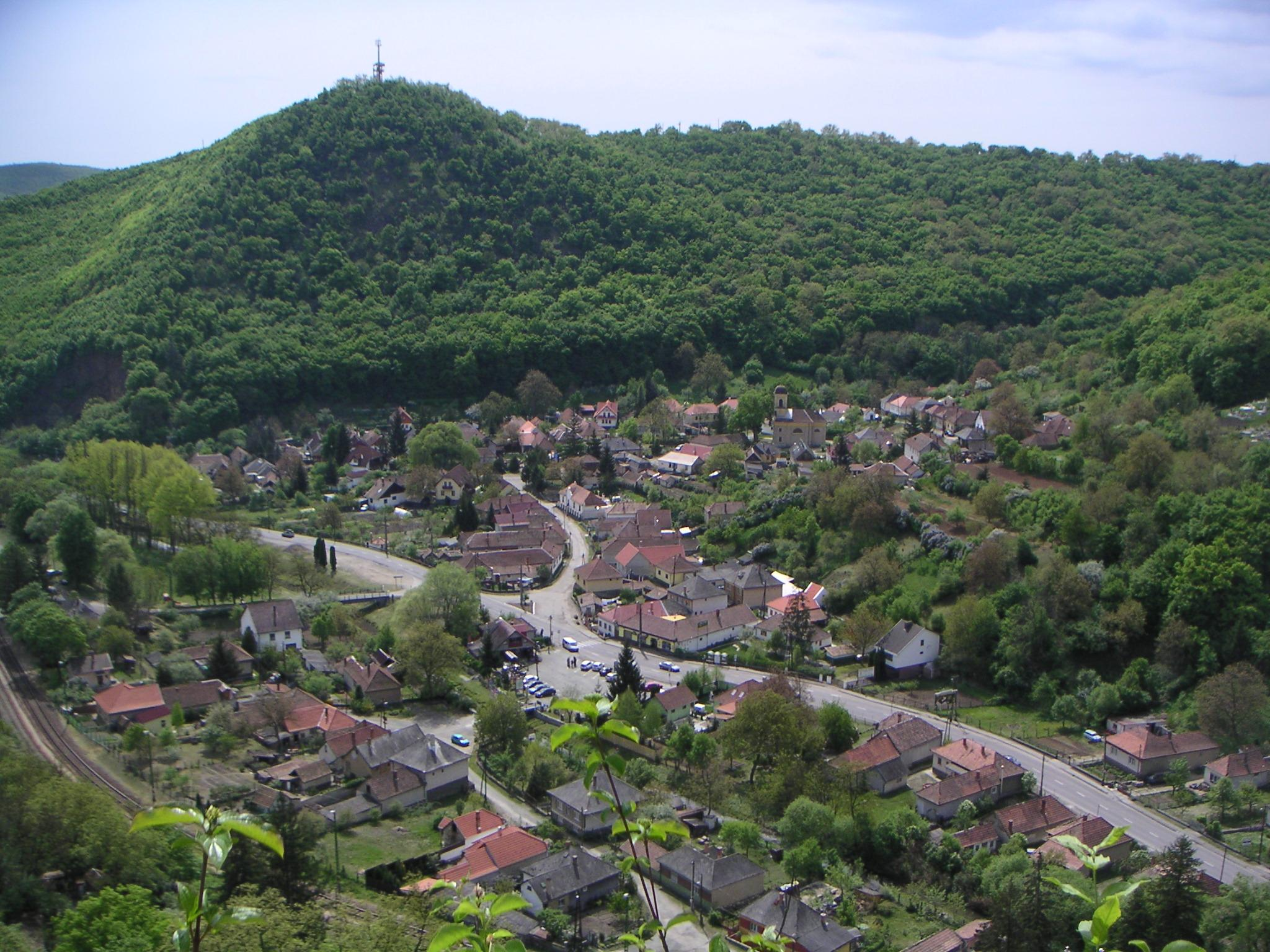
Az Isten hozta, őrnagy úr! című film helyszínéül szolgáló Mátraszentanna a valóságban Szarvaskő.

A Kossuth Rádió Kabarématiné című műsorában említett település.
- Mátraszentanna

Örkény István Tóték című kisregényének fő helyszíne. Község a Mátrában, Eger térségében. Az Isten hozta, őrnagy úr! című filmváltozatában a jeleneteket Szarvaskőn forgatták, ami Eger mellett a Mátra és a Bükk-vidék határában fekszik, tehát a kisregény helyszínével megegyező helyen.
- Mátraszentmiklós

Örkény István Tóték című kisregényében említett település, mely (hasonlóan a cselekmény fő helyszínéhez, Mátraszentannához) a Mátrában található.
- Mátraszék

Rónay György Esti gyors című regényében említett település.
- Mátravárad

Marton Endre Már nem olyan időket élünk! című filmjének egyik helyszíne.
- Mecser

Szabó Magda A Danaida című regényében szereplő város, innen származik a mű hősnője. A várost Debrecenről mintázta a szerző.
- Mecske

A magyar–osztrák határszakasz mentén lévő település a Kántor című tévésorozat Ellopott vonat című epizódjában. A történet szerint ennél az állomásnál térítik el a vonatot. A jeleneteket a Győr–Veszprém-vasútvonal Porva–Csesznek állomásán forgatták.
- Meggyesvárad

Harka Sára Kincső és Karola című meséjében szereplő település.
- Mezernye

Mikszáth Kálmán A Noszty fiú esete Tóth Marival című regényében szereplő felvidéki település, mely a szintén fiktív Bontó vármegyében fekszik.
- Mezőkertes

Az Öregberény című tévésorozatban érintőlegesen említett település. A név feltehetőleg Mezőkeresztesből eredhet.
- Mezőmihályfalva

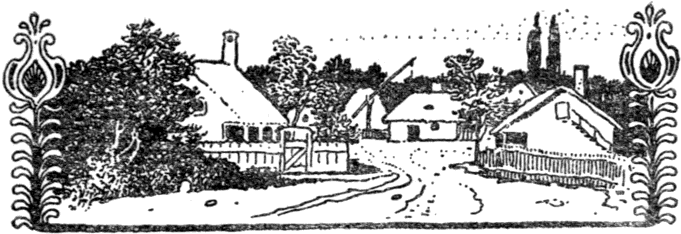
Mezőmihályfalva ábrázolása Az urak 1909-es illusztrált kiadásában. Heyer Arthur grafikája.

Tolnai Lajos: Az urak című regényének helyszíne, falu a Duna közelében, valószínűleg a Kiskunság területén.
- Mezőnemesd

NB2-es futballcsapattal rendelkező fiktív település a Gólkirályság televíziós vígjátéksorozat 2. évadában.
- Mezőszeg

Moldova György A félelem kapuja című regényében szereplő város, mely a szintén fiktív Kerkahidastól 100 kilométerre fekszik.
- Méla

Város, Nádas Péter Protokoll című tragikomédiájának színhelye.
- Mérgespata

Fiktív település az Irigy Hónaljmirigy show Volt egyszer egy Paszulyfalva című epizódjában, csak kórházát említik.
- Mézeskút

Fiktív település Tamkó Sirató Károly Vándor móka című gyermekversében.
- Miklósdomb

Wass Albert Kard és kasza című regényének egyik fő helyszíne, az erdélyi Mezőségben található Cege „álneve”.
- Mindenszentek

Grecsó Krisztián Isten hozott című regényében említett alföldi település.
- Mitér

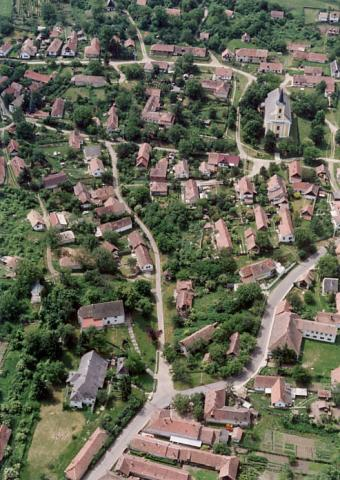
A Mitér községként szolgáló Nagybörzsöny központja légifelvételről.

Békés megyei település Bacsó Péter Te rongyos élet című filmjében, ide telepítették ki a grófokat, gyártulajdonosokat. Neve feltehetőleg a „Mit ér az élet?” kifejezésből ered. A jelenetek nagy részét a Pest megyei Nagybörzsönyben, és a Fejér megyei Pátka vasútállomásán forgatták; néhány jelenet forgatási helyszíne egy Gomba melletti szántóterület, illetve egy Gánt határában fekvő kis tó volt.
- Mocsokpuszta

Az Irigy Hónaljmirigy show Másfél millió hosszúlépés Magyarországon című epizódjának egyik helyszíne. A falu az ország északnyugati részében, az osztrák határhoz közel fekszik. A falu közelében fekszik a szintén kitalált Kiskacor-völgy.
- Modolány

A Na végre, itt a nyár! című film és a belőle készült sorozat fő helyszíne. A jeleneteket Pilisszentlászlón és Pilisszentléleken forgatták.
- Mogyoróújfalu

Az Angyalbőrben című televíziós sorozat Elveszett szakasz című epizódjában találkozhatunk ezzel a településnévvel.
- Mohor

Gáll István A ménesgazda című regényének helyszíne, fiktív település Magyarország déli határánál, Mohácstól délre, annak közelében. A regény alapján készült filmet a bajnai Sándor-Metternich-kastélyban és Répáspusztán forgatták.
- Monostor

Ottlik Géza Buda című regényében a főhős, Bébé ide vonul el vidékre a fővárosból. Monostor a valóságban Gödöllő városa. Ottlik Géza anyja 1924-ben vásárolt itt házat, ahol az író a vakációit töltötte. 1946 és 1954 között itt is élt.
- Mosonfüzes

Határátkelővel rendelkező település Pajer Róbert Ördög vigye című filmjében. A történet szerint itt lép be az országba az ördög és a társa. A név feltehetőleg Rábafüzesből eredhet.
- Mucsa

Moldova György Levél Mucsáról című novellájában szereplő nagyközség, mely a szintén kitalált Alpár megyében fekszik. [A Mucsa településnév, illetve -i képzős melléknévi változata egyébként már jóval korábban megjelent a közbeszédben, az elmaradottságot jelképező helynévként.]
- Murokháza

Esterházy Péter Ujjgyak (2) című cikkében szereplő település.
- Musa

Kitalált Szatmár vármegyei falu, Móricz Zsigmond A fáklya című regényének egyik színhelye. A név a mucsai szó szándékos ferdítése.

### N–NY
- Nádasterebes

Település a Robog az úthenger című filmsorozat Balatoni betyárok című részében.
- Nádori-Csabadul

Település Szabó Magda Az ajtó című, 1987-ben megjelent regényében. Eredetileg két különálló falu, de törvényhatóságilag egyesítették őket. Innen származik Szeredás Emerenc, a regény egyik hősnője (akit a Túrkevéről származó Szőke Julianna valóságos figurájáról mintázott az írónő, ezért feltehetően Túrkevének felel meg Nádori-Csabadul).[forrás?] A regényből készült film ezen községben játszódó részeit Lovasberényben forgatták.
- Nagybábony

Borsod-Abaúj-Zemplén megyei település Örkény István Macskajáték című kisregényében.
- Nagycserés

Kőszegi Imre Szívet cserélni című regényében többször említett, városi ranggal bíró település: a történetben egy alacsonyabb rangú magyar katonatiszt véli azt magáról, hogy ha nem kényszerült volna 1944 után emigrációba, akkor közel egy évtized után már polgármester lehetne a nevezett városban.
- Nagycsép

Fiktív település Szilágyi István Hollóidő című regényében, csak érintőlegesen említik. Nem azonos Csép községgel.
- Nagykút

Nagy Lajos Kiskunhalom című regényében szereplő, Bács-Kiskun megyei falu.
- Nagyfüzitő

Rohonyi Gábor Konyec – Az utolsó csekk a pohárban című filmjében kerül említésre a fiktív Fejér megyei település salakbányája, ott szökött meg a rabló házaspár az őket üldöző rendőrök elől. A film külső felvételeit részben a Balaton-felvidéken, Vigántpetenden és környékén, részben Leányfalun forgatták.
- Nagyhályog

Kitalált lusta, porlepte kis falu az Alföldön (valószínűleg Csongrád megyében), Cserna-Szabó András Félelem és reszketés Nagyhályogon című novellaciklusának színhelye. 
- Nagykakasd

Tolnai Lajos: A báróné ténsasszony című regényének egyik helyszíne, kiskunsági falu.
- Nagymagony

Kitalált település Tolnai Kálmán A Mohikán-galeri című bűnügyi dokumentumregényében, ahol érintőlegesen említik az itteni termelőszövetkezetet.
- Nagyrétfalva

Kitalált falu, Gergely Miklós, Kovács György és Pál György Ütközet a krumpliföldön nevű diafilmjének helyszíne.
- Nagyrozsdás

Korrupcióval és pletykákkal átszőtt, kitalált kisváros, A nagyrozsdási eset című, 1952-ben játszódó, 1957-ben forgatott, de csak 1984-ben bemutatott magyar filmszatírában, annak fő helyszíne. Jellegzetes létesítménye a fürdője; ennek külső felvételeit az óbudai selyemgombolyító épületénél vették fel. 
- Nagyszeredőc

Márton László Ez csak egy hétköznapi látogatás című novellájának, és a belőle készült, Kamondi Zoltán által rendezett Halj már meg! című filmnek a helyszíne. A jeleneteket Salgótarjánban vették fel.
- Nagytárkány

Kováts Miklós Akik a halálból jöttek vissza című vasútbiztonsági kisfilmjének egyik helyszíne, ahol súlyos vasúti baleset történik. Nem azonos a Tisza-partján lévő Nagytárkánnyal.
- Nahátszentpéter

A Gálvölgyi Show című műsor egyik epizódjában említett falu; 9 kilométerre fekszik a szintén fiktív Karacsintól.
- Nászliget

Néhány házból álló dél-nyugat magyarországi település a Kisváros című televíziós sorozat Aknamunka című epizódjában.
- Nekeresd

Kitalált falu, mely több műben is megtalálható, például a Mátyás király és a nekeresdi bírók című mesében. [Maga a helynév egyébként létezik, bár sokan talán nem is gondolnák: Zalaegerszeg egyik városrészét hívják így.]
- Nemesbérc

A Legato című film egyik helyszíne.
- Nemeshidas

Az RTL Klub A Nagy Fehér Főnök című sorozatának fő helyszíne, kitalált, jobb napokat látott ipari kisváros. A kisvárosban játszódó jeleneteket Csepelen forgatták, a Kohász Vendéglő a valóságban a csepeli Bogrács Vendéglő.
- Nemesjános

A Munkaügyek című televíziós sorozat IV. évfolyamának 11., Workplace Consulting című epizódjában hangzik el a neve, amely Nemesvámos eltorzításával, „személynevesítésével” születhetett.
- Nemesdomb

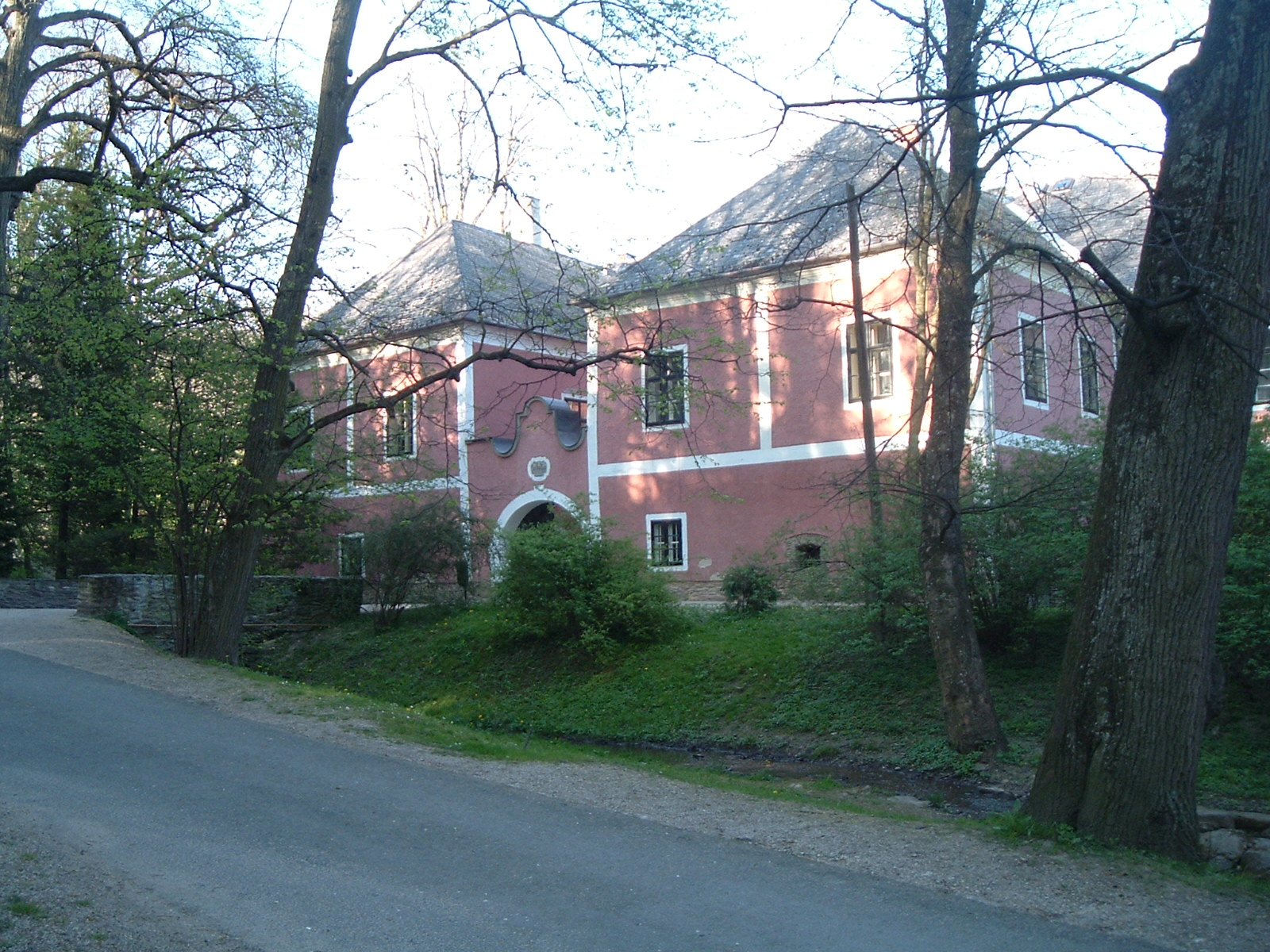
A Baradlay család nemesdombi kastélya a valóságban a bozsoki Sibrik-kastély

Kitalált alföldi falu, Jókai Mór A kőszívű ember fiai című regényében, valószínűleg Debrecen közelében. Itt élt a Baradlay család. A regény filmváltozatának nemesdombi jeleneteit a bozsoki Sibrik-kastélyban forgatták.
- Nosztaháza

Kitalált település a Felvidéken, Mikszáth Kálmán A Noszty fiú esete Tóth Marival című regényében. Ebből a településből származik a történet férfi címszereplője, valószínűleg a nevét is innen kapta.
- Nógrádregmec

A Bors című tévésorozat Borban a szabadság című epizódjában találkozhatunk vele. Határmenti község Vác térségében.
- Nyarad

Fábri Zoltán Életjel című filmjében ide készül utazni a főhős, Borsa, amit a bekövetkezett bányász szerencsétlenség miatt elhalaszt. A név feltehetőleg Nyárád vagy Nyirád nevéből ered.
- Nyárliget

Kelet-magyarországi település Csabai László Sherlock Holmes Nyárligeten című regényében. Nem azonos a Sarródhoz tartozó Nyárligettel.
- Nyíratád

Érintőlegesen említett fiktív település Berkesi András Sellő a pecsétgyűrűn című történelmi-bűnügyi regényében. Az elnevezés Nyíracsád és Nagyatád neveinek elegyítésével születhetett meg.
- Nyírkenderespuszta-Homokfelső

A Robog az úthenger című sorozat Balatoni betyárok című részében említik. A történet szerint innét származik a főszereplő Józsi rendőrismerőse.
- Nyírmadocsa

A Robog az úthenger című tévésorozat egyik helyszíne. A név feltehetőleg Nyírmada és Madocsa nevének elegyítéséből ered. A jeleneteket Pilisszentlászlón forgatták.
- Nyírszamos

Koltai Róbert Világszám! című filmjének egyik helyszíne, az egyik főszereplő (Naftalin) bátyja bebörtönzésétől az 1956-os forradalom kitöréséig az ottani színház kellékese volt. A név arra két városra utal, amelyek támogatták a filmet és a forgatási helyszínek egy részét is adták: Nyíregyháza és a Szamos folyó partján lévő Szatmárnémeti.
- Nyírtenyere

Falu, az Irigy Hónaljmirigy show Másfél millió hosszúlépés Magyarországon című epizódjának egyik helyszíne.
- Nyírugar

Érintőlegesen említett fiktív település Berkesi András Sellő a pecsétgyűrűn című történelmi-bűnügyi regényében.
- Nyöved

Falu, Szilágyi István Messze túl a láthatáron című regényének egyik helyszíne. Nem azonos a romániai Nyüved faluval.

### O–Ő
- Olaszröszke

Mikszáth Kálmán Különös házasság című regényének egyik fő helyszíne. A Zemplénben elhelyezkedő község valódi megfelelője Girincs, mivel itt élt a Dőry család. Az 1951-es filmadaptáció ezen településen játszódó jeleneteit az egri érseki palotában, a pedagógia főiskolában és a székesegyházban forgatták. Az 1984-ben bemutatott tévésorozat itt játszódó jeleneteit a bozsoki Sibrik-kastélyban forgatták.
- Opora

Móricz Zsigmond Forró mezők című regényének fő helyszíne, Szabolcs-Szatmár-Bereg vármegyei, nyírségi kisváros. Alapjául valószínűleg Csobaj szolgált, mivel egy ott történt gyilkosság szolgáltatta az alapot a műhöz.
- Orbác

A Kisváros című televíziós sorozat Hamis pénz című epizódjában találkozhatunk ezzel a településnévvel. Község Magyarország délnyugati részén. A jeleneteket a Baranya megyei Hobolon vették fel.
- Orgonásliget

Kitalált helyszín az Utánam, srácok! című sorozatban, Lillafüred filmbeli megfelelője.
- Oroszvár

A Szentendrei-szigeten lévő település Bacsó Péter Megint tanú című filmjében. A történet szerint itt lakik Pelikán József, és ennek a településnek lesz a polgármestere. Elhelyezkedése miatt nem lehet azonos a ma Pozsonyhoz tartozó Oroszvárral. A név feltehetőleg a forgatási helyszínként szolgáló Kisoroszi nevéből eredhet.
- Oszú

Fiktív helyszín Nyíri János Madárország című regényében, megfelel a létező Tarcal településnek.
- Óbánya

Berkes Péter Az öreg bánya titka című regényének fő helyszíne. Határmenti falu a Hegyköz térségében. Nem tévesztendő össze a Baranya megyében található Óbánya nevű településsel. A filmváltozat jeleneteit Csolnokon forgatták.
- Ógyarmat

Keményffy Tamás Mázli című filmjének fő helyszíne; a forgatókönyv szerint a magyar-osztrák határ mentén található. A film jeleneteit az Észak-Magyarországon található Cserhátszentivánon vették fel.
- Óhát

Rónay György Esti gyors című regényének egyik helyszíne. A település Pest megye déli részén fekszik.
- Ólymos

Város, Szilágyi István Messze túl a láthatáron című művének fő helyszíne, a szintén fiktív Tipród vármegye székhelye.
- Ólymosújfalu

Falu, mely a szintén fiktív Tipród vármegyében fekszik, Szilágyi István Messze túl a láthatáron című művében.
- Ökörapáti

A Drága örökösök című tévésorozat fő helyszíne. A falut Budakeszi és Telki között építették fel, Budakeszi külterületén. Képzeletbeli fekvése némileg ellentmondásos, egyes utalások szerint Borsod megyében, míg máskor (a környező, valóságban is létező települések alapján) úgy tűnhet, Győr-Moson-Sopron megyében található. A díszletfalu nagyszabású átépítésével született később egy új fiktív település, Makkosszállás néven, ott forgatták a Keresztanyu című tévéjáték-sorozatot.
- Ökörszántó

A Drága örökösök című tévésorozat 1. évad 25. részében kerül említésre Ökörszántó (kitalált) és Bágyogszovát (létező) település neve, mint Ökörapáti közelében levő faluk.
- Öregberény

Az Öregberény című televíziós sorozat helyszíne. A jeleneteket Budajenőn és a solymári vasútállomáson forgatták.
- Öregtelep

Kitalált település vagy településrész az Utánam, srácok! című sorozatban.
- Öregvisnyó

A Gyalogbéka című ifjúsági tévésorozatban találkozhatunk vele. A jeleneteket Nagyvisnyón, illetve a szilvásváradi és az ózdi vasútállomásokon, valamint a szarvaskői vasúti megállóhelyen forgatták (még Velence-telep házai is látszódtak), de néhány jelenetet Pilisszentlászlón, Pilismaróton és a Szentendre közelében lévő sikárosi erdészháznál vettek fel.
- Örkényzug

A Gálvölgyi show – avagy játszd újra János! című műsor egyik epizódjában említett település.
- Örvény

Az Öregberény című tévésorozatban tesznek említést róla.

### P
- Pagonytusnád

A Gálvölgyi Show című műsor egyik epizódjában említett, mindössze 30 lelkes település.
- Pajkaremete

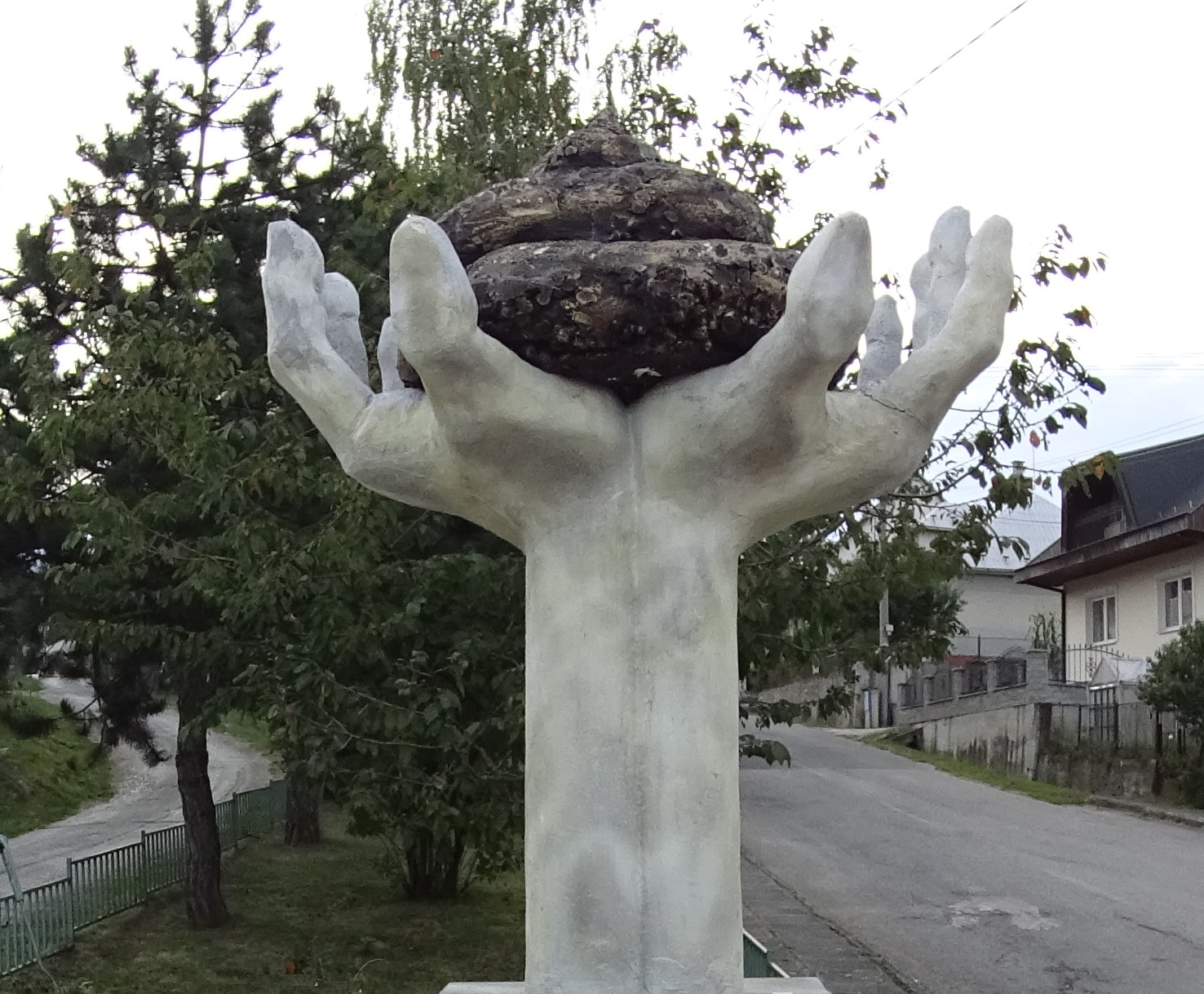
A Pajkaszeg főterén található „modern szobor”, mely a falu jelképe is. Kakaós briósnak mondják, bár elég gyakran mással keverik össze.

A mi kis falunk című sorozatban érintőlegesen említett település.
- Pajkarét

A mi kis falunk című sorozatban találkozhatunk vele. A történet szerint a fő helyszín, Pajkaszeg szomszéd települése, akikkel állandó rivalizálásban állnak a pajkaszegiek. A jeleneteket Pilisszentlélek határában vették fel.
- Pajkaszeg

A mi kis falunk című sorozat fő helyszíne. Komárom megyében található település, aminek eredetileg "Pajtaszeg" lett volna a neve, csak az erősen ittas lakosok remegő kézzel vésték fel a nevét a táblára. Lakosainak száma 147 fő. A jeleneteket az Esztergomhoz tartozó Pilisszentléleken és a Dédai-tó partján forgatták.
- Pajkavölgy

A mi kis falunk című sorozatban érintőlegesen említett település.
- Palánk

Kitalált erdélyi falu, az 1941-ben bemutatott Leányvásár című film egyik helyszíne. Nem azonos a szerbiai Palánk faluval.
- Pallag

Fiktív falu Szentes közelében, Simó Sándor Franciska vasárnapjai című regényében. Innen származik a regény címszereplője.
- Pantallós

Kisváros, az RTL Klub Pokoli rokonok című sorozatának helyszíne, mely a szintén kitalált Tömpös vármegyében fekszik. A jeleneteket egy csillaghegyi stúdióban forgatták.
- Papháza

A Kisváros című televíziós sorozat Mérkőzés című epizódjában találkozhatunk vele. Település Magyarország délnyugati részén. Nem tévesztendő össze a Felvidéken található Papházával.
- Parászka

Felvidéki falu, Mikszáth Kálmán A fekete kakas című elbeszélésének egyik színhelye. A települést a valóságban is létező Peszerény község alapján alkotta meg Mikszáth, Mauks Ilona visszaemlékezései szerint.
- Parlaghát

Moldova György Parlament gebinben című novellájában szereplő település, a „Nincsen hézag” termelőszövetkezet székhelye.
- Pasaháza

A Le a cipővel! című ifjúsági filmben érintőlegesen felbukkanó helynév, itt van a Budapest XI. kerületéből a tényleges helyszínre, a szintén fiktív Alsótörökverőre közlekedő távolsági buszjáratok végállomása.
- Páhokszoboszló

Az I love Budapest című film egyik helyszíne.
- Pálháza

Dunántúli, valószínűleg Fejér megyei település A tizedes meg a többiek című filmben és a belőle készült kisregényben. A film jeleneteit Telkiben forgatták. Nem azonos a Borsod-Abaúj-Zemplén megyei Pálházával.
- Pándok

Kitalált vidéki kisváros Szász Péter Egy kis hely a nap alatt című, 1973-ban bemutatott filmjében, a film szerint a városnak szimfonikus zenekara volt, futballcsapata pedig a Fradi együttesével is játszott. A név legvalószínűbben Pánd és Mándok nevének elegyítésével születhetett meg.
- Párd

Pest megyei település a Budapest–Békéscsaba-vasútvonalon, Nemere László Hívójel című filmjében. A történet szerint ennél a megállónál történik egy súlyos vasúti baleset. A film az 1968-as mendei vasúti baleset alapján készült, amikor Pusztaszentistván megállóhelynél két vonat frontálisan ütközött, tehát Párd feltehetőleg megegyezhet Pusztaszentistvánnal.
- Pávabánya

Hegyvidéki, völgyben elterülő üdülőhely, Parti Nagy Lajos novelláiban. A település mellett fekszik a szintén fiktív Ursula- és Borzafürdő is.
- Pecmereg

Az Irigy Hónaljmirigy show Másfél millió hosszúlépés Magyarországon című epizódjának egyik helyszíne.
- Pelyhes

Téglagyárral rendelkező határmenti település Magyarország délnyugati részén. A Kisváros című televíziós sorozat Túszdráma a vonaton című epizódjában találkozhatunk vele. A jeleneteket Pilisjászfalun forgatták.
- Perence

Kisváros, Győri Péter Szörnyetegek és bolondok című művének fő színhelye.
- Perenyevackor

Az Üzenet a jövőből – A Mézga család különös kalandjai rajzfilmsorozat Távszerviz című epizódjában érintőlegesen említett vidéki település, "Új Barázda" (vagy "Új Garázda"?! nem érthető pontosan) Tsz. nevű termelőszövetkezetéről ismert.
- Peretnek

A Dollárpapa című film fő helyszíne. A filmet Nagykőrösön forgatták.
- Perezd

Kosztolányi Dezső Pacsirta című regényének 2022-ben bemutatott filmváltozatában szereplő település. Ide utazik egy hétre a címszereplő.
- Perjevámos

Falu, mely a szintén fiktív Tipród vármegyében fekszik, Szilágyi István Messze túl a láthatáron című művében.
- Petlend

Gárdonyi Géza műveiben szereplő település.
- Petrezselyemvár

Esterházy Péter Ujjgyak (2) című cikkében szereplő település.
- Pécelmocsolád

A Gálvölgyi show – avagy játszd újra János! című műsor egyik epizódjában említett település.
- Pécsasszonyfa

A Gálvölgyi show – avagy játszd újra János! című műsor egyik epizódjában említett település.
- Pétermizse

A Frici, a vállalkozó szellem című sorozatban találkozhatunk vele. A név feltehetőleg Lajosmizséből ered.
- Péterpuszta

Szomaházy István Egy éjszaka Péterpusztán című elbeszélésének helyszíne, vidéki falu és udvarház.
- Pikkes

A Gálvölgyi show – avagy játszd újra János! című műsor egyik epizódjában említett település.
- Piliscsávoly

Falu, Csáth Géza A kút című elbeszélésének helyszíne. Nevének előtagja alapján feltehető, hogy a Pilis hegységben található. Nem azonos a Bács-Kiskun megyei Csávoly községgel.
- Piliskéve

Az Aranyélet című sorozatban érintőlegesen említett település. 
- Pilisrátót-Cicekfalva

Az Index.hu Napirajz rovatának egyik miniképregényében érintőlegesen említett település. Az itt készülő élelmiszeripari termékek csomagolásán a neve rövidítve szerepel, „Mede in PRC” formában.
- Pilisszentgerő

Fiktív helynév Czakó Gábor író Eufémia című regényében. Nevének előtagja alapján feltehető, hogy a Pilis hegységben található.
- Pirosujhely

Kitalált település Mamcserov Frigyes Csak egy telefon című zenés filmjében, Piros megyében. Annyi derül ki róla a filmből, hogy van matematikai gimnáziuma, a különféle korábbi kalamajkák után, a film utolsó szakaszától itt folytatja középiskolai tanulmányait a fiatal főhős. A film egyes jeleneteiből ítélve a települést az M3-as autópályán lehetett megközelíteni, egy helyen látható egy útjelző tábla is, ahol a neve rövid u-val írva szerepel.
- Pockos

Falu, Zádori Bence Banyaláz és Pockosi vész című regényeinek helyszíne.
- Pogányszentgyörgy

A Frici, a vállalkozó szellem című sorozat helyszíne. A név feltehetőleg a forgatási helyszínnek, Tatárszentgyörgynek a filmesek által megváltoztatott neve.
- Pókahegyes

Fiktív, hetven házból álló falu Dobozy Imre Kedd, szerda, csütörtök című kisregényében.
- Polyákpuszta

Fiktív falu Dobozy Imre A tizedes meg a többiek című kisregényében. A falu valószínűleg Fejér megyében fekszik.
- Pongrácbánya

Kisváros az ország keleti határa mentén, Czető Bernát László Veszettek című regényének helyszíne. A regény filmadaptációjában a város nevét Tarnádra módosították.
- Pórakút

Fiktív település Örkény István Glória című, 1956-os kisregényében. A községet valószínűleg Sztálinvárosról mintázhatta, mivel a Déry Tiborral itt töltött időszakának tapasztalataiból született meg a kisregény. Ugyancsak elhangzik a helynév – érintőlegesen – Esztergályos Károly Bevégezetlen ragozás című, az örkényi egypercesek világát idéző, több különálló epizódból álló filmjének Ólmos eső című epizódjában is.
- Porkövesd

Sarbu Aladár Töredék, Tűnődő, illetve Tájkép tóval című regényeiben szereplő település, mely valószínűleg Pilisvörösvárral azonos.
- Porlód

Temesi Ferenc Por című szótárregényének fő helyszíne. A regény számos szereplője, fordulata és egyéb momentuma jelzi, hogy a regénybeli város vitán felül Szegeddel azonos (a regényben még Porlód-térkép is található, amely pontosan megfeleltethető a csongrádi megyeszékhely térképének). A helynév, azonos jelentéssel felbukkan az író számos későbbi művében is.
- Porvár

A kitalált Taksony vármegye székhelye Eötvös József A falu jegyzője című regényében.
- Posványos

Baktai Ferenc kabarészámaiban szereplő város, mely a szintén fiktív Krahács megye székhelye (bár Lóvár is székhelyként szokott szerepelni).
- Pöcehát

A Szeszélyes című szórakoztató műsor ötödik epizódjában szereplő település.
- Pötke

A Napirajz című humoros webképregényben felbukkanó fiktív település, a sorozat fő helyszínének számító Szecső közelében; az ottani erdő legmagasabb fája varázserővel bír. Felbukkan a képregény-sorozat más epizódjában is, amely szerint 8 kilométerre fekszik. Hogy mitől, az nem derül ki egyértelműen, de a Napirajz-univerzum jellegzetességei alapján feltehetőleg a szintén fiktív Szecsőtől.
- Puppental

Bányászfalu Parti Nagy Lajos novelláiban. A falu Tiszaújváros közelében fekszik, a szintén fiktív Kis- és Nagy-Tongyó vidékén, az Ewiggrau fennsík keleti oldalán, Csőpép község mellett.
- Pusztaszemere

A Barátok közt című sorozatban itt zajlik a „víz-projekt”. Az egyik epizódban utalnak rá, hogy a forgatókönyv szerint a település Győr közelében van, eszerint elképzelhető, hogy a névadást Győrszemere neve ihlette.
- Pusztaszomaj

Boross Martin Nyersanyag című filmjének fő helyszíne, zsákfalu. A jeleneteket öt Somogy megyei településen: Somogyszentpálon, Gadányban, Kelevízen, Somogyzsitfán és a somogyvámosi Krisna-völgyben forgatták. Nem azonos az Abádszalókhoz tartozó Pusztatomajjal, de utóbbinak talán szerepe lehetett a névválasztás ihletésében.

### R
- Rabiráz

Fiktív település Tamkó Sirató Károly Vándor móka című gyermekversében.
- Rablóvágás

Település Moldova György A beszélő disznó című szatirikus kisregényében.
- Radosháza

A mi kis falunk című sorozatban érintőlegesen említett település.
- Radva

Fiktív kisváros Szilágyi István Hollóidő című regényében.
- Rakonca

Babits Mihály Kártyavár című regényének egyik helyszíne, Duna menti falu Pest vármegyében. Szomszédságában fekszik a szintén fiktív Újváros.
- Raplód

Falu, egyik színhelye Mohácsi János, Mohácsi István és Kovács Márton Egyszer élünk, avagy a tenger azontúl tűnik semmiségbe című színművének. A falut a lovasberényi események ihlették, amelyek során 1946-ban a szovjet katonák és a lakosok közt kialakult konfliktus következményeként a Gulágra vittek öt lakost színjátszás közben. Mohácsi későbbi rendezéseiben is szerepel a falu, például a szombathelyi Mágnás Miskában vagy a marosvásárhelyi Az öreg hölgy látogatásában is. 
- Rábahabosi

Az Irigy Hónaljmirigy show Pityu TV című epizódjában szereplő, Rába melletti falu.
- Rácmedgyes

Gaál Béla 1935-ben bemutatott Budai cukrászda című filmjében találkozhatunk vele, ott a történet szempontjából kisebb jelentőségű, de mégis lényeges helynév.
- Rácpácegres

Lázár Ervin meséiben előforduló helység, melynek elnevezését gyerekkori lakóhelye, Alsórácegrespuszta nevéből alkotta meg.
- Rákosfalu

Wiedermann Károly A holtak visszajárnak című filmjének egyik helyszíne. A név minden bizonnyal Rákosfalva nevéből ered, a filmben az egyik főszereplő először ezt a nevet említi, majd korrigálja magát, hogy tévesen mondta.
- Rákosmákos

Egy budapesti, a központtól nagyon távol eső városrész elnevezése Temesi Ferenc műveiben. A regényekben említett jellegzetességei alapján (megközelítési útvonal, a városrész egykori ismert lakói) a név szinte biztosra vehetően Rákoshegyet takarja.
- Rátót

Több régi, a vidéki elmaradottságot csúfoló klasszikus falucsúfoló („rátótiáda”), továbbá Schwajda György A rátóti legényanya című regénye és az abból született, A legényanya című film színhelye. Egyes források szerint e csúfolók Gyulafirátótról szólnak, de mind az ottani lakosok, mind a két másik hasonló nevű magyarországi településen (Rátóton és Vácrátóton) élők el szoktak határolódni a rátótiádák által megjelenített nagy mérvű együgyűségtől, ezért az anekdotikus, illetve az említett regényben és filmen is megjelenített település inkább fiktívnek tekinthető. A filmet Gyermelyen forgatták.
- Recelápos

Fiktív település, melynek állítólagos kempingtábora kerül szóba a Vakáción a Mézga család első részében.
- Redecs

Fiktív település Budapesttől 60 kilométerre, Szabó Magda Alvók futása című novellájának egyik színhelye.
- Redéc

Fiktív falu Dobozy Imre A tizedes meg a többiek című kisregényében. A falu valószínűleg Fejér megyében fekszik.
- Regő

Kitalált település Fehér Béla Médiamalom című glosszájában, szomszédos Bátylakával.
- Rekettyés (Mikszáth Kálmán)

Mikszáth Kálmán A Noszty fiú esete Tóth Marival című regényében szereplő falu, mely a Felvidéken fekszik.
- Rekettyés (Móricz Zsigmond)

Móricz Zsigmond Sárarany című regényében szereplő alföldi település.
- Remeteháza

Vékes Csaba Lepattanó című filmjének helyszíne. A kisvárosban játszódó jeleneteket Vácott forgatták.
- Rempe

Mág Bertalan Zsákutca című regényében és a Megtörtént bűnügyek című tévésorozat e regényből készült, A kiskirály című epizódjában találkozhatunk vele; Rába-parti község Vas megyében. Az elnevezés születése összefügghet a létező, és ténylegesen a környéken található Nemesrempehollós településsel, amit az is bizonyíthat, hogy a könyv szerint Rempe község közvetlen szomszédságában egy Hollós nevű település található. (A település 1937-ben Nemeshollós és Rempehollós nevű települések egyesítésével jött létre). A jelenetek egy részét a Pest megyei Kóspallagon vették fel.
- Rendes

Bán Frigyes Felmegyek a miniszterhez című filmjében találkozhatunk ezzel a községgel.
- Repcsány

Fiktív észak-magyarországi, borsodi kistelepülés, a Hacktion: Újratöltve című televíziós sorozat Falazásban profi című epizódjában. A sztori szerint a településnek korábban cementgyára volt, a falu iskoláját egy budapesti építési vállalkozó a halála előtt nagy összeggel támogatta; a magas munkanélküliség miatt a munkaképes helyi férfiak egy része ugyanezen vállalkozó fővárosi építkezésein talált munkát.
- Revek

Fiktív síksági kisváros, mezőváros Szilágyi István Hollóidő című regényének egyik színhelye, valószínűleg Dél-Magyarországon helyezkedik el. A kisvárosból indul a szintén fiktív Karós út, mely összeköti az úgyszintén kitalált Bagos településsel.
- Répavár

Esterházy Péter Ujjgyak (2) című cikkében szereplő település.
- Réterdős

Fiktív vidéki település, Kiss Márton Angéla evangéliuma, avagy a réterdősi patkányfogó című színdarabjának helyszíne. Egy kritika szerint az amúgy saját színházzal rendelkező helység valahol a MÁV ibusári szárnyvonala mentén fekhet (ez utóbbi persze ugyancsak fiktív helynév).
- Rigókő

Észak-dunántúli (Vas megyei) kisváros, Szabó Csongor Péter azonos című – horrorelemeket sem nélkülöző – misztikus thrillerjének színhelye. A regénybeli város mindennapjai kedélyes viszonyok között telnek, a mélyben azonban egy vérfagyasztó, soha be nem vallott gyilkosság emlékezete búvik meg.
- Rigóvár

A 2017 májusi középszintü magyar nyelv- és irodalom érettségi feladatsor gyakorlati szövegalkotás részében szereplő település.
- Rizseshurkád

Temesi Ferenc műveiben szereplő település, mely a szintén fiktív Csömör megyében található.
- Rokoca (Rokocza)

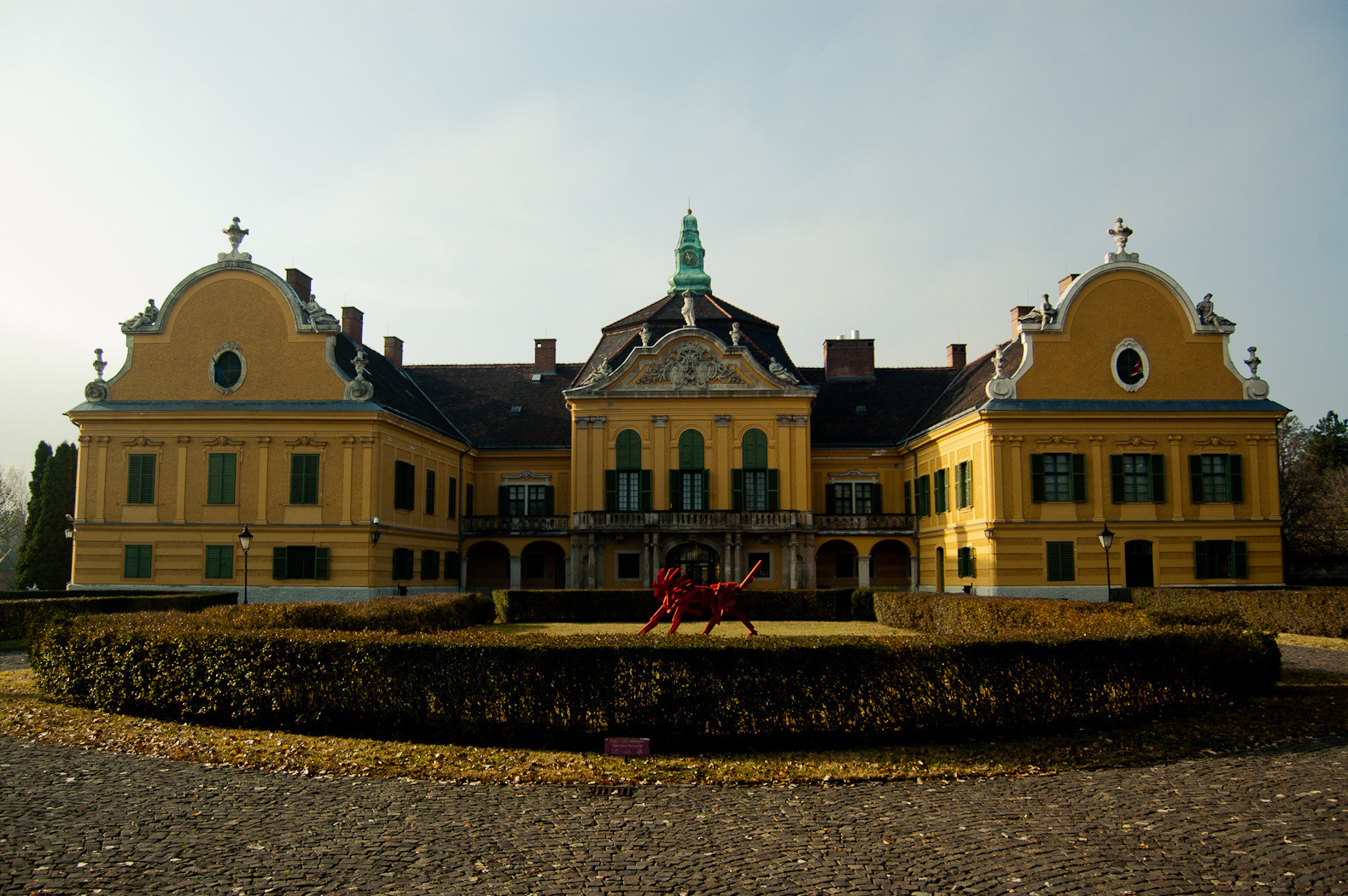
A rokocai kastély valójában a Nagytétényi Kastélymúzeum épülete.

A Bátrak földje című, 2020-ban indult magyar filmsorozat fő helyszíne, városi ranggal bíró település. Egy kisebb folyó mentén fekszik, amelynek neve azonban az eddig leadott epizódokban nem hangzott el. Ezidáig annyi vált még ismertté vele kapcsolatban, hogy nem megyeszékhely, távol esik Pesttől és a határában emelkedő hegyekről „messzi havasok” is látszódnak. Kiderült még, hogy a környező, nem túl közeli városok egyike Bodzaszőlős, ahol a cselekmény kezdete idején kolerajárvány tombolt. A 18. epizódból az is kiderül, hogy a városban gimnázium is van. A jelenetek túlnyomó többségét a Nagytétényi Kastélymúzeum épületében és parkjában, illetve a szentendrei szabadtéri néprajzi múzeum területén forgatták.
- Rózsakertes

Sz. Karker Mária Kísértetház című regényének helyszíne.
- Rózsavár

Dévényi Tibor A Tökéletes Robot című, 2097-ben játszódó, tudományos-fantasztikus kisregényének kitalált színhelye, hatszámjegyű lélekszámmal rendelkező nagyváros.
- Rögöcse

Nagyközség valahol Magyarországon, Tóth-Máthé Miklós A rögöcsei csoda című komédiájának színhelye. A mű filmváltozatát javarészt debreceni, hajdúnánási és pocsaji helyszíneken forgatták.
- Rődely

Fiktív kisváros Szilágyi István Hollóidő című regényében.

### S–SZ
- Sádvár

Fiktív település Kamondi Zoltán Az alkimista és a szűz című filmjében. Nem összetévesztendő Szádvárral.
- Sáfrányos

Kováts Miklós Akik a halálból jöttek vissza című 
vasútbiztonsági kisfilmjének egyik helyszíne.
- Sajókút

Fábri Zoltán Életjel című filmjében találkozhatunk ezzel a településsel. Bányásztelepülés Észak-Magyarországon. A film az 1952-es szuhakállói bányaszerencsétlenséget dolgozza fel, tehát feltehetőleg a település megegyezhet Szuhakállóval.
- Salátakatáng

Esterházy Péter Ujjgyak (2) című cikkében szereplő település.
- Sándorpuszta

Észak-magyarországi falu, "melyet keletről a Börzsöny övez, nyugatról az Ipoly", Háy János Dzsigerdilen című regényének egyik színhelye.
- Sáraság

Alföldi falu Grecsó Krisztián műveiben. A település a szintén fiktív Fekete megyében található. A falut Szegvárról mintázta a szerző.
- Sárdvölgy

Fiktív lepusztult, romos, mocsárban és vízben úszó falu Kamondi Zoltán Az alkimista és a szűz című filmjében. A faluban játszódó külső jeleneteket a romániai Bözödújfaluban forgatták.
- Sármező

A Csere Rudi című ifjúsági film egyik helyszíne.
- Sárosbütykös

Kitalált település az Öregpatak folyása mentén, Kozár Gábor Aranyláz Sárosbütykösön című novellájában; határában fogták el egy ötvenkét rendbeli betöréses lopást elkövető bűnbanda egyik tagját. Sajnálatos módon csak az egyiket. A település és annak EztRád nevű zenekara a szerző más novelláiban is felbukkan.
- Sárpuszta

Cseres Tibor Fekete rózsa című regényében szereplő észak-dunántúli kisközség, mely közelében fekszik a szintén fiktív Angyalos és Királyszállás.
- Sárrév

Saád Katalin Csupaszon című, az 1980-as években írt regényének színhelye, ami a két világháború közti időszakban arzénnel elkövetett emberölések sora miatt vált hírhedtté. A szerzőnek az 1929-ben felfedezett tiszazugi gyilkosságsorozat központi helyszínén, Nagyréven volt tanyája, s a regényének is az ott hallott történetek szolgáltatták az alapötletét.
- Sárszeg

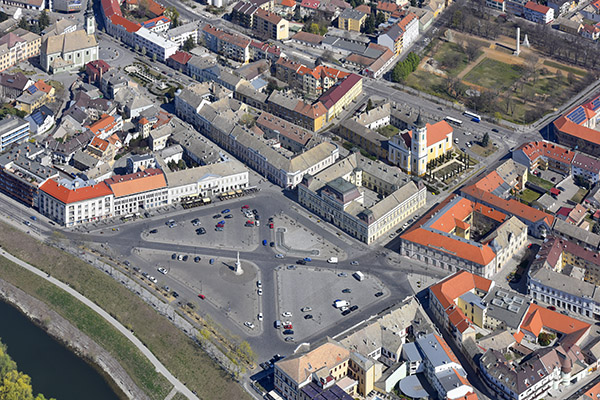
A Sárszeg főterén: a Széchenyi téren játszódó jeleneteket Ranódy László filmjeiben a bajai Szentháromság téren forgatták.

Kosztolányi Dezső Pacsirta, Aranysárkány és Esti Kornél című regényeinek színhelye, egy poros, istenháta mögötti, alföldi kisváros, ahogy a neve is mutatja. A város mintájául Kosztolányi szülővárosa, Szabadka szolgált. A regényekből készült filmadaptációkat Baján és a Kecskeméti Katona József Nemzeti Színházban forgatták. A Pacsirta második filmváltozatának felvételei a Pesti Magyar Színházban és környékén készültek.
- Savanyúkút

Fiktív település Szűts László A kormányzó úr medvéi című regényében, mely Derenk falu (a könyvben csak D.) 1940 körüli kiürítésének történetét dolgozza fel; a legtehetősebb d.-iek költöztek ide. A névválasztást bizonyára a Szendrőhöz tartozó Büdöskútpuszta ihlette, ahova valóban telepítettek derenki lakosokat. Nyilvánvalóan nem azonos a település az ausztriai, Bécsújhely mellett fekvő és valóban létező Savanyúkúttal (hivatalos neve Bad Sauerbrunn).
- Sereges

Fiktív település Tamkó Sirató Károly Vándor móka című gyermekversében.
- Solymosd

A Micike és az Angyalok című ifjúsági film fő helyszíne.
- Somogymogyoród

Az Üzenet a jövőből – A Mézga család különös kalandjai című rajzfilmsorozat Im-bolygó című epizódjában említett település, itt élnek Mézga Géza rokonai. Nevének előtagja alapján valószínűleg Somogy megyében fekszik.
- Somorja

Érintőlegesen említett helység Berkesi András A fekete mappa című bűnügyi regényében, az egyik szereplő rokonságának volt ott korábban földbirtoka. Székesfehérvárhoz közel fekszik, nem lehet azonos a létező, felvidéki Somorjával. Mivel azonban a regény jobbára létező helyszíneken játszódik, az sem kizárható, hogy a szerző esetleg tévesztésből fakadóan használta ezt a nevet, a Fehérvárhoz valóban közeli Soponya helyett.
- Somoród

Többször, bár jobbára érintőlegesen említett helység Berkesi András Hűség című politikai regényében. Könnyen lehet, hogy a név szerzői vagy szerkesztői figyelmetlenség szüleménye: első ízben ugyanis még Somodor formában jelenik meg (a könyv 51. oldalán), mint a mű egyik fő helyszínét, Somogyfajszot környező települések egyike, márpedig Somodor valóban viszonylag közel fekszik a nevezett községhez. A névválasztást, ha nem puszta betűcsere állt a hátterében, Somodor, Homorúd és a Homoród- előtagú településnevek elegyítése szülhette.
- Sonk

Németh László Emberi színjáték című regényében szereplő település, valószínűleg a Tolna megyei Gyönk „átkeresztelése”.
- Sotonya

Fiktív község, nevét a Gálvölgyi Show 1992-es szilveszteri epizódjában említik.
- Sók

Magyarország nyugati szegletében lévő, kitalált kisváros, Rakovszky Zsuzsa: Szilánkok című regényének helyszíne.
- Sót

Babits Mihály Tímár Virgil fia és Halálfiai című regényeiben szereplő Duna-parti kisváros, az író Pécsről mintázta, ahol rokonai éltek.
- Sóvár (Mikszáth Kálmán)

Mikszáth Kálmán Gavallérok című kisregényében szereplő Sáros vármegyei falu.
- Sóvár (Moldova György)

Moldova György Szálljon a dal! című kisregényének egyik helyszíne, nagyváros, a szintén fiktív Csongor megye székhelye.
- Sölmöktótfalu

Fiktív dél-alföldi falu Deák Krisztina Jadviga párnája című filmjében. A község lakosságát túlnyomórészt magyarországi szlovákok alkotják, nevének egyik közbenső tagját is bizonyára innen kapta. A film ezen faluban játszódó jeleneteit az alapul szolgáló regény írója, Závada Pál szülőhelyén, Tótkomlóson forgatták. [Míg a film ezáltal egyértelműsíti a helyszínt, addig a regényben homályban marad a név.]
- Sutyorka

Fiktív község, Milbacher Róbert Tátiti Tibike, a világ utolsó táviratkihordója gondol egy merészet című meseregényének helyszíne.
- Süle

Thurzó Gábor A szent című regényének egyik fiktív nyugat-dunántúli helyszíne, itt állatorvos a történet egyik kulcsszereplője, a nyilvánvalóan a Jézus Társaságáról mintázott kitalált szerzetesrend, a Szent József Fiainak Társasága mintatehenészetében.
- Süttőlapocka

Dél-dunántúli település Örkény István Fellendülés a sportszeriparban című egyperces novellájában, a település határában a Déldunántúli Mélyfúró Vállalat kutatói kőolajat kerestek, amikor egy fúrásból 2200 méteres mélységből a földgázkitörést követően teniszcipők lövelltek az égbe. A Pécsi Nemzeti Színház által készített rövidfilmfeldolgozást a Pécsi erőmű előtt vették fel.
- Szabadlak

Kitalált település a 16. századi Magyarországon, a Balatontól északra, a Kolozsvári Grandpierre Emil azonos című regényéből készült, A törökfejes kopja című, 1973-ban bemutatott kalandfilm egyik fő helyszíne. Az itteni jeleneteket főleg Tinnye határában és más közeli, pilisi helyszíneken vették fel.
- Szacsa

Sas Tamás Rosszfiúk című filmjének helyszíne. A városi jeleneteket Esztergomban, az intézetben játszódó jeleneteket pedig a csobánkai Margitliget kastélyában forgatták.
- Szakály

Érintőlegesen említett település Berkesi András Barátok című regényében. Valahol a Dél-Dunántúlon fekszik, de így is valószínűtlen az azonossága a ténylegesen létező, Tolna vármegyei Szakály községgel, mert a történet szerint annál jóval közelebb fekszik a Drávához, alig tíz kilométer a távolsága a regény fő színhelyének számító, ugyancsak fiktív (a történetvezetés alapján talán Szentlőrinc helyére lokalizálható) Bodajktól. Fekvése alapján talán Sellyével azonosítható.
- Szalkány

Mikszáth Kálmán Gavallérok című kisregényében szereplő Sáros vármegyei falu.
- Szalmafalva

Kitalált falu Bálint Ágnes Mazsola című meseregényében.
- Szamosháza

Végh Antal Jégzajlás című kisregényének egyik fő helyszíne, 18 kilométerre fekszik Szatmárnémetitől, a Szamos folyó közelében. Említi az író az A boldogtalan ember című novellájában is, amely kötetben a Forgatás című könyvében jelent meg. Termelőszövetkezettel és vasútállomással, de egyre kevesebb kilátással rendelkezik; egyik szomszédja a szintén fiktív Csirkéd.
- Szarvascsanád

Kitalált település, az Echo TV Szigorúan ellenőrzött mondatok című műsorában említik. A felvételt viszont nem adták le a televízióban.
- Szárcsapuszta

Magyar József Illatos út a semmibe című filmjében hangzik el ennek a településnek a neve.
- Szártő

Nagy Lajos Kiskunhalom című regényében szereplő, Bács-Kiskun vármegyei falu.
- Szecső és Szecső–Tibortelep

A Napirajz képsorainak egyik fő helyszíne, fiktív, valaha jobb napokat látott magyar kisváros. Itt található többek között a Gébics söröző is, a képsorok több visszatérő szereplőjének törzshelye. Legalább egy villamosjárata is van, illetve itt működik a Kondás Imre Szakközépiskola.
- Szegényrét

Budapest szegény, lakótelepi része Árkus József 1987-es szilveszteri Szuperbolájában, ahol a magyar család, "Takács 2"-ék laknak. Itt él Román szomszéd, aki Horvát szomszéd szerint lopja az áramot, valamint itt laknak Ny-Németék és K-Németék egy hatalmas, közös, ámbár fallal kettéválasztott lakásban, és Tót szomszédék is, akik azonban szilveszter este nem tartózkodnak odahaza, ugyanis a hétvégi vízlépcsőjüket építgetik Gabčíkovón. Lakóit az akkori európai államok, névadását az abban az évben indult Szomszédok című tévésorozatban is szereplő Gazdagrét ihlette.
- Szekcső

Részben német nemzetiségiek lakta település, a női főszereplő otthona Szász János Örök tél című tévéfilmjében. Minden bizonnyal nem azonos a Baranya vármegyei Dunaszekcsővel, mert a filmben az hangzik el, hogy Tolna vármegyében fekszik. [Valószínűleg Kaposszekcsőre gondoltak.] A forgatáshoz szükséges dél-dunántúli sváb környezetet az alkotók a szentendrei Skanzenben találták meg.
- Szekcsővár

Tömörkény István Lapunk alapítása és elmúlása című novellájában szereplő, kitalált település; a címben említett lapja a Szekcsővár és Vidéke. Mivel Tömörkény valóban újságíróként dolgozott – az idők során több lapnál is – Szegeden, Szekcsővárnak legalább részben a csongrádi megyeszékhely szolgálhatott mintájául.
- Szekeresbogáncs

Lázár Ervin Állatmese című művében említett település.
- Szekeresd

Fiktív település Tamkó Sirató Károly Vándor móka című gyermekversében.
- Szelény

Érintőlegesen említett, kitalált település Vitézy László Békeidő című, 1979-ben készült filmjében (a közös tanácsú település neve körülbelül 47 perc 30 másodperc után hangzik el a filmben). Nyilvánvalóan nem azonos a létező, felvidéki Szelény községgel.
- Szénás

Kitalált település a Gyalogbéka című televíziós sorozatban, melynek az itt játszódó epizódjait Tóalmáson és a putnoki vasútállomáson vették fel.
- Szentalj

Zsombolyai János Kihajolni veszélyes! című filmjében találkozhatunk ezzel a településnévvel. A névválasztás feltehetőleg összefügg a Baranya vármegyei Szentlászló község nevével, amely község szomszédos a film forgatási helyszínéül szolgáló Almamellékkel.
- Szentandrás

Érintőlegesen említett település Rozványi Dávid Éjszaka egy halott asszony ágyában című történelmi regényében, lokális központ Budapesttől északra, így talán megfelelhet Szentendre városának.
- Szentdiófás

Parti Nagy Lajos Sárbogárdi Jolán: A test angyala című művében szereplő település.
- Szentimre

Az Állomás című televíziós sorozatban találkozhatunk vele. Település a magyar-román-szerb hármashatárnál.
- Szentkajár

Érintőlegesen említett település Horváth Péter Csaó, Bambínó! című színdarabjában, és a belőle készült tévéfilmben.
- Szentkatalin

Határmenti település Magyarország dél-nyugati részén. A Kisváros című televíziós sorozat Túszdráma a vonaton című epizódjában találkozhatunk vele. A név feltehetőleg a fő forgatási helyszín Szigetvár közelében lévő Baranya vármegyei Szentkatalin községből eredhet, de a sorozatban lévő település nem azonos a valóságban létező településsel. A jeleneteket Piliscsabán vették fel.
- Szentkereszt

Alföldi város, Kristóf Attila A menyét éjszakája című regényének egyik érintőlegesen említett színhelye; az itteni MEDOSZ focicsapata a megyei bajnokságban szerepelt.
- Szentlacháza

A Gálvölgyi show – avagy játszd újra János! című műsor egyik epizódjában szereplő település.
- Szentlászló

Érintőlegesen említett, bazilikával rendelkező – ez alapján vélhetően a létező, azonos nevű helységek egyikével sem azonos – település Hajdufy Miklós Kéz kezet mos című, Herczeg Ferenc azonos című írásából készült tévéjátékában.
- Szentmáriarét

Kitalált falu Ambrus Mária és Zsótér Sándor Gyilkosság meghirdetve című színdarab-fordításában, melynek eredeti szerzője Agatha Christie volt. A név a főszereplő, Miss Marple angliai lakhelye, St. Mary Mead magyarított változata.
- Szentmárton

Kisváros, Gábor Andor Dollárpapa című komédiájának helyszíne. Nem azonos a romániai, szlovákiai és horvátországi Szentmárton falvakkal. A filmben Peretnek-ként szerepel.
- Szentpatak

A Gálvölgyi show – avagy játszd újra János! című műsor egyik epizódjában említett település.
- Szentvázsony

Az Aranyélet című televíziós sorozat egyik helyszíne, Zebegény községből kölcsönzött helyekkel. A Miklósi Janka nevű szereplő itt indult polgármesteri posztért.
- Szennyeshalom

Kitalált, 342 fős lélekszámmal bíró település, az Echo TV Szigorúan ellenőrzött mondatok című műsorában említik. A felvételt viszont nem adták le a televízióban.
- Szépasszonyfalva

A Bükk hegység alján, Matyóföldön elterülő falu Bródy Sándor Kaál Samu című novellájában.
- Szepetlelke

A Linda című tévésorozat Pop-pokol című epizódjában találkozhatunk ezzel a fiktív településnévvel. A történet szerint innét lopnak el brilliánsokat.
- Szepezd

A Munkaügyek című televíziós vígjáték-sorozat visszatérő motívumai közé tartozik a „Szepezdi Köztisztviselő Találkozó”. Említés szintjén néhány korábbi epizódban is felbukkant ez a képzelt rendezvény, de a III. évad 8. epizódja (Műkedvelő előadás) kifejezetten a munkaügyesek e találkozóra való felkészüléséről, és az ottani fellépésükről szólt. A Köztisztviselő Találkozón zajló jeleneteket a solymári művelődési ház színháztermében forgatták. A név nyilván Balatonszepezd nevéből ered, de a sorozatban a Balaton- előtag sehol sem hangzik el.
- Szépkert

Veszprém környéki település a Kántor című tévésorozat Havas történet című epizódjában. A történet szerint van itt egy lovasudvar, aminek a tulajdonosai törvénytelen úton szerzik a jövedelmük nagy részét. A jeleneteket Porva-Szépalmapusztán vették fel.
- Szépvölgy

Vidéki falu Szabó István Zárójelentés című filmjének fő helyszíne. A faluban játszódó jeleneteket Zebegényben forgatták. Nem azonos a valóságban is létező, Budapesthez tartozó Szépvölggyel.
- Szigetkeve

Község a Csepel-szigeten. A Zimmer Feri 2. című film helyszíne. A név feltehetőleg a Csepel-szigetből és a település szomszédságában található valóban létező Ráckevéből ered. A jeleneteket is Ráckevén forgatták.
- Szigetkomlós

A Jóban Rosszban című sorozatban említett település.
- Szigetnádasd

Bacsó Péter A tanú című filmjében szereplő Duna-parti falu, itt gátőr Pelikán József. A külső helyszíneken felvett jeleneteket Tahitótfalun forgatták, a Pelikán házában játszódókat pedig a Mafilm 4. műtermében felépített díszletben vették fel.
- Szihágy

Kitalált falu, Tóth Gyula Gábor Az elveszett boszorkány című művében, mely falu a szintén kitalált Nyolcfalva területen helyezkedik el.
- Szikbottyán

Koltai Róbert Világszám! című filmjében találkozhatunk ezzel a fiktív településnévvel.
- Szikes

Falu, Sarkadi Imre Kísértetjárás Szikesen című regényének színhelye.
- Szikhalom

A Megy a gőzös című film egyik helyszíne. A név feltehetőleg Szihalom és Szeghalom neveinek, illetve a szik kifejezésnek elegyítéséből ered.
- Szilvahely

Szép Ernő Dali dali dal című önéletrajzi regényében Hajdúszoboszló neve.
- Szomjúhely

Fiktív település Tamkó Sirató Károly Vándor móka című gyermekversében.
- Szotyolás

Petrovácz István Csere Rudi című ifjúsági regénye, illetve az abból készült, 1988-ban bemutatott, Fejér Tamás által rendezett film egyik helyszíne, vasútállomása van.
- Szömölnök

Település Szamos Rudolf Kántor nyomoz című bűnügyi regényében. Létező, a Szentgotthárdi járásba tartozó más településekkel (Orfalu, Apátistvánfalva) együtt kerül érintőlegesen említésre, amely tájon a legendás nyomozókutya életét bemutató kötet egyik fontos nyomozása zajlik. A névadást feltehetőleg a környéken létező Alsó- és Felsőszölnök települések neve ihlette, amelyet a szerző Szomolnok nevével elegyíthetett.
- Szurdokfűrdő

A Gálvölgyi show – avagy játszd újra János! című műsor egyik epizódjában említett település.
- Szunyogos

Kitalált alföldi település Jókai Mór A kőszívű ember fiai című regényében. Ennek a településnek a vonatállomásánál találkozik egymással Baradlayné és fia, Ödön.

### T
- Taktaruzsány

A Gálvölgyi show – avagy játszd újra János! című műsor egyik epizódjában említett település.
- Talárd

Község a Balaton-felvidéken. Köpfler Tibor El Nino – A kisded című filmjében találkozhatunk vele.
- Tallósrécse

Falu, mely a szintén fiktív Tipród vármegyében fekszik, Szilágyi István Messze túl a láthatáron című művében.
- Tamásbény

Az ATV Aradi Varga Show című műsorának híradó-paródiájában szereplő falu.
- Tanusvár

Jókai Mór A kiskirályok című regényében szereplő város, mely a szintén fiktív Tuhutum vármegye székhelye.
"Tanusvár csak olyan város, mint a többi. Legszélről egy sor cigányputri, aztán következik egy utca szalmafödelű ház, folytatja egy másik, zöld mohával lepett zsindelyes házsor, közbe egy csoport új zsindelyes, ott nemrég tűz volt; azután jön a nagy piac, ott van a városház, az cserepes tetejű, csak a fala vedlett, patika, vásznos bolt, fűszerszámos egymás mellett, zöldre meg sárgára festett házak, az egyikben szappant főznek, a másikban bőrt cserzenek, ezek a polgárpatríciusok házai. Odább van egy másik piac, az nem olyan nagy, ott van a vármegyeháza, átellenében a nagy vendéglő a „Régi Naphoz”(!!) Aztán van két nagy templom, az egyiknek a tornyán körülfutó erkély, amelyről a toronyőr hirdeti a világ négy részének az idők mennyiségét; a másiknak a tornyán van még négy kisebb toronymalac. A kálvinista torony órája esteli hat órát mutat, a pápistáé déli tizenkettőt, amiből, aki az asztronómiát érti, kiszámíthatja, hogy lehet úgy délután három óra felé az idő."
- Tapolnok

Kitalált falu, Tóth Gyula Gábor Az elveszett boszorkány című művében, mely falu a szintén kitalált Nyolcfalva területen helyezkedik el.
- Tarcsa

Koltai Róbert Világszám! című filmjének egyik helyszíne. A történet szerint az egyik főszereplőt, Dodót itt börtönözték be. A név feltehetőleg Kistarcsa, Nagytarcsa és Kerepestarcsa nevével lehet összefüggésben.
- Tarhospaszulyfalva

Kitalált falu, az Irigy Hónaljmirigy show Volt egyszer egy Paszulyfalva című epizódjának helyszíne, amely az epizód végére (nem teljesen függetlenül a polgármesterének korrumpálódásra való hajlandóságától) városi rangot kap. [A falunév a műsorban kiírva is látható, 7 perc 25 másodpercnél.] A lakosság magas alkoholfogyasztási hajlandóságának köszönhetően a településről annyi jövedéki adó folyik be az államkasszába, mint Budapestről, ezért arra törekszenek, hogy a fejlesztésre kapott forrásaik is azonosak legyenek. A település díszpolgárainak egyike Solymos Tóni; a helyi politikai életben a Függőben Lévő Kisgizda Párt tevékenysége érdemel említést. A felvételek Etyeken készültek.
- Tarhosrév

Szilvási Lajos Egymás szemében című regényének egyik helyszíne. A regény kitalált helyszíneket vegyít létezőekkel, így a főhös a budapesti „Tófenék lakótelepen” él, „Jankavölgybe” megy építőtáborba, apja pedig korábban egy „Tarhosrév” nevű vidéki városban dolgozott. 
- Tarnád

Kilátástalan sorsokkal teli, kitalált város valahol Észak-Magyarországon, Goda Krisztina Veszettek című filmjében. A film jeleneteit kazincbarcikai, ózdi, várpalotai és budapesti helyszíneken forgatták.
- Tataújkér

Fiktív település a Napirajz webképregény 014 szamuraj című, egy képkockás epizódjában, itt működik a Tataújkéri Kaolinbányász Szamurájsport Egyesület. Elnevezése Tata és Abaújkér nevének elegyítéséből keletkezhetett.
- Tatárszeg

Fiktív kisváros az 1980-as évek elejének Magyarországán, Várkonyi Gábor A tönk meg a széle című televíziós vígjátékában, melynek kezdetén küszöbön áll az összeolvasztása a szomszédos Magyarszurdokkal – ám egyik településnek sem mindegy, melyikük lesz a településegyesítés nyertese.
- Tápiólefetye

Érintőlegesen említett helynév a Üzenet a jövőből – A Mézga család különös kalandjai című rajzfilmsorozat Autó-tortúra című epizódjában.
- Tápiópalóznak

A Gálvölgyi show – avagy játszd újra János! című műsor egyik epizódjában szereplő falu, mely a Balatontól délre, a szintén kitalált Tóbedresfalvától 40 kilométerre fekszik.
- Tápiószecskapusztadengelengegyházasfelső

A Gálvölgyi Show egyik epizódjában említett település.
- Tengőd

Temesi Ferenc Híd című regényének egyik fő helyszíne, nem tévesztendő össze a valóban létező Somogy megyei Tengőddel. A regénybeli település valójában Kistelekkel azonos. Vélhetően beszélő név, amely arra utal, hogy a (szintén fiktív) Porlód (Szeged) vonzáskörzetében lévő, de attól viszonylag távol fekvő kisváros lakóinak, a megyeszékhellyel összevetve csak a tengődés jutott osztályrészül. Elvétve felbukkan az író későbbi műveiben is. A Kistelekkel való azonosítást az író maga támasztja alá az Apám című regényében, ahol egyértelművé teszi, hogy a könyvben megörökített életű anyai nagyapja ezen a településen élt.
- Tenyő

Parti Nagy Lajos műveiben szereplő község, mely valószínűleg Tiszaújváros közelében fekszik. Nem összetévesztendő Tényő községgel.
- Terescsén

Kisváros, Mikszáth Kálmán A Noszty fiú esete Tóth Marival című regényének egyik felvidéki helyszíne, mely a szintén fiktív Bontó vármegyében fekszik.
- Terény

Makk Károly Fűre lépni szabad című filmjének egyik helyszíne, egyetemmel is rendelkező és (állítólag) jó borairól is nevezetes, fiktív település. Nem azonos a Nógrád vármegyei Terénnyel, sem pedig a ma Szlovákia területén lévő, egykor honti Terénnyel. A filmbéli, itteni jeleneteket Veszprémben forgatták.
- Térkővágóörs

A Greenpeace Magyarország Egyesület kisfilmjében említett lehetséges új neve a Fertő-tó magyarországi részének.
- Tihanyküküllő

Település a Robog az úthenger című filmsorozat Balatoni betyárok című részében.
- Tipa

Szabó Magda Fanni hagyományai című színdarabjában említett település.
- Tiszabergenye

A Capitaly című vígjátéksorozat Brisós című epizódjában említik ezt a települést.
- Tiszabottyán

Koltai Róbert Szamba című filmjében találkozhatunk vele. A jeleneteket Tiszalúcon forgatták.
- Tiszafarok

Móricz Zsigmond Sárarany című regényében említett alföldi település.
- Tiszakocsány

A Gálvölgyi show – avagy játszd újra János! című műsor egyik epizódjában említett település.
- Tiszakomár

A Gólkirályság című televíziós vígjátéksorozat 2. évadában, érintőlegesen felbukkanó település, az ottaniak csapatával játszott kupamérkőzést a Csember FC futballcsapata.
- Tiszapárkány

A Gálvölgyi show – avagy játszd újra János! című műsor egyik epizódjában említett település.
- Tiszarét

Eötvös József A falu jegyzője című regénye nagyrészt e kitalált faluban zajlik, a település a képzelet szülte Taksony vármegyében található, elhelyezkedéséről még annyi derül ki a regényből, hogy látható innen Tokaj hegye is.
- Tiszasor

Kitalált település a Tisza mentén, a Tiszántúlon, Illés Sándor Vihar a Tiszán és A túlsó part című regényeinek fő helyszíne. Létező települések övezik: Szolnok és Szentes között található, mintegy 20 kilométerre a megyeszékhelytől; vasútvonal nem érinti, sőt a két említett város között közlekedő buszjárat sem tér be a faluba, a buszok csak az oda vezető bekötőút elágazásánál állnak meg. Kiderül az is, hogy villanyvezetékét Tiszaföldvárról kötötték be Cibakházán át, a közelben fekszik még Tiszakürt és Kunszentmárton is. E paraméterek alapján Tiszasor valószínűleg Tiszainokának, esetleg Nagyrévnek felelhet meg, bár ennek valamelyest ellentmondó, hogy a regények szövegében az Inoka és a Nagyrév helynevek is felbukkannak, utóbbi többször is. A tiszazugi méregkeverők bűnügye is érintette a falut, a bűncselekmény kirobbanását követően (A túlsó part című regény szerint) e község temetőjében is találtak öt, arzénnel megmérgezett halottat.
- Tiszaszállás

A Tisza mellett fekvő falu, Papp Dániel Kultúrharc Tiszaszálláson című elbeszélésének egyik helyszíne.
- Tiszatab

Tisza-parti falu, Csalog Zsolt Parasztregény című művének helyszíne. A település a valóságban Tiszaroff, mivel itt élt a regényben megszólaló Mohácsi Bálintné (a regényben Muharos Bálintné).
- Tiszatasnád

A Gyalog a mennyországba című filmben szereplő fiktív település.
- Tiszavárad

A Gólkirályság című RTL-es vígjátéksorozat első epizódjában említett fiktív település, a Csember FC egyik korábbi ellenfelének székhely-települése.
- Tokánypuszta

A Tóth János című televíziós sorozat A nyomozás című epizódjában felbukkanó település, ahova a címszereplő egészen váratlanul, rejtélyes módon kerül egy éjszakába nyúló pesti buli után. A hely falusias jellege ellenére a lakosok nagy része a közeli Mercedes-gyárban dolgozik.
- Tolnahida

Nagy Lajos Kiskunhalom című regényében szereplő település, mely előtagja alapján valószínűleg Tolna megyében fekszik, a Duna partján.
- Tomajkér

Nádas Péter Fal című elbeszélésében említett település.
- Tompás

Kitalált falu, Justh Zsigmond Ádám című regényének színhelye. A falu a Tisza partján fekszik Szentes közelében.
- Topolya

Gyurkó László Aranyborjú című regényéből készült film egyik helyszíne. Nem azonos a Vajdaságban található Topolyával.
- Tornya

Németh László Gyász című regényében említett Fejér vármegyei falu. Nem azonos a romániai Tornya községgel.
- Tóbedresfalva

A Gálvölgyi show – avagy játszd újra János! című műsor egyik epizódjában említett település, mely a Balatontól délre fekszik.
- Tófenék

Baranya megyei, elnéptelenedett és ezért – a történet szerint – a településjegyzékből törlésre kerülő falu, Gaál István Holt vidék című filmjében. Csak említés szintjén szerepel.
- Tóhomok

Feltehetőleg fiktív település vagy településrész Szamos Rudolf Kántor nyomoz című bűnügyi regényében; Mosonmagyaróvár közelében található, a Fertőzug déli részén; a legendás nyomozókutya életét bemutató kötet szerint határőr őrssel rendelkezik; itt zajlik Kántor egyik nyomozása. Elképzelhető, hogy Fertőhomoknak felel meg, vagy a névadását ihlette annak neve.
- Tótsomlyód

A Kisváros című televíziós sorozat Ereklyék című epizódjában találkozhatunk vele.
- Tótszarvas

Kőszegi Imre Szívet cserélni című regényében említett település: a történetben az egyik mellékszereplő, mielőtt 1944 után emigrált volna, az ottani községházán volt főjegyző.
- Tótváros

Viharsarokban lévő kisváros a Körös partján Grecsó Krisztián regényeiben. A kisvárost Békéscsaba ihlette.
- Tök

Az Irigy Hónaljmirigy show Másfél millió hosszúlépés Magyarországon című epizódjában szereplő településnév, mely az ország délkeleti részén, a román határ mellett fekszik. Bár a filmben látható térképen ez a helynév van feltüntetve, mégis szándékosan tévesen, Makk néven szerepel a falu. Nem azonos a valóban létező, Pest vármegyei Tök községgel.
- Tölös

Turistatérképeken nem szereplő, így bizonyára fiktív település vagy településrész Szentendre fölött a pilisi hegyekben (valójában a Visegrádi-hegységben). Szentendrétől Izbég érintésével érhető el, a várostól és Szentlélektől is legalább tíz kilométerre fekszik. Szamos Rudolf Kántor a nagyvárosban című bűnügyi regényében találkozhatunk vele, fűrésztelepe és annak környéke a legendás nyomozókutya segítségével felderített bűncselekmény-együttesek egyikének fő helyszíne, egyben Kántor utolsó, végzetessé vált bevetésének színhelye. A tölös szó egyébként tölgyest jelentő régi magyar köznév, Győrzámoly határában helynévként is létezik, talán az ihlette az író névválasztását. A sorozat itt játszódó jeleneteinek egy részét a Pilisszentkereszt határában lévő Dera-szurdokban, valamint Telki fölött vették fel. A sorozatban a történet szerint ez a helység Kőszeg mellett található.
- Tömösvár

Kitalált falu, Tóth Gyula Gábor Az elveszett boszorkány című művében, mely falu a szintén kitalált Nyolcfalva területen helyezkedik el. Nem azonos Temesvárral.
- Tömpemizsér

Község a Tisza közelében, Parti Nagy Lajos Az étkezés ártalmasságáról című művének színhelye. A település feltűnik a szerző későbbi munkáiban is.
- Törökd

Szabó Magda: A Danaida című regényében szereplő település.
- Tövispuszta

Kepes András azonos nevű regényének egyik helyszíne, a mai Magyarország területén, közelebbről nem meghatározott helyen. A településnek Szentjakabbal történt egyesítése előtt nem volt vasútállomása.
- Tunya

A Gálvölgyi Show című műsor egyik epizódjában szereplő falu neve.
- Tunyád

Alföldi falu, Kovács D. Dániel és Vinnai András Virágos Magyarország című színdarabjának helyszíne.
- Turanád

Kováts Miklós Szemed a pályán! című vasútbiztonsági kisfilmjében érintőlegesen említett település.
- Tuslag

Az Állomás című televíziós sorozat fő helyszíne. Falu a magyar-román-szerb határon. A jeleneteket Angyalföld vasútállomásán forgatták.
- Tükrös

Németh László Irgalom című regényének egyik fontos helyszíne, a főszereplő Kertész család és Halmi Ferenc származási helye. Teljes nevén Mezőtükrös (de így csak egyetlen egyszer említik), és valahol Fejér vármegye déli vagy Tolna vármegye északi részén helyezkedett el.
- Tüllő

Daróczy József Pista tekintetes úr című filmjében szereplő vidéki falu, valószínűleg Keszthely közelében fekszik.
- Tüskevár

A 2021 májusi középszintü magyar nyelv- és irodalom érettségi feladatsor gyakorlati szövegalkotás részében szereplő település. A név ihletője valószínüleg Fekete István azonos című regénye. [A település a valóságban Devecser mellett, a 8-as főúton fekszik Veszprém vármegyében]
- Tűzkő

Fiktív kisváros Kostyál Márk 2016-ban forgatott, Kojot című akciófilmjében. A film jeleneteinek nagy részét Epölben vették fel.

### U–Ű
- Ukkonvár

Mesebeli, képzelt, ősmagyar város, Weöres Sándor A holdbéli csónakos című mesejátékának egyik helyszíne.
- Ursulafürdő

Parti Nagy Lajos novelláiban szereplő kitalált üdülőtelepülés, mely a szintén fiktív Pávabánya és Borzafürdő mellett fekszik.
- Újfalu

Viharsarki település a Kisváros című televíziós sorozat Túsz-szedés című epizódjában.
- Újhely

Koltai Róbert Sose halunk meg című filmjének központi helyszíne, szinte az egész történet itt zajlik, leszámítva a film nyitó és záró jeleneteit (pályaudvari és lóversenypályai epizódok), melyek Budapesten játszódnak. A filmet többek között a régi sashalmi piacon és más helyszíneken – többnyire Sátoraljaújhelyen –, valamint az angyalföldi vasútállomáson és Vácott forgatták. Nem azonos a Felvidéken található Újhellyel.
- Újpusztaszer

A magyar történelemmel gúnyos és groteszk módon viccelődő Hungarikum című rajzfilm fő helyszíne. A történet szerint itt élnek a magyarok, itt játszódik az epizódok többsége. Neve vélhetően Ópusztaszer nevének újjá változtatása.
- Újváros

Babits Mihály Kártyavár című regényének fő helyszíne, Duna menti kisváros Budapesttől néhány kilométerre, Pest vármegyében. Szomszédságában fekszik a szintén fiktív Rokonca.

### V
- Vábdok

Mikszáth Kálmán Gavallérok című kisregényében szereplő Sáros vármegyei falu.
- Vacsa

Alföldi város, érintőlegesen említett helyszín Kristóf Attila A menyét éjszakája című regényében.
- Vakbottyán

A Robog az úthenger című tévésorozat egyik helyszíne.
- Vanda

Fiktív falu, Észak-Magyarországon, Háy János Dzsigerdilen című regényében.
- Váralja

Korompai Márton Azt hittem... című vasútbiztonsági kisfilmjében említik. Nem azonos a Tolna megyében található Váraljával.
- Várbogyors

A Gálvölgyi show – avagy játszd újra János! című műsor egyik epizódjában említett település.
- Várda

Az Öregberény című tévésorozatban találkozhatunk vele. A történet szerint a sorozat fő helyszíne, Öregberény közelében lévő város. Nem azonos a Somogy megyében található Várda községgel.
- Várhely

Helynév Fekete István Keőry Borbála című novellájában, a fiktív Keőry család egyik tagjának születési helye. Vélhetően nem azonos a létező, erdélyi Várhely településsel.
- Varjas

Herczeg Ferenc A fehér páva című regényének helyszínéül szolgáló kisváros, mely Budapesttől 50-60 kilométerre fekszik. A regény alapján készült, Majdnem menyasszony című tévéfilmet a szentendrei skanzenben, Székesfehérvárott és Ráckeresztúron forgatták. Nem azonos a romániai Varjas községgel.
- Varjúliget

Budapest fiktív városrésze; a Jófiúk című sorozatban érintőlegesen említve szerepel.
- Várkony

Czakó Gábor Várkonyi krónika című, 1978-ban megjelent regényének írói képzelet szülte helyszíne, pár száz lakosú zsákfalu, amelyet csak a Váradra vivő távolsági busz köt össze a külvilággal. Néhány kivétellel csak Gaál és Guti nevű emberek lakják. Bár a regényben erre egyértelmű utalás nem szerepel, valószínűnek látszik, hogy a települést az író – legalább részben – a szülőhelyétől nem messze fekvő Zengővárkonyról (Váradot pedig a vele szomszédos Pécsváradról) mintázta.
- Várújhely

Babits Mihály Tó a hegyek között című novellájának helyszíne.
- Vasakarattya

Az Angyalbőrben című televíziós sorozat Elveszett szakasz című epizódjában érintőlegesen említett település.
- Vásárosladány

Az új rokon című, 1934-ben bemutatott magyar filmben az Esztáry családi vidéki lakhelyéhez közeli vasútállomás viseli e település nevét.
- Vasbogdány

Az Angyalbőrben sorozat kitalált helyszíne, neve a történet szerint onnan származik, hogy Vas megyében található és ott temették el Bogdán vezért. A 13. részben megemlítik, hogy a várostól 3 km-re található a valóságban is létező Bük. A jeleneteket a Budapest és Budaörs határában lévő egykori Vasvári Pál laktanyában, valamint Csobánkán és Zsámbékon forgatták.
- Vaspordány

Moldova György Szálljon a dal! című kisregényében említett település, mely a szintén fiktív Csongor megyében van.
- Vastagpalánk

Várral rendelkező település a 16. századi Magyarországon, a Balatontól északra, a Kolozsvári Grandpierre Emil azonos című regényéből készült, A törökfejes kopja című, 1973-ban bemutatott kalandfilmben. Az itteni jeleneteket főleg Tinnye határában és más közeli, pilisi helyszíneken vették fel.
- Vastava

Fehér Béla Szilvakék paradicsom cím alatt megjelent glosszasorozatának, a Tengeralattjáró Révfülöpön című novelláskötete több novellájának, illetve az Ördögcérna című regényének egyik jellegzetes, visszatérő helyszíne. Itt nyílt meg a Transformo Intézet, ahol kisállatok átoperálását vállalják bármilyen más kisállattá; itt működik az Újjászületés Gyógyfürdő, de a településnek gimnáziuma is van.
- Veregy

Pest megyei település a Budapest–Békéscsaba-vasútvonalon, Nemere László Hívójel című filmjében. A film itt játszódó jeleneteit Veresegyházon vették fel, a név feltehetőleg Veresegyház rövidítéséből eredhet. A történet szerint itt teljesített szolgálatot az a vasúti dolgozó, akinek a hibájából súlyos vasúti baleset történik. A film az 1968-as mendei vasúti baleset alapján készült, a balesetnél Mende vasútállomás forgalmi szolgálattevője hibázott, tehát Veregy feltehetőleg megegyezhet Mendével.
- Végvár

A Kisváros sorozat helyszíne, a valódi forgatási helyszín Szigetvár volt, ahol 1566-ban a végvári harcok egyik jelentős ostromát vívták. Fontos különbség a valós és a kitalált város közt, hogy Szigetvár Baranya megyében található, Végvár viszont az osztrák-magyar határ mellett. A 76. részben tudjuk meg, hogy Végvár irányítószáma 4867. A határátkelős jeleneteinek jelentős részét a bozsoki határátkelőnél forgatták, amit nemegyszer Végvárként említenek meg, annak ellenére, hogy többször mutatják az épületen lévő Bozsok feliratot, tehát feltehetőleg a sorozatban Bozsok Végvár településrésze. Nem tévesztendő össze a Bánságban található Végvár nevű településsel.
- Vernyó

Felvidéki falu, Mikszáth Kálmán A fekete kakas című elbeszélésének egyik színhelye.
- Verőcsény

Vidéki város Pintér Béla A bajnok című, a Katona József Színházban játszott zenés színdarabjában, ahol a polgármester közéletileg évtizedek óta sikeres ugyan, magánélete viszont romokban hever, leszbikus felesége egy, a város által támogatott fiatal olimpiai bajnok sportolónővel csalja; a történethez a 2010-es évek egy ismert magyarországi közéleti pletykája szolgált mintául. A név feltehetőleg a Pest megyei Verőcéből és Perőcsényből ered.
- Vértesréva

Többször visszatérő fiktív helynév Czakó Gábor író Eufémia című regényében, buszjárat is érinti. Nevének előtagja alapján feltehető, hogy a Vértes hegységben található, határában bükkerdő terül el.
- Vértesszilas

Kitalált település a Vértes lábánál, Tolnai Kálmán A Mohikán-galeri című bűnügyi dokumentumregényében, ebből a faluból származott a regénybéli galeri azon tagja, aki a bűnszervezet lebukása előtt halálos balesetet szenvedett, s így az ő esetében nem kerülhetett sor büntetőjogi felelősségre vonásra. Az elnevezés feltételezhetően Vértesszőlős és a -szilas utótagú településnevek elegyítésével született meg a szerző fantáziájában.
- Veszteglő

Fiktív falu Szentes közelében, Simó Sándor Franciska vasárnapjai című regényében.
- Vezekény

Fiktív alföldi falu, Móricz Zsigmond Sárarany című regényének egyik helyszíne, szomszédságában található a szintén fiktív Kiskara.
- Vidoly

Mikszáth Kálmán Fili című elbeszélésében szereplő falu.
- Virágbecse

Kitalált falu, Petrovácz István A Süldő Madonna című ifjúsági regényének helyszíne.
- Virágfüred

A Tátra lábánál fekvő település Márai Sándor Bébi vagy az első szerelem című művében. Itt játszódik a regény első fele.
- Voglány

Mikszáth Kálmán A Noszty fiú esete Tóth Marival című regényében szereplő felvidéki falu, melynek lakossága jelentős tatár közösségből áll. A falu a szintén fiktív Bontó vármegyében fekszik.
- Völgyváros

Wiedermann Károly A holtak visszajárnak című filmjének fő helyszíne. A filmben a városi rendőrkapitányságon többször lehet látni egy körzeti térképet, amin kiolvasható, hogy Völgyvárostól déli irányba, kb. 40–50 km-re helyezkedik el Győr, tehát ennek a fiktív városnak a mai Szlovákia területén, nagyjából Galánta magasságában kell elhelyezkednie, de a filmben ezt magyarországi városnak mondják. A jelenetek jelentős részét Esztergomban vették fel.

### Z–ZS
- Zabhegyezőfalva

A magyar Wikipédia felküldési segédletében szereplő település.
- Zagyvaapáti

A Munkaügyek című televíziós sorozat VI. évfolyamának 4., Átvilágítás című epizódjában hangzik el többször is a neve, az epizód szerint a településen Kazimir Róbertnek van telke, amely tény lényegesnek bizonyult az iroda vezetőinek nemzetbiztonsági átvizsgálása szempontjából.
- Zajgóvár

Fiktív település Tamkó Sirató Károly Vándor móka című gyermekversében.
- Zalavermes

A Kémeri című tévésorozatnak A nuncius látogatása című epizódjában találkozhatunk vele. A jeleneteket a Fejér megyei Ráckeresztúron vették fel.
- Zegercs

Vidéki település Szabó Magda Csibi című novellájában. Csak említés szintjén szerepel.
- Zehernye

Mikszáth Kálmán A fekete kakas című elbeszélésének egyik helyszíne, felvidéki település.
- Zoltánvára

Rákosi Viktor Polgárháború című kisregényében szereplő város, mely a szintén fiktív Zoltán vármegyében fekszik.
- Zöldpuszta

Település Mamcserov Frigyes Csak egy telefon című zenés filmjében, ahol a főhős és édesanyja lakik; csak állattenyésztési szakközépiskolája van, matematikai gimnázium viszont – ahova a főhős szeretne járni – nemcsak itt, de egész Zöld megyében nem található.
- Zsály

Alföldi község, a határában elterülő folyóparti tanyavilág Kristóf Attila A menyét éjszakája című regényének egyik fő színhelye.
- Zsarátnok

Móricz Zsigmond Rokonok című művének helyszíne, kitalált alföldi város. A regény 1954-es és 2006-os filmadapatációit Kecskeméten forgatták.
- Zsebenc

Lázár Ervin alkotói fantáziájában született fiktív helynév. Mint önálló település nem jelenik meg az író műveiben, csak helynévi eredetű(nek sejthető) -i képzős családnévként: "Zsebenciék locska-fecske lánya", Zsebenci Klopédia a Berzsián és Dideki című regény egyik főszereplője.
- Zsókatelep

Az Öregberény című tévésorozatban érintőlegesen említett település.
- Zsolcatanya

A Gálvölgyi show – avagy játszd újra János! című műsor egyik epizódjában említett település.
- Zsolyonka

Fiktív település Nemere István A fantasztikus nagynéni című regényének filmváltozatában, a történet szerint a 37-es főút mentén helyezkedik el, a közelében folyik bele a Bodrog a Tiszába és itt található a Tisza Csokoládégyár. Először film 22. percének 47. másodpercében hangzik el, majd utána még jó néhány egyéb alkalommal is felhangzik a neve. A név minden bizonnyal Sátoraljaújhely Zsólyomka nevű részéből ered.

### Más fiktív közigazgatási egységek, helynevek filmekben, irodalomban
- Alajos Kórház és Rendelőintézet

A Gálvölgyi Show 1998-as szilveszteri epizódjában szereplő fiktív intézmény.
- Alpár megye

Moldova György Levél Mucsáról című novellájában szereplő megye. A megyében található a címben szereplő, szintén kitalált Mucsa nagyközség.
- Aranyalbum Otthon

Kitalált idősek otthona a Pappa Pia című filmben.
- Aranybánya lakópark

Építkezés alatt álló lakópark az Irigy Hónaljmirigy show Aranybánya lakópark, avagy otthon édes otthon? című epizódjában.
- Aranyfészek lakópark

Az RTL Klub …a szomszéd tehene című sorozatának helyszíne. A jeleneteket Telkiben forgatták.
- Attila út 238.

Fiktív lakóház az Attila úton, Budapest I. kerületében. Kosztolányi Dezső Édes Anna című regényének fő színhelye. A ház Vizy Kornél tulajdonában állt, ő és felesége, Angéla laktak az első szinten, felettük a második szinten Drumáék és Moviszterék, az alsó szinten pedig a házmesterék, Ficsorék.
- Bábony

Észak-Magyarországi hegységnév Örkény István Tóték című kisregényében, illetve színdarabjában. A művekből készült filmet a Heves megyei Szarvaskőn forgatták.
- Bágy patak

Fiktív patak Mikszáth Kálmán A jó palócok című elbeszéléskötetében. A patak összeköti a szintén fiktív Bodok és Majornok falvakat. Mikszáth a Kürtös-patakról mintázta a patakot.
- Bajnaköves

Fiktív vár a szintén fiktív Bajnaságban, Szilágyi István Hollóidő című regényében. A név utótagja utal az épület anyagára.
- Bajnaság

Fiktív hegyek övezte tájegység Szilágyi István Hollóidő című regényében.
- Bartalaposi völgy

Észak-magyarországi völgy Örkény István Tóték című kisregényében, illetve színdarabjában. A művekből készült filmet a Heves megyei Szarvaskőn forgatták.
- Bástyacsótány 77: Lásd: Kocka utca 13.
- Bástyasétány 77.

Fiktív lakókörzet és lakóház Budán, Baróti Géza azonos című operettjében. Valószínűleg a Várnegyedben valaha volt Bástya sétány ihlette a helyet.
- Bernyés

Fiktív erdő Mikszáth Kálmán Különös házasság című regényében. A helység valószínűleg Heves megyében található Erdőtelek közelében, mivel itt terül el a Buttler család egykori birtoka. Az 1951-es filmadaptáció ezen helyszínen játszódó jeleneteit a Bükk-vidéken forgatták.
- Béla-major

Kitalált majorság, Nagy Lajos A tanítvány című regényének egyik helyszíne. A majorság a szintén kitalált Barlangváron található.
- Bibedomb

Kitalált domb, mely a szintén kitalált Avaros város felett magaslik, Adamik Zsolt és Hanga Réka Bibedombi szörnyhatározó című könyvében.
- Boldog vármegye

A Ludas Mátyás című szatirikus havilapban szereplő vármegye, az újság ennek a vármegyének a havilapja.
- Bontó vármegye

Felvidéki megye Mikszáth Kálmán A Noszty fiú esete Tóth Marival című regényének helyszíne, székhelye Bontóvár. A vármegyében találhatók továbbá Alsótatárdi, Báling, Bárkány, Hertyán, Drenk, Terescsén, Kaszád, Mezernye, Nosztaháza, Rekettyés és Voglány települések.
- Boróth-kastély

Kitalált kastély a Felvidéken, Kassa közelében, a szintén fiktív Gerely településen, Mikszáth Kálmán A dzsentri fészek című elbeszélésének fő helyszíne.
- Bottyán megye

Kitalált megye, az Echo TV Szigorúan ellenőrzött mondatok című műsorában említik, mint az I. világháborúban megszerzett megyét. A felvételt viszont nem adták le a televízióban.
- Cincérfark utca

Kormos István A Pincérfrakk utcai cicák című könyvében szereplő utca, mely a szintén kitalált Pincérfrakk utca közelében fekszik.
- Csehpuszta

Kitalált Szatmár vármegyei pusztaság, Móricz Zsigmond A fáklya című regényében.
- Csenger megye

Érintőlegesen említett, kitalált helyszín Örkény István Egy országgyűlési felszólalás című egyperces novellájában.
- Cser megye

Fiktív közigazgatási egység Fehér Béla irodalmi világában, biztosan oda tartozik az általa ugyancsak fiktív településként kitalált, az azonos nevű, létező településsel nyilván nem egyező Locsmánd.
- Csillagmajor

Kitalált majorság, Lázár Ervin Csillagmajor című novelláskötetének helyszíne. A majorság a szintén fiktív falu, Rácpácegres közelében van. Ugyanilyen néven korábban létezett Sárosd községnek egy külterületi településrésze, de a kettő nyilván nem azonos egymással; esetleg a valódi helynév ihletője lehetett az írói névadásnak.
- Csillagvirág Klinika

A Jóban Rosszban című tévéfilmsorozat fő helyszíne. A forgatási helyszínül szolgáló kastély valójában Nagykovácsiban található. A belső felvételeket a Csillagvirág utcai stúdióban vették fel, innen kapta a klinika a nevét.
- Csongor megye

Moldova György Szálljon a dal! című kisregényének helyszíne, székhelye Sóvár. További helyszínek: Gyártelep, Vaspordány; Bakhát; Csongorpordány.
- Csömör megye

Porlód, valamint Tengőd és Rizseshurkád fiktív településeket is magában foglaló megye Temesi Ferenc több könyvében és esetenként más kisebb írásában, nyilvánvalóan megfeleltethető Csongrád megyének.
- Dárim

Fiktív széles, nagy folyó Szilágyi István Hollóidő című regényében, mely a szintén fiktív Revek várostól nyugatra fekszik.
- Dereg megye

Kitalált megye, az Echo TV Szigorúan ellenőrzött mondatok című műsorában említik, mint az I. világháborúban megszerzett megyét. A felvételt viszont nem adták le a televízióban.
- Eperjes Benjámin utca

Fiktív budapesti utca, Szabó Magda Születésnap című ifjúsági regényében. A girbegurba, hosszú, szabálytalan utca a belvárosban található, az egyik vége a Forgács térnél kezdődik, a másik pedig a Hal térbe torkollik. Eredetileg Kanál utcának hívták, 1945 után nevezték el Eperjes Benjámin utcának.
- Erdőpuszta

Kitalált majorság, Nagy Lajos A tanítvány című regényének egyik helyszíne. A majorság a szintén kitalált Barlangváron található.
- Eufémia

Államalakulat Czakó Gábor író azonos című regényében. Helye nincs egyértelműen lokalizálva, de mivel az összes személyneve magyar, és vannak a mű szövegében visszautalások megtörtént magyarországi eseményekre, konkrét helyszínekre, ezért kevés kétség férhet ahhoz, hogy az írói fantázia az államot a mai Magyarország területére képzelte el. Bükkfanyelvet használó civilizációja …37-ben ért véget; az író megjegyzése szerint, amit az erről tudósító beszámoló kísérőleveléhez fűzött, „[a]z évszázad teljesen olvashatatlan, az évezredet jelölő szám föltehetőleg 2 volt a fordítógép szerint”. Államberendezkedését jól illusztrálják a fontosabb hivatalok és hatóságok elnevezései, pl. Demokráciaelosztó, Viszonyokat Természetesítő Igazgatóság (korábban Spontaneitást Biztosító Hatóság), Művészi Szabadságot Engedélyező Igazgatóság, vagy a Legfőbb Érték Az Ember Klinika (valójában abortuszklinika) elnevezése. Nemzeti tizenegye drapp-szürke mezben lép pályára.
- Ewiggrau

Fiktív rombusz alakú, szeles fennsík a szintén fiktív Nagy-Tongyó természeti látványosság északi részén, Tiszaújváros közelében, Parti Nagy Lajos műveiben.
- Felhévízi Kórház

Fiktív budapesti kórház a Kántor című tévésorozatnak A postarablás című epizódjában.
- Fekete-major

Kitalált majorság, Nagy Lajos A tanítvány című regényének egyik helyszíne. A majorság a szintén kitalált Barlangváron található.
- Fekete megye

Dél-Alföldi megye Grecsó Krisztián műveiben. A megyében található Sáraság.
- Futrinka utca

Kitalált utca Bálint Ágnes A Futrinka utca lakói, Mi újság a Futrinka utcában? és Mazsola című meseregényeiben.
- Fülep-hegy

Fiktív hegy Örkény István Visszhang című egyperces novellájában, mely híres visszhangjáról nevezetes. A szintén fiktív Csalános település mellett fekszik.
- Görbe utca

Tar Sándor A mi utcánk című művének helyszíne, mely egy meg nem nevezett, Debrecen melletti, a román határhoz közeli faluban található. Hivatalosan hívták már Ságvári és Radnóti utcának is, mégis mindenki a Görbe elnevezést használja.
- Gudimhegy

Fiktív mészkőhegy Dobozy Imre Kedd, szerda, csütörtök című kisregényében.
- Gyikos

Folyó, Mikszáth Kálmán A szökevények című elbeszélésében.
- Harang-puszta

Kitalált majorság, Nagy Lajos A tanítvány című regényének egyik helyszíne. A majorság a szintén kitalált Barlangváron található.
- Harap utca 3.

Weöres Sándor Kutyatár című versében szereplő utca és házszám, itt található a műben megénekelt intézmény. A költemény (és a kitalált utcanév) megalkotásában szinte biztosan motiválta a költőt a Budapest 12. kerületében valóban létező s e névtől csak egyetlen betűvel eltérő Karap utca; ez utóbbi elnevezés a többgenerációs Karap jogászcsalád tagjainak emlékét őrzi. 
2024. januárjában Balassagyarmaton a San Lazaro Állatvédő Alapítvány megnyitotta a Kutyatár néven működtetett kutyamenhelyet a Harap utca 3. szám alatt; a helyi képviselőtestület Weöres Sándor születésének 100. évfordulója előtt tisztelgett a névadással.
- Harmos

Fiktív folyó Szilágyi István Hollóidő című regényében.
- Hegyipuszta

Kitalált majorság, Nagy Lajos A tanítvány című regényének egyik helyszíne. A majorság a szintén kitalált Barlangváron található.
- Hettikánia

Államalakulat Bödőcs Tibor humorista-író Mulat a manézs című regényében, mely teljes egészében itt játszódik. Nevezik bizalmas szóhasználatban Cirkuszhazának is; lakói a hettikánok, fővárosa Grand Trapez. Helye nincs lokalizálva [csak annyi földrajzi adat derül ki róla, hogy sátrait hajdan hét tenger mosta, ám jelenleg nincs tengere], de nyilvánvaló, hogy – Czakó Gábor Eufémiájához (ld. fentebb) vagy Petőfi Sándor Okatootáiájához (ld. lentebb) hasonlóan – Bödőcs fiktív országa is saját kora Magyarországának egyfajta karikatúrája.
- Hotel Gallárd

Budapesti ötcsillagos hotel a Hitman: Codename 47 és a Hitman: Contracts című játékokban. A hotelt a Gellért Szálló alapján alkották meg, ez nevéből is tükröződik. Budán, a Duna-parton fekszik. Híres termálfürdővel rendelkezik.
- Kanál utca

Fiktív budapesti utca Szabó Magda Születésnap című ifjúsági regényében. Az utcát 1945 után átnevezték Eperjes Benjámin utcára.
- Kapca

Fiktív vízfolyás a Napirajz-univerzumban, áradása miatt nyer említést az epizódok egyikében.
- Karancskeszi vármegye

Fiktív palócföldi vármegye Mikszáth Kálmán műveiben.
- Karós út

Fiktív út Szilágyi István Hollóidő című regényében. Az út összeköti a szintén fiktív Revek várost és Bagos települést. Az út nevének eredete a régmúltba nyúlik vissza, mikor a föllázadt jobbágyokat az út mentén húzták karóba.
- Katalin utca

Fiktív szűk utca Szabó Magda azonos című regényében. Az utca az I. kerületben található, melynek egyik oldalán műemlék-jellegű lakóházak tapadnak a várhoz, a másikon pedig egy fasor található, mögötte pedig a Duna.
- Kálvária lakópark

Székely Rozália Kálvária Lakópark című színdarabjának helyszíne, mely a Józsefvárosban található.
- Keveházy Gottfried utca / Kisliliom utca

Különböző okokból többször ide-oda átnevezett közterület Szalkai Sándor Kojak Budapesten című filmjében Budapesten, a szintén fiktív XXV. kerületben.
- Kis- és Nagy-Tongyó

Természeti látványosság Parti Nagy Lajos műveiben. A helyszín Tiszaújváros közelében fekszik. Keleti oldalán fekszik a szintén fiktív Puppentál község, nyugati oldalán pedig Csőpép falu található. Nagy-Tongyó északi oldalán terül el a legendás rombusz alakú fennsík: az Ewiggrau. 
- Kiskacor-völgy

Az Irigy Hónaljmirigy show Másfél millió hosszúlépés Magyarországon című epizódjának egyik helyszíne, mely az ország északnyugati területén, az osztrák határon fekszik. Közelében található a szintén kitalált Mocsokpuszta.
- Kisze víz

Fiktív földrajzi név, Mikszáth Kálmán A fekete kakas című elbeszélésében.
- Klopács

Patak Móricz Zsigmond A kis vereshajú című kisregényében.
- Kocka utca 13.

Fiktív nagyvárosi lakótelepi panelház Nagy Bandó András humorista előadásaiban és műveiben, amely a tipikus, jellegtelen lakótelepek életét és problémáit (csőtörés, 1987-es nagy havazás és tüzelőhiány) figurázza ki, eltúlozva. A rendszerváltás okozta lelkesedésből lakói gúnyosan "Bástyacsótány 77"-té nevezték át.  Ez utóbbi elnevezés Baróti Géza egyik színműve, a Bástyasétány '77 címének kifacsarásából születhetett.
- Koszorú köz

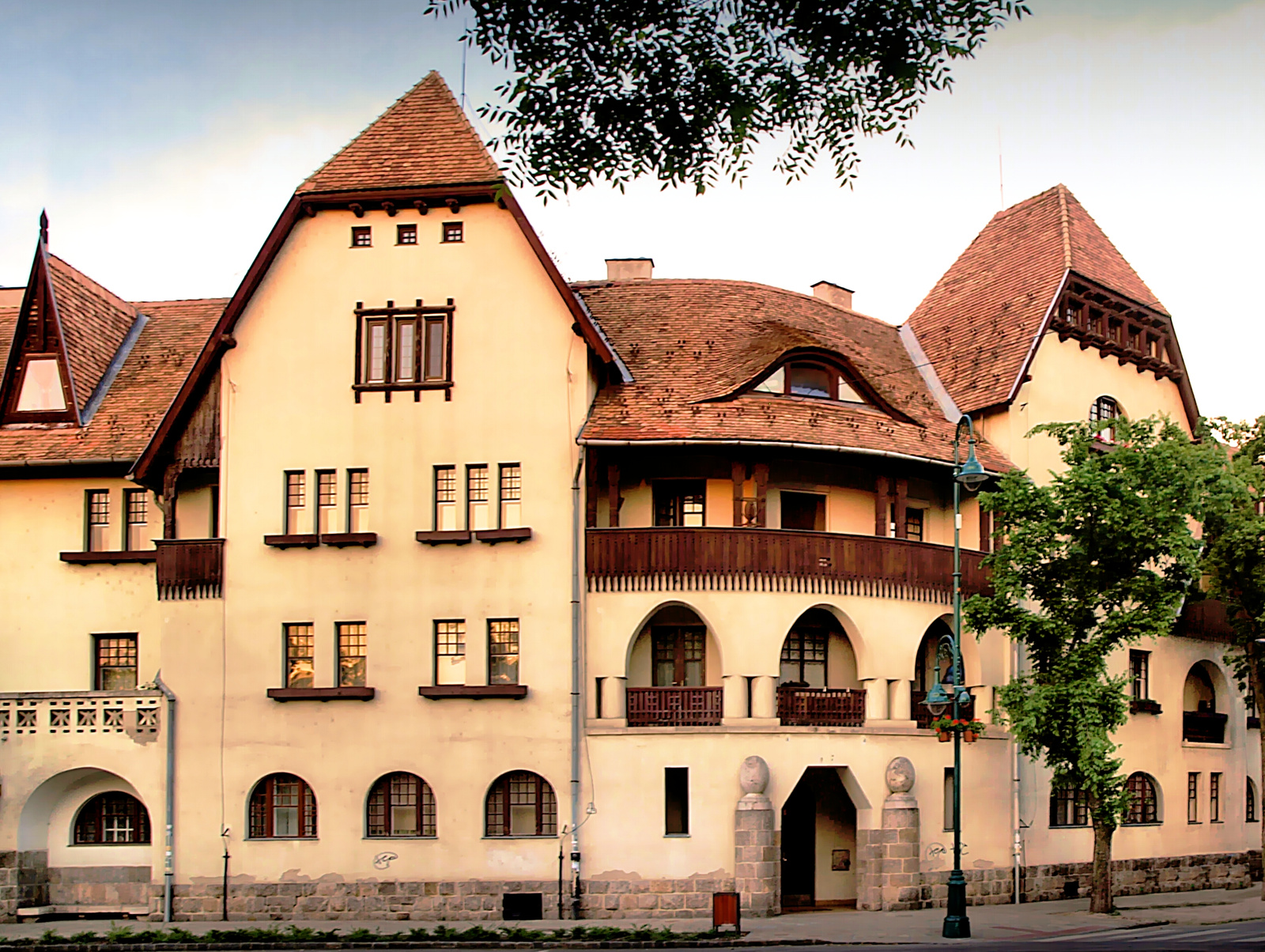
A Barátok közt fő színhelye, a képzeletbeli XXIV. kerületben található Mátyás király téren. Az épület a valóságban a XIX. kerületi Kós Károly tér 4-es házszámú épülete

Szabó Magda A Danaida című regényében szereplő budapesti köz, mely a szintén fiktív Mák utcával érintkezik.
- Krahács megye

Baktai Ferenc kabarészámaiban szerepel. Gyakorta emlegetik név szerint székhelyét – Lóvár –, néha pedig egy másik települést – Posványos – is.
- Kutas megye

Kitalált megye, az Echo TV Szigorúan ellenőrzött mondatok című műsorában említik, mint az I. világháborúban megszerzett megyét. A felvételt viszont nem adták le a televízióban.
- Lantos utca 8.

A Szomszédok című tévéfilmsorozat fő helyszíne. Ebben a gazdagréti lakóházban élnek a sorozat főbb szereplői. A helyszín a valóságban a Csiki-hegyek utca 1. számú ház.
- Lapály utca

Kitalált utca Angyalföldön: a Magyar Rádióban 48 éven keresztül sugárzott, A Szabó család című rádiójáték-sorozat címszereplő családja lakott itt, eredetileg a 27/b házszám alatt, ahonnan később átköltöztek a 24. szám alá. Az elnevezést valószínűleg a szomszédos Zuglóban található Lapály utca ihlette.
- Lilahagyma köz

Az Irigy Hónaljmirigy show Született férjek című epizódjának színhelye. A hely neve a parodizált Született feleségek című sorozat helyszínéből, a Lila akác közből (Wisteria Lane) ered. Az elnevezés kiírva is látható a videó 57. másodpercénél; az epizódot a várgesztesi villaparkban forgatták.
- Luborcai pagony

Kitalált felvidéki pagony, Mikszáth Kálmán A dzsentri fészek című elbeszélésében.
- Macskavár

A középkori Magyarország északi részén, a hegyek között, a Vág mentén fekvő vár, Krúdy Gyula A macskavári sasok című történetében. A helynév megjelenik Sulyok Magda Macskavári Menyhárt című meséjében is, mint a címszereplő vörös kandúr névadója.
- Mandragóra utca 7.

Szécsi Noémi azonos című regényének fő helyszíne, titokzatos, rejtélyes pesti lakóház.
- Matula Leánynevelő Intézet

Szabó Magda Abigél című regényében és a belőle készült filmsorozatban szereplő kálvinista leányiskola, a cselekmény fő helyszíne. Az intézet a szintén kitalált Árkod nevű kisvárosban működik. Az iskolát az írónő a Dóczi Leánynevelő Intézetről mintázta. A sorozat Matulában játszódó belső jeleneteit a Filmgyár stúdiójában vették fel. Az épület külső homlokzata a váci Püspöki Palota volt. A külső, kerti jeleneteket a XVIII. kerületben, az Üllői út mellett forgatták.
- Mák utca

Szabó Magda A Danaida című regényében szereplő budapesti köz, mely a szintén fiktív Koszorú közzel érintkezik.
- Mátyás király tér

A Barátok közt című tévéfilmsorozat fő színhelye, mely a szintén kitalált 24. kerületben található. A főcímben látható épület valójában a XIX. kerületben, a Kós Károly téren található, a belső teret pedig stúdióban vették fel.
- Mélykút

Kitalált majorság, Nagy Lajos A tanítvány című regényének egyik helyszíne. A majorság a szintén kitalált Barlangváron található.
- Nádor vármegye

Kovács Dominik és Kovács Viktor Lesz még minden című regényének helyszíne, benne található a szintén fiktív Égetthalom is.
- Nernia

Államalakulat, egy, a 2010-2020-as évek Magyarországának karikatúrájában játszódó paródiakötet, a Vir Mihály tábornok fiktív szerzői név alatt 2023-ban megjelent Nernia krónikái helyszíne. Az elnevezés kitalálói nyilvánvalóan a Nemzeti Együttműködés Rendszere széles körben ismert és használt rövidítését (NER) elegyítették a Narnia krónikái című fantasy-könyvsorozat címével, illetve az annak színhelyéül szolgáló kitalált világ, Narnia nevével. Az elnevezés olykor megjelenik a hazai közbeszédben is, jellemzően mint a kormányzati szereplőknek vagy magának a kormányzati politikának címzett gúny eszköze. Hasonló értelmű a kormánykritikus médiában felbukkant Nerisztán elnevezés is.
- Nyolcfalva

Nehezen meghatározható terület Magyarországon, Tóth Gyula Gábor Az elveszett boszorkány című művének helyszíne. A terület (ahogy azt a neve is sugallja) nyolc faluból áll, melyek szív alakzatban helyezkednek el. A falvak nevei: Tömösvár, Malonta, Espánta, Balága, Tapolnok, Birhó és Szihágy. Nyolcfalva alapjául Szatmár megye szolgált.
- Nyulas Dűlő

Tersánszky Józsi Jenő Legenda a nyúlpaprikásról című kisregényének helyszíne. Bizonyára nem azonos a Vácott valóban létező Nyulas dűlővel.
- Okatootáia

Petőfi Sándor ilyen című versében szereplő, fiktív ország, "második szomszédja Kína, az első Ausztr(ál)ia". A jellegzetesen feudális, elmaradott műveltségű állam a versben valójában magát az 1848-as szabadságharc előtti Magyarországot jelképezi. Érdekesség, hogy Petőfi létező földrajzi nevet használt fel (csekély módosítással) a fiktív országnév megalkotására, ami nyilván fiatalkori olvasmányélményeiből maradt meg a fejében: Martinkó András kutatásai kiderítették, hogy Tahiti szigetvilágának egyik szigete viseli az (O)takootaia, vagy Takutea nevet, James Cook felfedező harmadik útjáról készített leírásában.
Az Okatootáia országnevet felhasználta Laczkó Géza is, a Holdbéli Dávid csodálatos tapasztalatai a Földön című tudományos-fantasztikus regényében. (Tartalmazza az Innen és túl című kötet is.)
- Orrom megye

Kitalált megye, az Echo TV Szigorúan ellenőrzött mondatok című műsorában említik, mint az I. világháborúban megszerzett megyét. A felvételt viszont nem adták le a televízióban.
- Palást megye

Kitalált megye, az Echo TV Szigorúan ellenőrzött mondatok című műsorában említik, mint az I. világháborúban megszerzett megyét. A felvételt viszont nem adták le a televízióban.
- Paripa utca

Az Égigérő fű című  ifjúsági film egyik fő helyszíne. A kültéri felvételek Budapest VII. kerületében, a Hutÿra Ferenc utcában készültek; a filmben 4-es számon szereplő házat azóta lebontották, de a történetben szereplő szenespince még megvan, a Rózsa utca sarkán. A belső udvari felvételeket a Rottenbiller utca 40. szám udvarán vették fel.
- Pincérfrakk utca

Kormos István A Pincérfrakk utcai cicák című könyvének helyszíne, a szintén kitalált Cincérfark utca közelében fekszik.
- Pol Pot megye

Temesi Ferenc író az Apám című, ténylegesen a saját apjáról írt regényében említi, mint olyan kifejezést, amellyel széles körben elterjedt módon illették az 1970-80-as években Csongrád megyét. Magyarázata szerint a névadás oka az volt, hogy a háború utáni évtizedekben kiemelkedően nagy súlya volt a megye politikai életében a Komócsin családnak, melynek egyes tagjai az akkori állami vezetésnél is szélsőségesebb, a kambodzsai Pol Potéhoz hasonlóan agresszív baloldali kommunista politikát követtek.
- Puppen-völgy

Parti Nagy Lajos Libabőr Puppentalban című novellájában említik.
- Rózsa Bisztró/Kávéház

Az RTL Barátok közt című sorozatának törzshelye.
- Sügér sétány

A Mézga Aladár különös kalandjai című rajzfilmsorozat Superbellum című epizódjának egyik helyszíne, mely a szintén kitalált Balatonszöszmösz településben található. Itt található Máris szomszéd nyaralója.
- Szamos megye

Kitalált megye, az Echo TV Szigorúan ellenőrzött mondatok című műsorában említik, mint az I. világháborúban megszerzett megyét. A felvételt viszont nem adták le a televízióban.
- Szent András Klinika

Az Irigy Hónaljmirigy show A Jóban, a Rosszban és a Csúf című epizódjában említik.
- Szent Ede Kórház

Fiktív budapesti kórház Eörsi István A műtét című tragikus bohózatában.
- Szent Johanna Alapítványi Gimnázium

Budapesti gimnázium, Leiner Laura A Szent Johanna gimi című regénysorozatának fő helyszíne.
- Szkopacs

Patak Móricz Zsigmond A kis vereshajú című kisregényében.
- Taksony vármegye

Eötvös József A falu jegyzője című regénye nagyrészt e kitalált, reformkori vármegyében játszódik. Székhelye Porvár, itt található a megyei börtön is. További helyszínek: Tiszarét, Kislak, Törökdomb.
- Tarkövi puszta

Fiktív pusztaság Kosztolányi Dezső Pacsirta című regényében.
- Terjes

Fiktív folyó Szilágyi István Hollóidő című regényében, a folyó a szintén fiktív Revek várostól északra fekszik.
- Tipród vármegye

Szatmár szomszédságában lévő vármegye Szilágyi István Messze túl a láthatáron című regényének helyszíne, székhelye Ólymos, a megyében fekszik továbbá Ólymosújfalu, Bájok, Tallósrécse, Kenyerestelek és Perjevámos is.
- Tó-puszta

Kitalált majorság, Nagy Lajos A tanítvány című regényének egyik helyszíne. A majorság a szintén kitalált Barlangváron található.
- Tófenék utcai lakótelep

Szilvási Lajos Egymás szemében című regényének egyik helyszíne. Ezen a lakótelepen él a regény főhőse. A területen egykor víz állt, mely inkább hasonlított egy bűzlő, poshadó mocsárra. Idővel a víz apadni kezdett, majd nyomorteleppé vált, ekkor kapta a Tófenék utca nevet. A 20. század közepén a nyomortelepet felszámolták és nyolc háztömböt húztak fel a telepre.
- Tömpös vármegye

Az RTL Klub Pokoli rokonok című sorozatának helyszíne, benne fekszik a szintén kitalált Pantallós. A jeleneteket Csillaghegyen forgatták.
- Törökdomb

Eötvös József: A falu jegyzője című regényének egyik helyszíne. A domb a szintén fiktív Tiszaréttől negyed mérföldre fekszik.
- Tuhutum vármegye

Jókai Mór A kiskirályok című regényében szereplő vármegye, székhelye Tanusvár.
- Virág Gimnázium

Kitalált gimnázium, az Álom.net című film fő helyszíne. A jeleneteket a siófoki Kodolányi János Egyetemen forgatták.
- Visnyei kiserdő

Erdő, Mohácsi János rendezéseiben. A szintén fiktív Raplód község mellett terül el.
- Kék megye, Piros megye, Zöld megye

Fehér Klára Csak egy telefon című írásában (és az abból készült filmben) szereplő kitalált megyék.
- Zoltán vármegye

Fiktív vármegye Rákosi Viktor: Polgárháború című kisregényének helyszíne. A vármegyében található a szintén fiktív Zoltánvára és Magyarszállás.
- 78-as körzet

Bonyolult határvonalú, ezért feltehetőleg kitalált közigazgatási egység a 80-as évek Budapestjén, Rákospalota területén, az azonos című hatrészes tévéjáték-sorozatban. A felvételek jelentős részét ténylegesen a fiktív körzethatár által közrefogott rákospalota-újfalui helyszíneken forgatták, de néhány forgatási helyszín a körzethatáron kívül volt (pl. Kozák utcai általános iskola, Kozák téri felüljáró, stb.)